# Sezessionskrieg

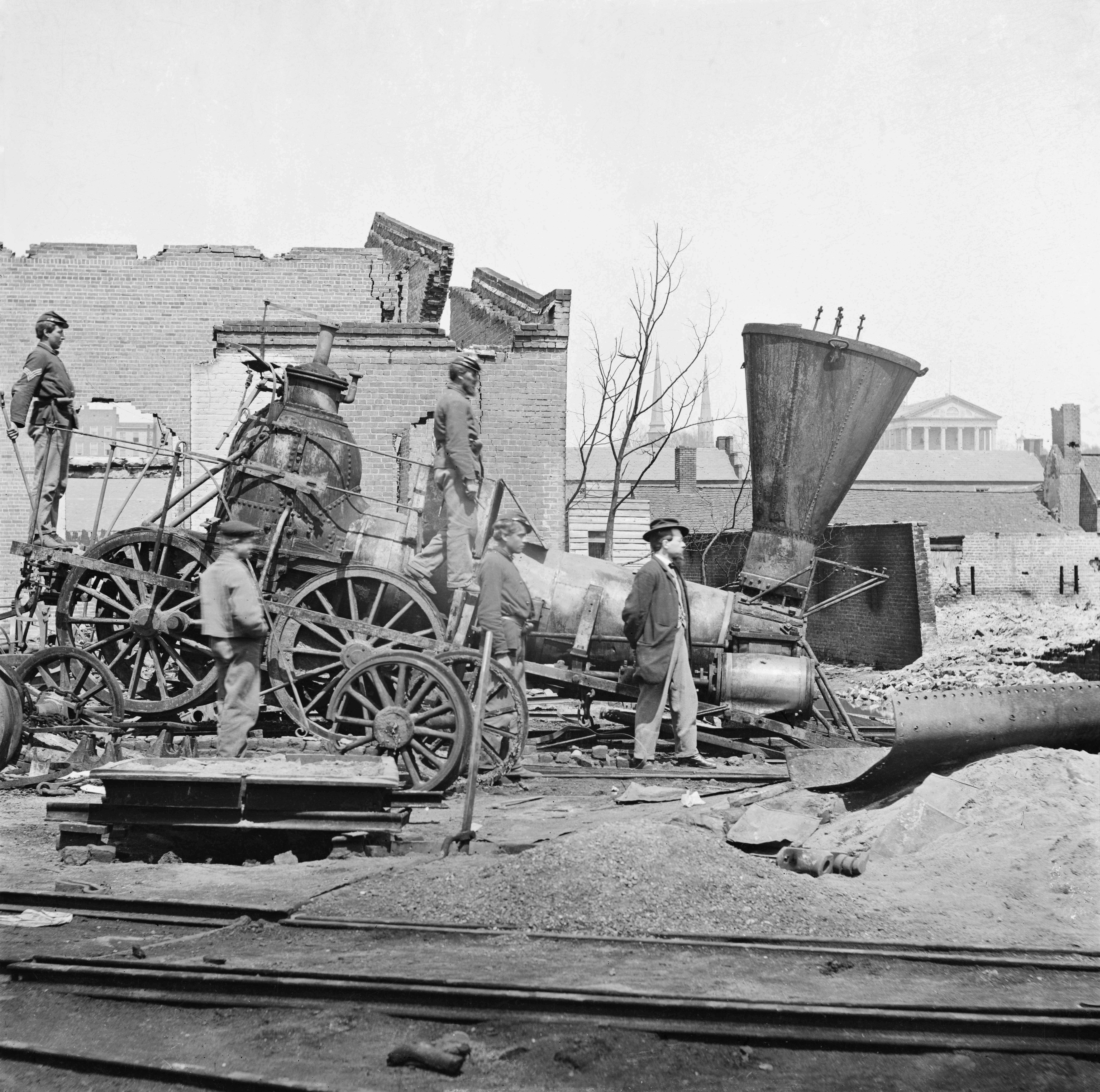
Der Bürgerkrieg war der erste Krieg, in dem die Eisenbahn eine entscheidende Rolle spielte

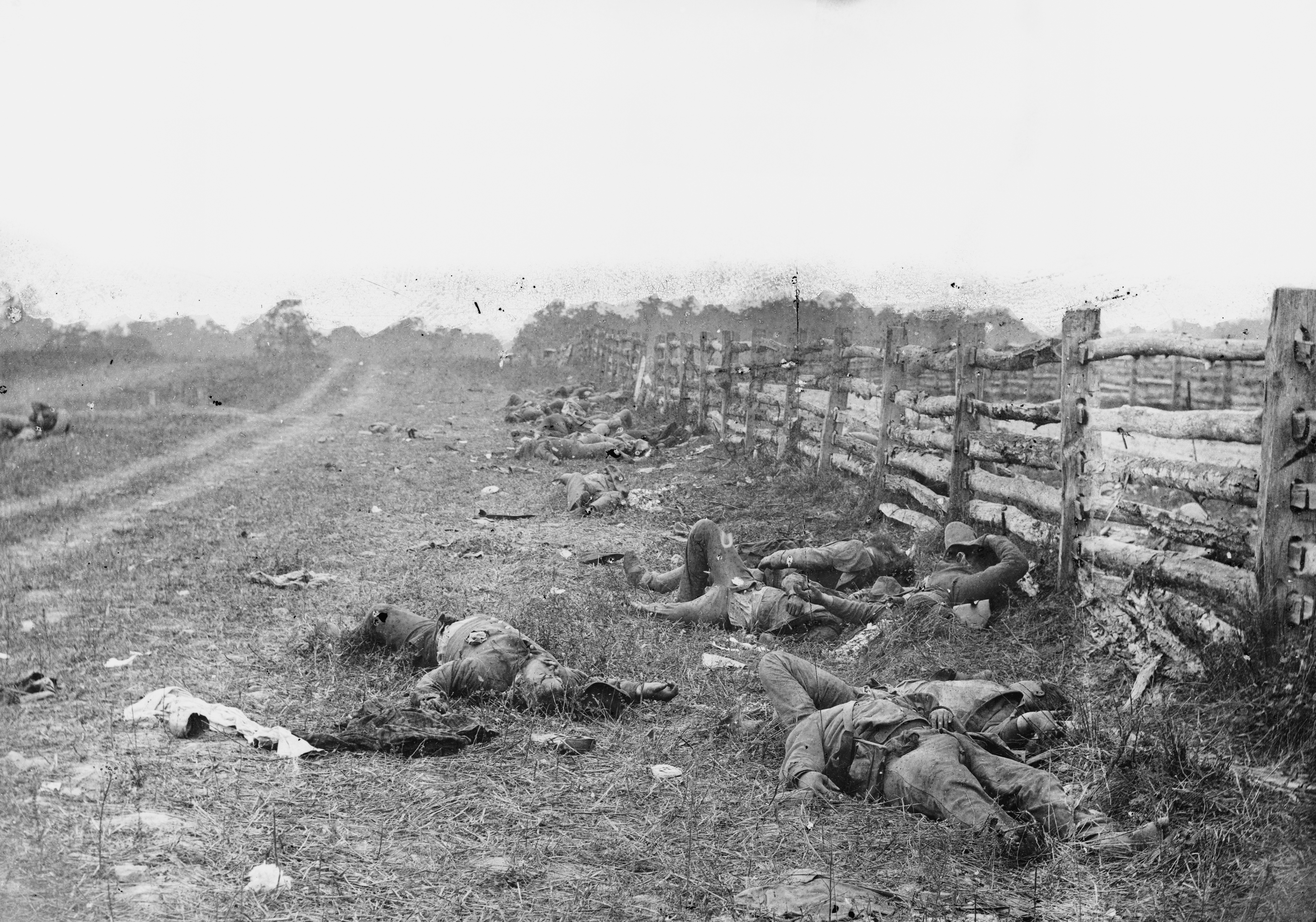
Der Sezessionskrieg war einer der ersten Kriege, die auch fotografisch dokumentiert wurden. Hier: Gefallene der Schlacht am Antietam, Foto von Alexander Gardner, 1862

Der Sezessionskrieg oder Amerikanische Bürgerkrieg war der von 1861 bis 1865 währende militärische Konflikt zwischen den aus den Vereinigten Staaten ausgetretenen, in der Konföderation vereinigten Südstaaten und den in der Union verbliebenen Nordstaaten (Unionsstaaten).
Ursache war eine tiefe wirtschaftliche, soziale und politische Spaltung zwischen Nord- und Südstaaten, die vor allem in der Sklavereifrage zu Tage trat und sich seit etwa 1830 immer weiter vertieft hatte. Als Reaktion auf die Wahl des gemäßigten Sklavereigegners Abraham Lincoln zum US-Präsidenten traten im Winter 1860/61 die meisten Südstaaten aus der Union aus. Der Krieg begann am 12. April 1861 mit der Beschießung Fort Sumters durch die Konföderierten. Er endete im Wesentlichen mit der Kapitulation der konföderierten Nord-Virginia-Armee in Appomattox Court House am 9. April 1865. Die letzten Truppen der Konföderierten kapitulierten am 23. Juni 1865 im Indianerterritorium. Nach dem Sieg des Nordens wurden die Südstaaten im Rahmen der Reconstruction wieder in die Union aufgenommen.
Die wichtigsten Folgen des Bürgerkrieges waren die endgültige Abschaffung der Sklaverei in den USA, die Stärkung der Zentralmacht gegenüber den Bundesstaaten sowie die verstärkte Ausrichtung des Landes als Industriestaat.

## Überblick
Der Sezessionskrieg festigte und einte die Vereinigten Staaten dauerhaft und ebnete ihren Aufstieg zur Großmacht. Er gilt wegen seines totalen Charakters und zahlreicher technischer Neuerungen auf dem Schlachtfeld als der erste moderne, nach industriellen Maßstäben geführte Krieg der Geschichte. Es war die verlustreichste Auseinandersetzung, die je auf dem Boden der USA ausgefochten wurde; in ihm starben mehr Amerikaner als in jedem anderen Krieg, an dem das Land im Laufe seiner Geschichte beteiligt war. Der Bürgerkrieg ist noch heute im kollektiven Gedächtnis der Amerikaner präsent, besonders in den Südstaaten, auf deren Gebiet die Kämpfe fast ausschließlich ausgetragen wurden. Zahlreiche Denkmäler erinnern bis heute an Schlachten oder an militärische Führer.

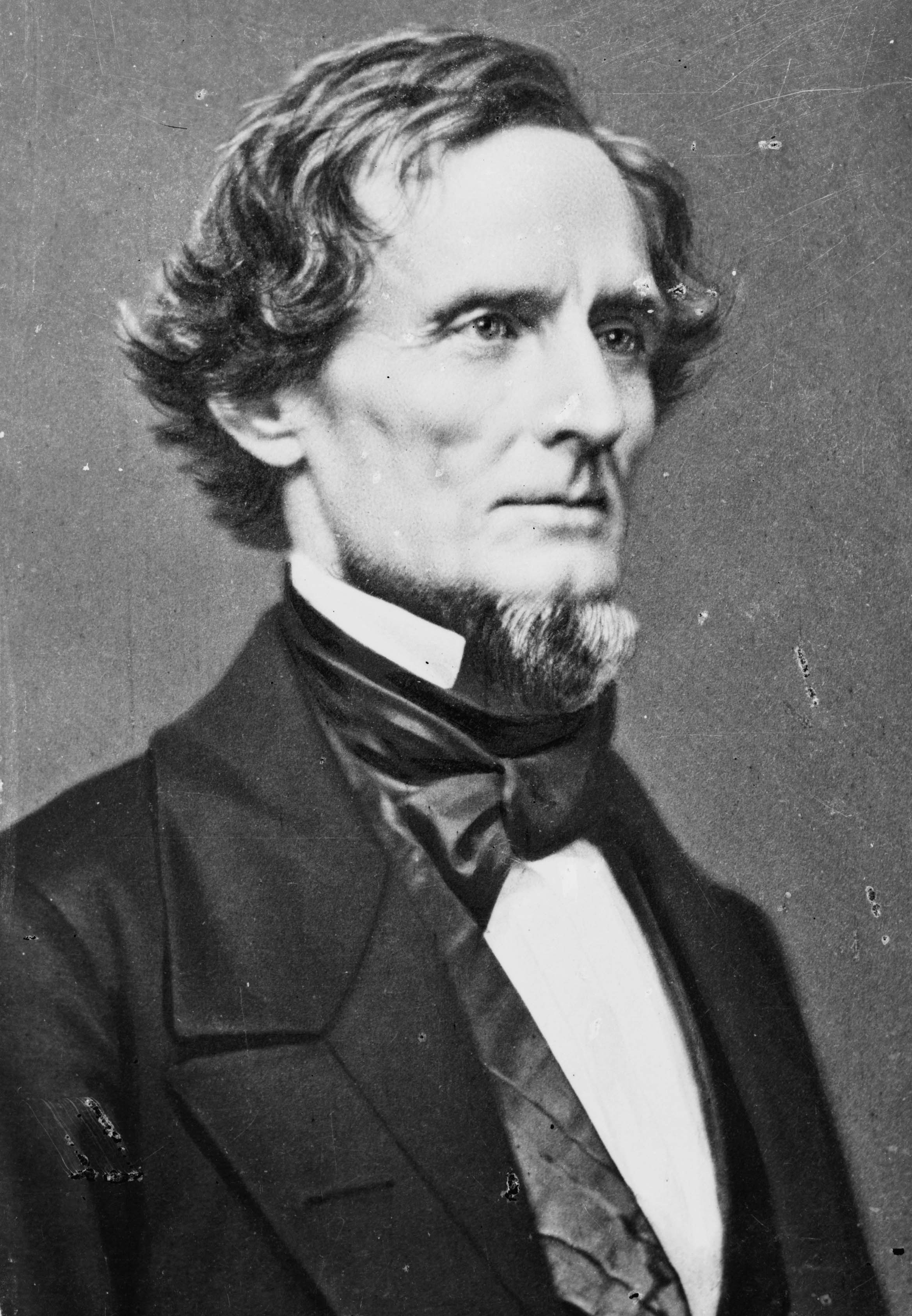
Jefferson Davis, Präsident der Konföderierten Staaten

Abraham Lincoln, der damalige Präsident der Vereinigten Staaten

Zu Beginn des Krieges waren sich beide Seiten nicht darüber im Klaren, wie lange der Krieg dauern könnte und mit welchen Mitteln und Strategien er geführt werden sollte. Erst nach der ersten, für den Süden siegreichen Schlacht bei Manassas begann der Norden ernsthaft mit der Aufstellung und Ausrüstung eines schlagkräftigen Heeres. Den Führern im Norden war bewusst geworden, dass der Krieg nicht schnell zu beenden sein würde.
Der Süden versuchte nach der Schlacht, die Grenzstaaten Kentucky und Missouri politisch und militärisch in sein Staatsgebiet zu integrieren. Diese Versuche wurden Ende 1862 ergebnislos eingestellt.
Im Westen gelang den Nordstaaten bereits Anfang 1862 die Eroberung weiter Teile von Louisiana, Tennessee und Arkansas. Im Osten versuchte die Union zunächst, mit dem Halbinsel-Feldzug die Hauptstadt der Konföderierten, Richmond, Virginia einzunehmen. Dies scheiterte am konföderierten General Robert E. Lee. Er nutzte seinen Erfolg in der Sieben-Tage-Schlacht und seinen Sieg in der zweiten Schlacht bei Manassas, um mit seiner Nord-Virginia-Armee nach Maryland einzudringen. Diese erste Invasion des Nordens endete mit der Schlacht am Antietam. Nach dieser Schlacht verkündete Lincoln die Emanzipationsproklamation, die alle Sklaven in den rebellierenden Staaten ab dem 1. Januar 1863 für frei erklärte, diejenigen in den bei der Union verbliebenen Sklavenstaaten dagegen nicht. Trotzdem machte der damit einhergehende moralische Vorteil des Nordens es Großbritannien und Frankreich unmöglich, zu Gunsten des Südens zu intervenieren. Vorrangiges Kriegsziel Lincolns blieb die Wiederherstellung der Union.
Die Nordstaaten besetzten 1863 den Großteil Tennessees und eroberten Vicksburg, Mississippi, die letzte konföderierte Bastion am Mississippi. Damit war die Konföderation geteilt, da die Union den gesamten Lauf des Flusses kontrollierte. Im Osten gelangen General Lee im Frühjahr einige spektakuläre Erfolge. Um die Union zu zwingen, Belagerungstruppen von Vicksburg abzuziehen, ein militärisches Patt herzustellen und dem Norden einen Verhandlungsfrieden abzuringen, nutzte er seine Siege für eine erneute Invasion Marylands und Pennsylvanias. Dieser zweite Invasionsversuch auf Nordstaatengebiet scheiterte in der Schlacht von Gettysburg. Die Niederlagen der Konföderierten bei Vicksburg und Gettysburg im Juli 1863 gelten als Wendepunkte des Krieges. Am Jahresende verlief die Frontlinie im Osten am Flüsschen Rappahannock in Virginia, im Westen war der Mississippi fest in der Hand der Nordstaaten und nach der Eroberung des Verkehrsknotenpunkts Chattanooga der Weg in den Tiefen Süden offen. Die Eroberung des Mississippitales hatte bereits 1862 mit der Einnahme von New Orleans, Louisiana und Fort Donelson, Tennessee begonnen. Die Blockade der Häfen des Südens durch die Nordstaatenflotte zeigte erste Auswirkungen auf die Industrie und die Versorgung.
Präsident Lincoln ernannte 1864 General Ulysses S. Grant, den Sieger von Vicksburg, zum Oberbefehlshaber des US-Heeres. Grant ging auf dem östlichen und westlichen Kriegsschauplatz gleichzeitig in die Offensive. Der von ihm selbst geleitete Feldzug im Osten endete mit großen Verlusten und ohne eindeutiges Ergebnis im Stellungskrieg vor Petersburg, Virginia. Der von General William T. Sherman befehligte Atlanta-Feldzug im Westen führte schließlich zu dem für die Wiederwahl Lincolns dringend benötigten Sieg, der Eroberung Atlantas. Shermans anschließender Marsch zum Meer, quer durch Georgia und in die Carolinas, brachte Krieg und Zerstörung in bisher verschont gebliebene Gebiete und bedrohte Virginia mit der Hauptstadt Richmond nun auch von Süden.
Die Konföderierten unternahmen 1865 noch einmal verzweifelte Anstrengungen, die völlige Niederlage abzuwenden, aber die wirtschaftlichen Ressourcen zur Versorgung des Heeres und der Bevölkerung waren erschöpft – nicht zuletzt aufgrund der Kriegsführung General Shermans, der als Verfechter des totalen Krieges gilt. Die kampfkräftigste Armee der Südstaaten, die Nord-Virginia-Armee unter General Lee, kapitulierte am 9. April bei Appomattox Court House vor den Truppen Grants. Die übrigen Armeen des Südens legten bis zum Sommer ebenfalls die Waffen nieder.
Mit dem 13. Verfassungszusatz, der am 31. Januar 1865 vom Kongress verabschiedet wurde und nach Ratifikation durch die Bundesstaaten am 18. Dezember 1865 in Kraft trat, wurde die Sklaverei auf dem gesamten Bundesgebiet endgültig abgeschafft. Nach der Beendigung des Krieges folgten der Wiederaufbau und die Wiedereingliederung der Südstaaten in die Union, die „Reconstruction“, die 1877 endete. Nach Ende der Reconstruction wurden jedoch viele ihrer Errungenschaften durch Black Codes und andere rassendiskriminierende Gesetze im Süden wieder rückgängig gemacht. Viele dieser Maßnahmen endeten erst in den 1950er und 1960er Jahren im Zuge der Bürgerrechtsbewegung. Langfristig hatte der Bürgerkrieg zur Folge, dass die Nordstaaten nun auch kulturell die Führungsrolle innerhalb der Union übernahmen. Die USA wandelten sich verstärkt zu einem zentral geführten, industriell geprägten Bundesstaat und legten die Grundlagen für den Wirtschaftsaufschwung des Gilded Age und ihre Weltmachtstellung im 20. Jahrhundert.

## Ursachen

### Politische Gründe

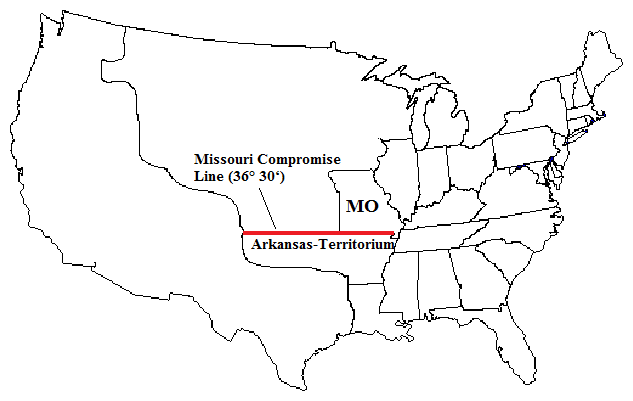
Die Missouri-Kompromiss-Linie

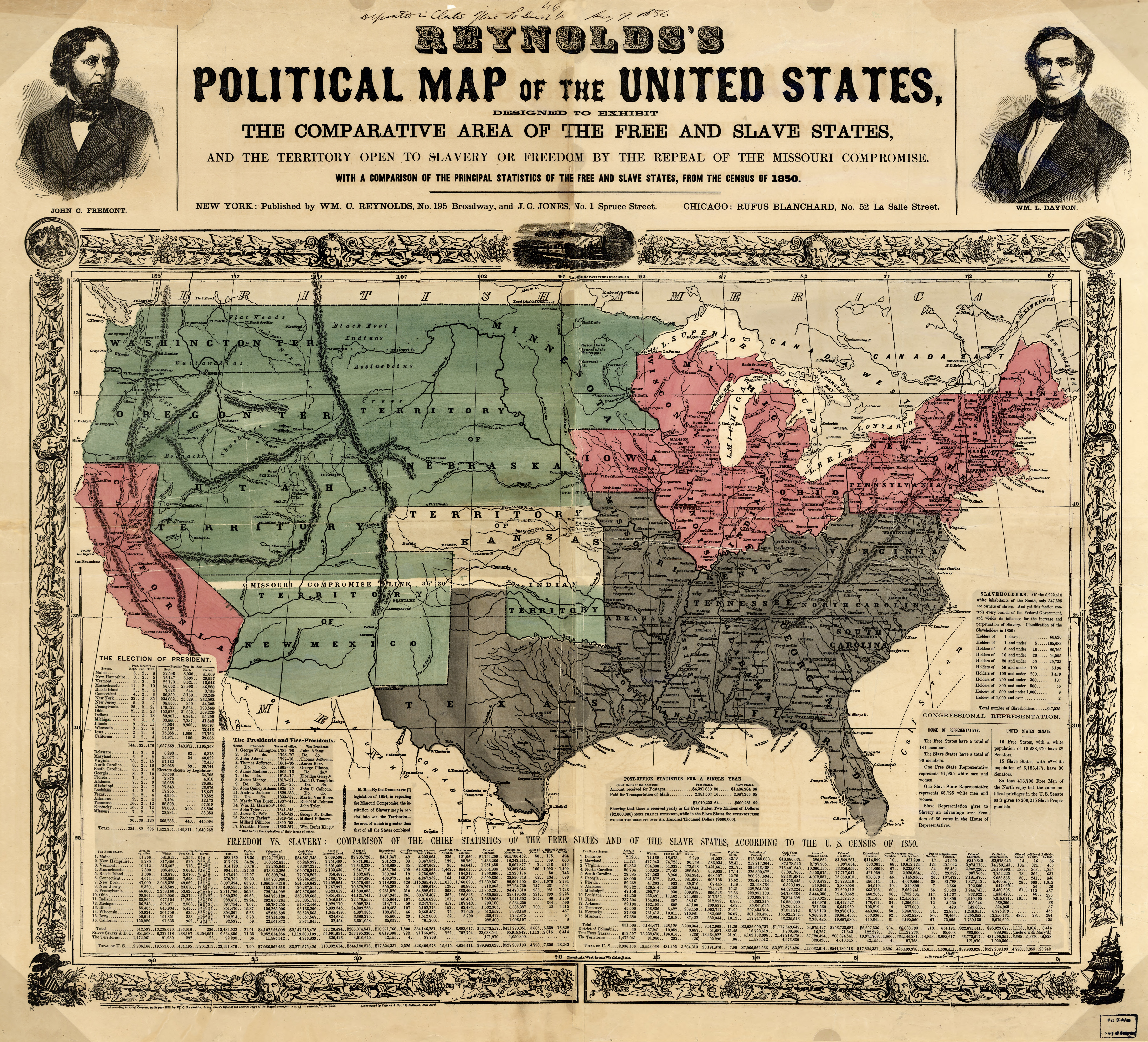
Historische Karte der Vereinigten Staaten aus dem Jahr 1856

Vertreter beider Seiten verneinten später zwar mitunter, dass die Sklavereifrage der Grund für den Ausbruch des Bürgerkriegs gewesen sei. Sie hat aber maßgeblich dazu geführt, dass sich in Nord und Süd unterschiedliche Wirtschafts- und Gesellschaftssysteme entwickelten, die dann zu wachsenden politischen und wirtschaftlichen Konflikten führten, die 1861 in den Bürgerkrieg mündeten.
Die Gegensätze gehen auf die Staatsgründung der Vereinigten Staaten zurück. Die Sklaverei wurde durch die Verfassung dort geschützt, wo sie bereits existierte. Darüber hinaus rechnete die Verfassung bei der Bemessung von Sitzen im Repräsentantenhaus und Wahlmännerkollegium die Anzahl der Sklaven zu drei Fünfteln auf die Bevölkerungszahl an. Da nur volljährige weiße Männer stimmberechtigt waren, erhielten die Südstaaten somit ein Stimmgewicht, das deutlich über ihrem Anteil am Wahlvolk lag.
Das schwierige Gleichgewicht beider Seiten geriet immer wieder in Gefahr, wenn ein neuer Staat der Union beitrat. Als 1820 Missouri und Maine in die Union aufgenommen werden sollten, einigten sich die Abgeordneten auf den Missouri-Kompromiss. Danach sollte die Sklaverei in allen neuen Staaten südlich der Missouri-Kompromiss-Linie erlaubt, nördlich davon mit Ausnahme Missouris jedoch prinzipiell verboten sein. Für die Gebiete östlich des Mississippi galt weiterhin die Trennung in Nord- und Südstaaten beiderseits der Mason-Dixon-Linie. Thomas Jefferson befürchtete, die Teilung des Landes durch die Missouri-Kompromiss-Linie könnte zur Zerstörung der Union führen.

“[…] this momentous question, like a fire bell in the night, awakened and filled me with terror. I considered it at once as the knell of the Union.”

„[…] diese bedeutsame Frage alarmierte und verängstigte mich wie eine Feuerglocke in der Nacht. Mir kam sofort der Gedanke, das sei die Totenglocke der Union.“

Das Gleichgewicht, das der Missouri-Kompromiss hergestellt hatte, wurde durch die großen Gebietsgewinne der USA im Mexikanisch-Amerikanischen Krieg 1848 erneut in Gefahr gebracht. Zwar scheiterte mit dem Wilmot Proviso im Senat ein Versuch, die Sklaverei in den Gebieten, welche von Mexiko nach der Niederlage im Mexikanisch-Amerikanischen Krieg an die Vereinigten Staaten abgetreten worden waren, zu verbieten, doch wurde schnell klar, dass weite Teile des Gebietes für Plantagenwirtschaft im Stile der Sklavenhalterstaaten klimatisch nicht geeignet waren. Kalifornien trat der Union 1850 als Staat ohne Sklaverei (free state) bei. Dies brachte den sklavereifreien Staaten nicht nur eine Mehrheit von 32 zu 30 Stimmen im Senat, sondern schob auch der Ausdehnung der Sklaverei bis zum Pazifik einen Riegel vor. Im Kompromiss von 1850 brachte Senator Henry Clay aus Kentucky noch einmal einen Ausgleich zustande: Im übrigen Territorium, das Mexiko im Vertrag von Guadalupe Hidalgo abgetreten hatte (die späteren Staaten New Mexico und Arizona), sollte die Sklaverei erlaubt sein. Überdies verpflichtete der Fugitive Slave Act die Behörden der Nordstaaten, entflohene Sklaven in den Süden zu überstellen. Im Gegenzug wiederum wurde der Sklavenhandel im District of Columbia verboten.
Der Konflikt spitzte sich erneut zu, als absehbar wurde, dass im Süden nur noch Florida, im Norden jedoch drei weitere Staaten der Union beitreten würden. Als die Mehrheit des Kongresses 1854 mit dem Kansas-Nebraska-Gesetz den Missouri-Kompromiss aufhob, eskalierte der Konflikt: Immer häufiger kam es zu Ereignissen, die die Nation in Nord und Süd polarisierten. Dazu gehörten vor allem der offene Bürgerkrieg in Kansas, das Aufsehen erregende Dred-Scott-Urteil des Obersten Bundesgerichts von 1857, nach dem Schwarze keine „Rechte hätten, die der weiße Mensch respektieren müsste“, und der Versuch des Abolitionisten John Brown, im Jahr 1859 durch einen Überfall auf ein Depot des Heeres in Harpers Ferry einen Sklavenaufstand auszulösen. Die Frage, ob die Sklaverei aus wirtschaftlichen Gründen grundsätzlich zulässig sein oder aus moralisch-religiösen Gründen langfristig abgeschafft werden sollte, sorgte dauerhaft und in zunehmendem Maß für Konfliktstoff.
Aus Sicht des Südens ging es in dem Konflikt allerdings nicht nur um die Sklavenfrage, sondern allgemein um die Rechte der Einzelstaaten (States’ rights) gegenüber dem Bund. Verfechter der Sezession vertraten die These, die Einzelstaaten hätten mit dem Beitritt zur Union nicht ihre Souveränität aufgegeben und könnten die USA daher jederzeit wieder verlassen. Zudem dürfe die Union keinem Einzelstaat ein bestimmtes Gesellschaftssystem vorschreiben. Ein Einzelstaat habe vielmehr das Recht, ein gegen seine Interessen verstoßendes Bundesgesetz auf seinem Gebiet zu annullieren (Nullifikationsdoktrin). Hätte dies nicht schon bei der Gründung der Union gegolten, die in der Verfassung von 1787 das Eigentumsrecht auf Sklaven ausdrücklich garantierte, wären die Südstaaten, so hieß es nun, ihr niemals beigetreten. Nach Meinung der Südstaaten verstießen demnach die Nordstaaten mit der Kritik an der Sklaverei und mit sonstigen Eingriffen in die Gesetze der Einzelstaaten fortlaufend gegen den Geist der Verfassung und gefährdeten so den Bestand der Union. Denn verweigere der Bund die Nullifikationsdoktrin, so bliebe dem Staat als legitimer Ausweg die Sezession.
Historiker wie James M. McPherson weisen allerdings darauf hin, dass die Sklaverei eng mit dem Argument der „Rechte der Einzelstaaten“ verknüpft war: Die states’ rights seien in Wahrheit immer viel mehr ein Mittel zum Zweck als ein eigentliches Prinzip gewesen, und seit dem Ende der Nullifikationskrise war dieser Zweck vor allem die Erhaltung der Sklaverei im Süden. Ähnlich konstatiert Brian Holden Reid: „Ohne das Problem der Leibeigenschaft […] hätte es keinen Krieg gegeben. […] Der Nachdruck, mit dem man im Süden die „Rechte des Staates“ betonte, war im Wesentlichen nur ein verschlüsselter Ausdruck für die Verteidigung der Sklaverei“.
Den Verfechtern der Nullifikationsdoktrin hielten die Unionisten in den Nordstaaten entgegen, dass ein demokratisches Gemeinwesen grundsätzlich nur dann Bestand haben könne, wenn das Prinzip der Mehrheitsentscheidung gelte: Es stehe der Minderheit nicht zu, im Falle einer auf demokratischem Wege getroffenen Entscheidung, die nicht in ihrem Sinne sei, die Loyalität zum Gemeinwesen aufzukündigen. Denn ein derartiges Vorgehen würde eine Demokratie letztlich unmöglich machen, da die Minderheit auf diese Weise stets die Akzeptanz des Mehrheitswillens verweigern und mit einer Sezession drohen könne. Ein solches Recht auf Sezession bestehe in einer Demokratie daher nicht. Indem die Südstaaten für den Fall, dass die Sklaverei beschränkt oder ein ihnen nicht genehmer US-Präsident gewählt werden sollte, mit dem Austritt aus den Vereinigten Staaten drohten, gefährdeten sie daher die amerikanische Demokratie als solche. Dieser Gedanke lag auch Lincolns berühmter Gettysburg Address zugrunde, in der er zwei Jahre nach Kriegsausbruch forderte, „dass die Regierung des Volkes, durch das Volk und für das Volk, nicht von der Erde verschwinden möge.“
Indem die Südstaatler und Sezessionisten die Souveränität bei den Einzelstaaten, die Unionisten im Norden hingegen auf der Ebene des Bundes verorteten, wurde deutlich, dass über den Charakter der USA Uneinigkeit bestand: Handelte es sich eher um einen Staatenbund, aus dem man austreten konnte, oder um einen Bundesstaat, bei dem dies nicht möglich war? Erst der Ausgang des Sezessionskrieges entschied diesen Streit zugunsten der Unionisten und definierte die USA als Bundesstaat.
Tatsächlich gab es in den Nordstaaten keine Mehrheit für die Abschaffung der Sklaverei. Die Abolitionisten blieben selbst während des Krieges in der Minderheit. Die unionistischen Politiker des Nordens vertraten deswegen offiziell stets die Position, es gehe nicht um die Sklaverei, sondern um die Demokratie und den Erhalt der Vereinigten Staaten. Auch Abraham Lincoln, der Präsidentschaftskandidat der Republikanischen Partei für das Wahljahr 1860, trat nicht etwa für die sofortige Abschaffung der Sklaverei ein, sondern nur für ihre konsequente Beschränkung auf die Staaten, in denen sie bereits existierte. Wie weit die Polarisierung damals bereits fortgeschritten war, zeigt sich daran, dass Lincoln in zehn Südstaaten nicht einmal auf den Wahlzetteln stand.

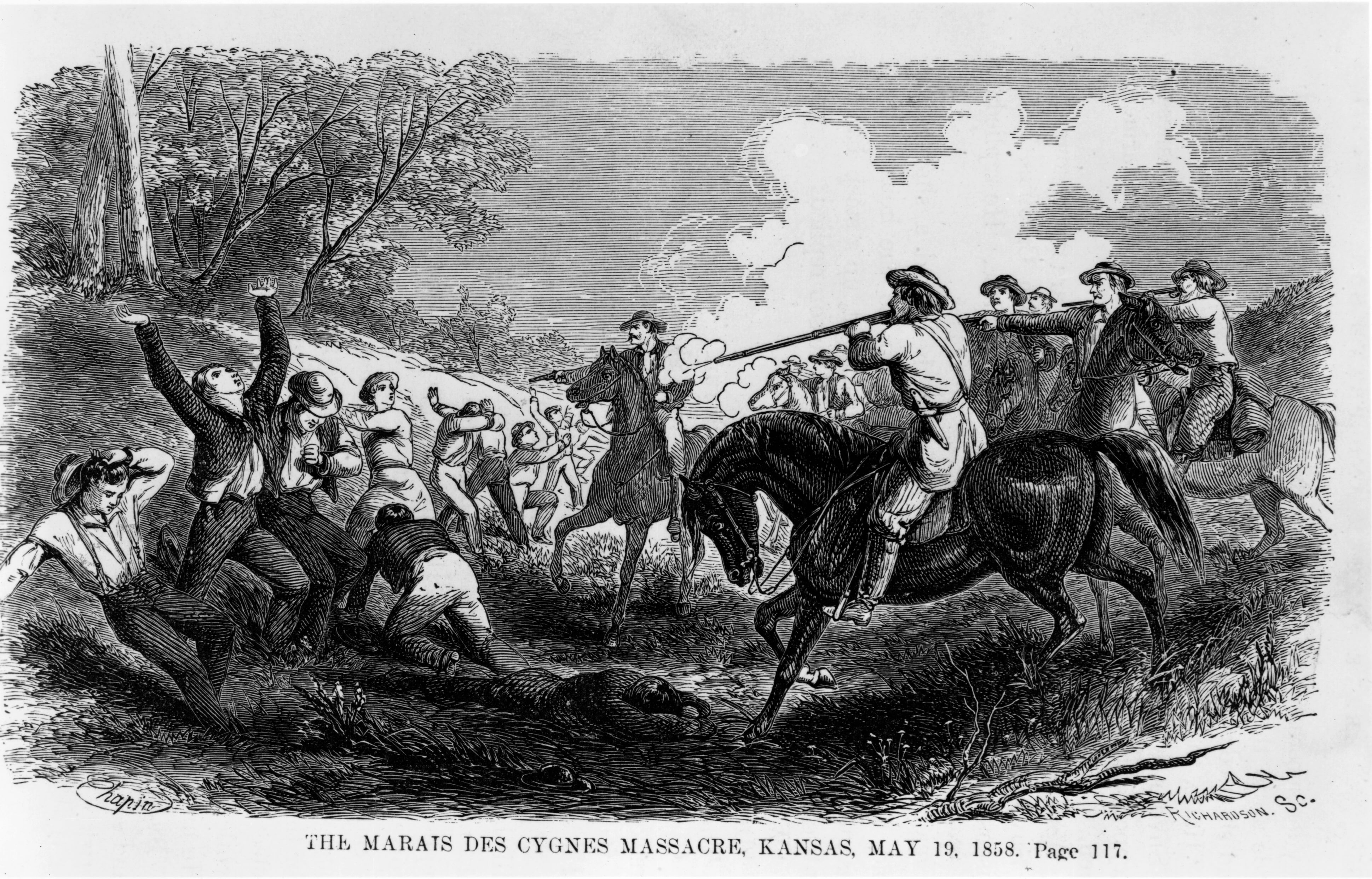
Das Massaker am Marais des Cygnes, das am 19. Mai 1858 in Kansas von Befürwortern der Sklaverei an ihren Gegnern verübt wurde.

### Wirtschaftliche und soziale Gründe

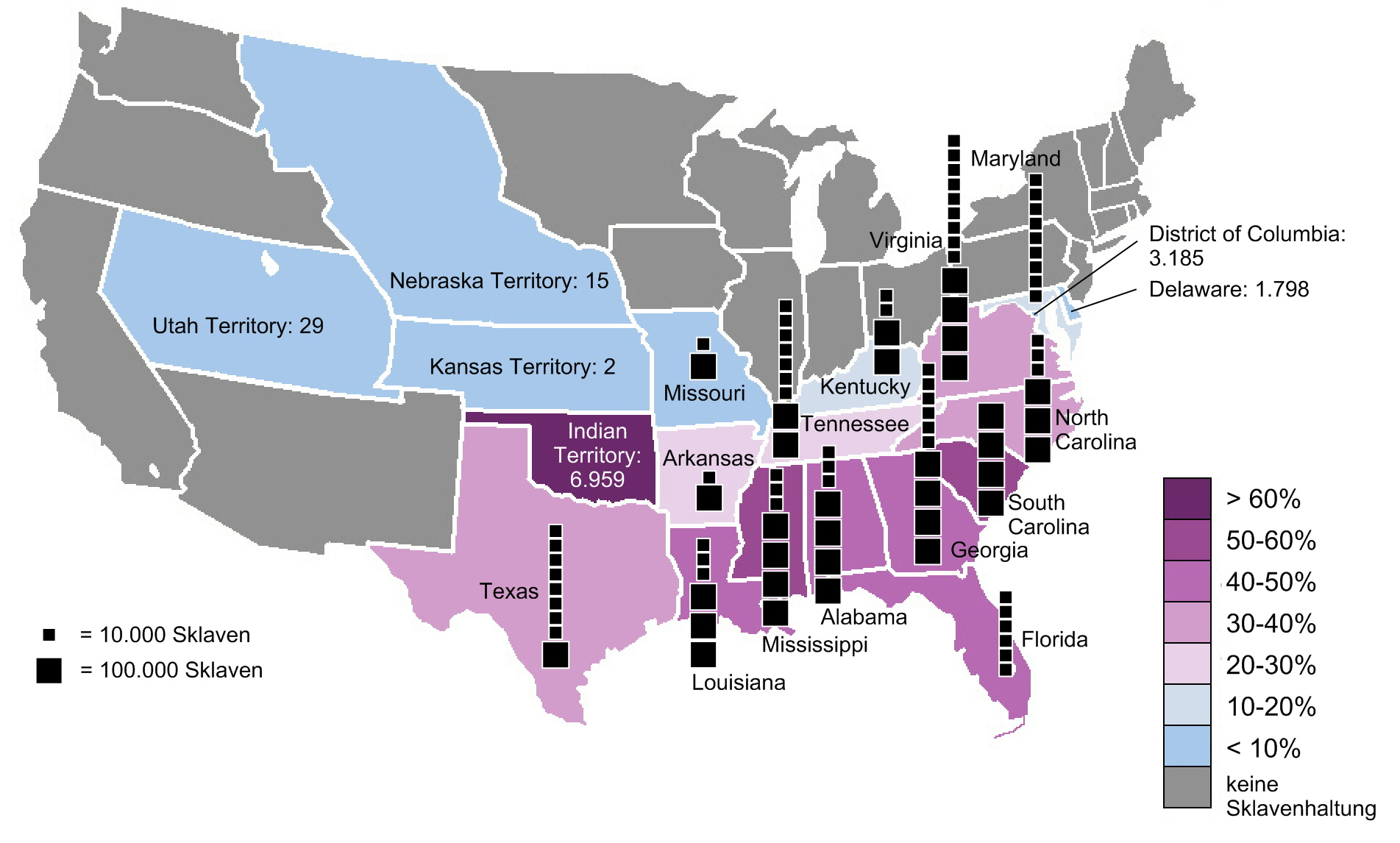
Anteil der Sklaven an der Gesamtbevölkerung in den einzelnen amerikanischen Bundesstaaten und Territorien im Jahre 1860

Während in den Nordstaaten die Industrialisierung und damit der steile Anstieg der Produktivität von Lohnarbeitern voranschritt, verblieb der Schwerpunkt der Wirtschaft der Südstaaten, besonders die des tiefen Südens, auf der Produktion billiger Rohstoffe, bei der der Preisdruck die im Vergleich zur Lohnarbeit billigere Sklavenhaltung begünstigte. Somit bot der Norden Einwanderern bessere Arbeitsbedingungen, und der damals allgemein herrschende Arbeitskräftemangel trat im Süden verschärft zu Tage. Damit einher ging die Abhängigkeit des Südens von der Sklaverei.
Ein bereits seit langer Zeit bestehender Streitpunkt zwischen Nord und Süd war die Schutzzollpolitik des Bundes, die unter anderem zur bis dahin größten Verfassungskrise, der Nullifikationskrise von 1832/33, geführt hatte. In einigen Staaten des Nordens setzte sich als Folge der Wirtschaftskrise von 1857 wieder die Überzeugung durch, dass höhere Zölle der heimischen Wirtschaft helfen könnten, die Krise zu überstehen. Ausdruck fand dieser Wunsch nach einer erneuerten Schutzzollpolitik im Parteiprogramm der Republikaner. Die Schutzzölle sollten vor allem billige Importe ausländischer Industriegüter verteuern und damit den Absatz der im Norden produzierten Industriegüter verbessern. Der agrarische Süden stellte jedoch kaum Industriegüter her, sondern musste diese entweder aus dem Ausland oder aus dem Norden importieren. Ein durch die Schutzzölle verursachter Preisanstieg hätte daher die Wirtschaft des Südens stark getroffen. Zusätzlich produzierte der Süden 1860 fast zwei Drittel aller Exporte und befürchtete, seine Absatzmärkte könnten ebensolche Zölle erheben. Trotz dieser gegensätzlichen wirtschaftlichen Interessen waren Norden und Süden für weiteres Wirtschaftswachstum aufeinander angewiesen. Was der Süden nicht exportierte, ging in den Norden; dieser versorgte die Bewohner der Südstaaten mit den Erzeugnissen aus industrieller Fertigung. Zusätzlich zu den direkten Auswirkungen auf die Wirtschaft waren Zölle auch damals bei weitem die wichtigste Einnahmequelle der Bundesregierung (eine landesweite Einkommensteuer gab es nicht) und während man in den Südstaaten eher dem Nachtwächterstaat das Wort redete, so war man im Norden von der Notwendigkeit staatlicher Investitionen in die Infrastruktur überzeugt. Diese damals als „internal improvements“ bezeichneten Maßnahmen wurden vor allem von Henry Clay vertreten und nachdem im Bürgerkrieg die Kongressmitglieder aus den Südstaaten nicht mehr in der Lage waren, derartige Vorstöße zu blockieren, wurde der Bau der transkontinentalen Eisenbahn 1863 beschlossen und schon 1869 vollendet – mit niedrigen Zöllen, wie sie die politische Führung der Südstaaten bevorzugte, wäre dies nie möglich gewesen.
Im Norden und Süden hatten sich unterschiedliche Gesellschaften herausgebildet: Das Gros der Bevölkerung der Nordstaaten bestand aus Kleinbauern im Westen und Lohnarbeitern im Osten. Daneben gab es eine kleine Mittelschicht sowie wenige Alteingesessene und Neureiche der Oberschicht. Das öffentliche Bildungssystem war gut ausgebaut, da in der Industrie qualifizierte Werktätige benötigt wurden. Vier Fünftel der industriell hergestellten Waren wurde im Norden produziert, welcher sechsmal mehr Ingenieure und doppelt so viele Pädagogen und Ärzte als der Süden hatte. Zugang zu den Hochschulen hatten jedoch meist nur Privilegierte. Auch in der Mobilität gab es große Unterschiede: 1850 betrug das Schienennetz im ganzen Land 15.000 Kilometer, 1860 waren es 45.000. Drei Viertel davon verliefen in den Nordstaaten, sie hatten das weltweit größte Schienennetz.
Im Süden lebten verarmte weiße Tagelöhner und Bauern, eine kleine Mittelschicht aus Handwerkern und kleinen Plantagenbesitzern mit wenigen Sklaven, denen eine kleine, alteingesessene Oberschicht der großen Plantagenbesitzer gegenüberstand, sowie Sklaven. 80 Prozent waren in der Landwirtschaft tätig. Das öffentliche Bildungssystem blieb rudimentär, es gab dreimal so viele Analphabeten als im Norden, doch wurden die Angehörigen der Oberschicht an Privatschulen gut ausgebildet. Trotz der enormen Vermögensunterschiede kam es innerhalb der weißen Gesellschaft des Südens kaum zu Spannungen. Das Leitbild des Pflanzeraristokraten und das dagegen stehende Bild des Sklaven, der wegen seiner Hautfarbe – gleichgültig, wie tief der einzelne Weiße gesunken war – grundsätzlich weit unter einem Weißen stehe (White Supremacy), ließ die Südstaatler nahezu geschlossen hinter der Institution Sklaverei stehen.
Ein nicht zu unterschätzender Faktor war auch die Angst der Weißen vor einer befreiten Sklavenbevölkerung. „The horrors of Santo Domingo“, wo nach der Revolution in Haiti 1804 zwischen 3000 und 5000 Angehörige der französischen Kolonialmacht von früheren Sklaven getötet wurden, war Älteren noch im Gedächtnis und wurde auch immer wieder beschworen.

## Ein gespaltenes Land

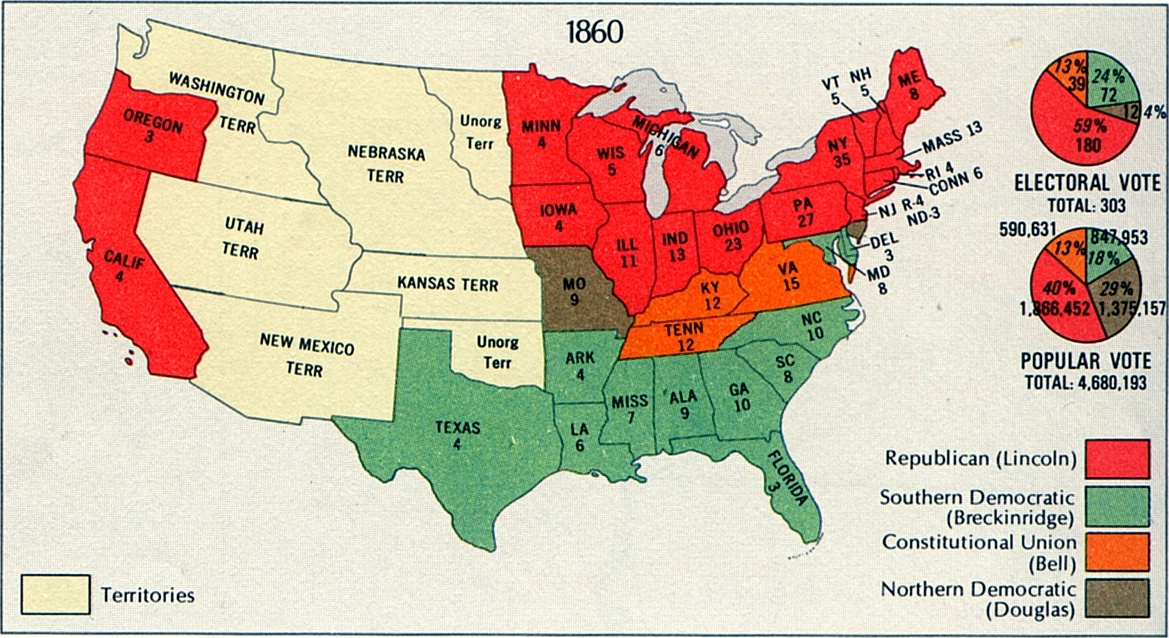
Ergebnisse der Präsidentschaftswahl von 1860

Vor der Präsidentschaftswahl 1860 spaltete sich die Demokratische Partei in zwei Flügel. Die Nord-Demokraten nominierten den gemäßigt sklavereikritischen Senator Stephen A. Douglas aus Illinois als Präsidentschaftskandidaten, die Süd-Demokraten den Vizepräsidenten John C. Breckinridge, einen eindeutigen Sklavereibefürworter. Für die Republikaner trat Abraham Lincoln an. Eine vierte Partei war die Constitutional Union Party, eine Plattform ehemaliger, gemäßigter Whigs, die sich weder den Republikanern noch einem der Flügel der Demokraten anschließen wollten. Ihr Kandidat war John Bell. Die Partei versuchte sich als Mittlerin zwischen Nord und Süd und gab sich den Slogan “… the Union as it is, and the Constitution as it is.” (deutsch: „… die Union, wie sie ist, und die Verfassung, wie sie ist.“).
Breckinridge errang wie erwartet alle Wahlmännerstimmen im Unteren Süden. Im Oberen Süden unterlag er jedoch John Bell, während Douglas vor allem in den Grenzstaaten stark war. Die Wahlmännerstimmen des Nordens gingen praktisch vollständig an Lincoln, der dadurch 180 Stimmen im Electoral College erreichte, 28 mehr als zur Wahl benötigt. Lincoln hatte in der Frage der Sklaverei immer wieder betont, die Entscheidung darüber sei Sache der Einzelstaaten, eine von ihm geführte Bundesregierung werde hier nicht eingreifen. Dennoch kam es nach seiner Wahl zur Sezession, da mehrere Südstaaten Lincolns Wahlsieg nicht akzeptieren wollten. Zwischen der Präsidentschaftswahl 1860 und dem Amtsantritt des neuen Präsidenten Anfang 1861 lagen etwa vier Monate. Es entwickelte sich ein Machtvakuum, weil der noch amtierende Präsident James Buchanan nicht zu energischen Maßnahmen zum Erhalt der Union bereit war. Innerhalb von drei Monaten nach der Wahl Abraham Lincolns im November 1860 traten sechs Südstaaten aus der Union aus:
| Bundesstaat    | Sezession am      | Beitritt zu den CSA |
| -------------- | ----------------- | ------------------- |
| South Carolina | 20. Dezember 1860 | Gründungsstaat      |
| Mississippi    | 9. Januar 1861    | Gründungsstaat      |
| Florida        | 10. Januar 1861   | Gründungsstaat      |
| Alabama        | 11. Januar 1861   | Gründungsstaat      |
| Georgia        | 19. Januar 1861   | Gründungsstaat      |
| Louisiana      | 26. Januar 1861   | Gründungsstaat      |

Diese sechs Staaten, in denen die mit Sklavenarbeit betriebene Plantagenwirtschaft (Erdnüsse, Zuckerrohr, Tabak, Baumwolle) der wichtigste Wirtschaftsfaktor war, gründeten am 4. Februar 1861 einen von den USA unabhängigen Staatenbund, die Konföderierten Staaten von Amerika (CSA). Mit dem Angriff auf Fort Sumter am 12. April begannen die Konföderierten den Krieg und besetzten diesen und andere Stützpunkte des US-Militärs auf ihrem Gebiet. Als Reaktion mobilisierte Lincoln die Streitkräfte, um die Stützpunkte zurückzuerobern. Vier weitere Bundesstaaten traten in der Folge aus der Union aus, Texas war bereits im Februar aus- und im März der Konföderation beigetreten, die dadurch nun insgesamt elf Staaten umfasste.
| Bundesstaat    | Sezession am    | Beitritt zu den CSA |
| -------------- | --------------- | ------------------- |
| Texas          | 1. Februar 1861 | 2. März 1861        |
| Virginia       | 17. April 1861  | 7. Mai 1861         |
| Arkansas       | 6. Mai 1861     | 18. Mai 1861        |
| North Carolina | 20. Mai 1861    | 20. Mai 1861        |
| Tennessee      | 8. Juni 1861    | 8. Juni 1861        |

Der Sezessionskrieg mit zeitlicher Abfolge der Ereignisse in einer Animation.
Grün: Austritt aus der Union
Grau: Anschluss an die Konföderierten
Rosa: verbliebene Unionsstaaten
Braun: Territorien der Union
Lila: Territorium der Konföderation

Vier „Sklavenhalterstaaten“ verblieben in der Union: Missouri, Kentucky, Maryland und Delaware. In Virginia spalteten sich die nordwestlichen Countys am 20. Juni 1861 in Wheeling von Virginia ab, erklärten den Austritt aus der Union für ungültig und bildeten die „Wiederhergestellte Regierung Virginias“ („Restored Government of Virginia“). Das Gebiet wurde am 20. Juni 1863 als 35. Bundesstaat West Virginia in die Union aufgenommen. Diese fünf Staaten bildeten die „Grenzstaaten“ (Border States).
In Delaware hatte nach den Präsidentschaftswahlen Lincolns demokratischer Gegenkandidat Breckinridge die Mehrheit der Stimmen erhalten. Am 3. Januar 1861 entschieden sich die Abgeordneten des Staates gegen eine Sezession.
Auch in Maryland hatte Breckinridge den Wahlkampf gewonnen. Das dortige Parlament lehnte am 27. April 1861 die Sezession ab. Als ein Freiwilligenregiment aus Massachusetts durch Baltimore nach Washington, D.C. marschieren wollte, kam es zu ernsthaften Unruhen und Ausschreitungen mit einem sezessionistisch eingestellten Mob. Diese Ereignisse sowie die Angst vor einer Invasion der Hauptstadt selbst veranlassten die US-Regierung, Truppen in Maryland zu stationieren und das Kriegsrecht auszurufen. Hätte Maryland die Union noch verlassen, so wäre dies für die US-Regierung eine Katastrophe gewesen, da Washington, D.C. zwischen Maryland und Virginia zu einer isolierten Exklave geworden wäre. Die psychologischen Auswirkungen auf die Bevölkerung hätten das Erreichen der Kriegsziele der Union in Frage stellen können. Selbst mit Maryland auf Unionsseite grenzte die Hauptstadt der Nordstaaten unmittelbar an feindliches Territorium. Richmond, die Hauptstadt der CSA, war nur 100 Meilen entfernt.
Missouri blieb ebenfalls in der Union. Der mit der Konföderation sympathisierende Gouverneur Claiborne F. Jackson berief die Miliz ein. Der Unions-Brigadegeneral Nathaniel Lyon griff ihn am 14. Juni 1861 an und verfolgte ihn und die Reste der Miliz in die Südwestecke des Staates. In das entstandene Vakuum hinein rekonstituierte sich die gewählte Versammlung und bildete die provisorische Regierung, die der Union die Treue hielt. Die Sezessionisten proklamierten unterdessen die Sezession Missouris und bildeten in dem von ihnen kontrollierten Gebiet eine eigene Regierung. Die Konföderation erkannte diese am 30. Oktober 1861 an.
Kentucky erklärte sich neutral (Neutralitätserklärung von Kentucky). Als Südstaatentruppen im Süden und Osten Kentuckys einmarschierten, organisierten Anhänger der Konföderation eine Versammlung, die mit George W. Johnson einen sezessionistischen Gouverneur wählte. Als jedoch Truppen der Konföderation die Stadt Columbus besetzten, schwenkte die öffentliche Meinung wieder auf Unionskurs um. Die konföderierte Regierung wurde abgesetzt und Kentucky blieb loyal zur Union.
New Mexico war damals noch kein Bundesstaat, sondern lediglich Territorium. Die südliche Hälfte schloss sich der Sezession an. Die Konföderation nahm sie als Arizona-Territorium mit Mesilla als Hauptstadt auf. Diese Gegend war von Weißen nur wenig bevölkert und spielte im Krieg nur eine untergeordnete Rolle.
Kalifornien war seit dem Eintritt in die Union 1850 ein Staat ohne Sklaverei gewesen. Lincoln hatte hier eine relative Mehrheit. Es gab etliche Sympathisanten der Südstaaten und ihres Präsidentschaftskandidaten John C. Breckinridge, der 28 % der Stimmen gewonnen hatte. Kalifornien galt als „nördlicher“ Staat. Die kalifornischen Truppenteile waren nicht der US-Regierung unterstellt, Kalifornien sandte sie jedoch in den Kampf gegen die Südstaaten. Darüber hinaus finanzierte das neu entdeckte Gold Kaliforniens zum Teil den Krieg.
Die am 11. März 1861 beschlossene Verfassung der Konföderierten Staaten war mit Ausnahme der ausdrücklichen Erlaubnis der Sklaverei der US-amerikanischen sehr ähnlich. Nach der Gründung der Konföderation gab es einige Versuche, die Nordstaaten zu einer friedlichen Anerkennung zu bewegen, die alle ergebnislos blieben. Der Konföderiertenkongress, am 6. Februar 1861 in Montgomery, Alabama konstituiert, wählte am 9. Februar 1861 Jefferson Davis zum vorläufigen Präsidenten und genehmigte die Einrichtung des Kriegsministeriums am 21. Februar 1861. Provisorischer Vizepräsident wurde Alexander Hamilton Stephens. Nach dem Beitritt Virginias zur Konföderation wurde die Hauptstadt von Montgomery nach Richmond verlegt. Die Verlegung in das prestigeträchtigere Richmond brachte jedoch auch die Nähe zum Gebiet der Nordstaaten mit sich.
Der neugewählte Präsident der Nordstaaten, Abraham Lincoln, versuchte bis zu seinem Amtsantritt am 4. März 1861 immer wieder, beschwichtigend auf die Südstaatler einzuwirken. Die Fronten waren jedoch so verhärtet, dass es keine andere Lösung als eine kriegerische Auseinandersetzung zu geben schien. Dabei machte Lincoln in seiner Antrittsrede klar, dass die Nordstaaten den Krieg nicht beginnen würden.

## Ausgangslage
Der Norden war dem Süden nach Bevölkerungszahl und Wirtschaftskraft weit überlegen. Den ca. 21 Millionen Nordstaatlern standen nur 9 Millionen Einwohner der Südstaaten gegenüber, von denen wiederum nur 5 Millionen der weißen Bevölkerung angehörte, aus der sich das Heer der Konföderation rekrutieren musste. Die Industrieproduktion der Nordstaaten war 1860 etwa neunmal größer als die der Südstaaten, selbst nach dem Beitritt der vier nördlichen Bundesstaaten zur Konföderation.
Dagegen hatte der Süden einige strategische Vorteile gegenüber dem Norden: Zum einen konnte er aufgrund der geografischen Lage zu seiner Verteidigung die „inneren Linien“ nutzen. Dazu kam, dass es in der Oberschicht der Südstaaten eine ausgeprägtere militärische Tradition gab als in der des Nordens, wodurch der Konföderation eine verhältnismäßig größere Anzahl fähiger Militärs zur Verfügung stand.
Vor allem aber musste sie – anders als der Norden – zur Durchsetzung ihrer Kriegsziele keinen Eroberungskrieg führen. Um die Unabhängigkeit zu erreichen, benötigte sie keinen vollständigen militärischen Sieg. Es hätte genügt, den Konflikt so in die Länge zu ziehen, dass der Norden kriegsmüde geworden wäre oder die europäischen Großmächte England und Frankreich, deren Wirtschaft unter dem Ausfall der Baumwolllieferungen litt, zu Gunsten des Südens interveniert hätten. Beide Ziele wurden von der Regierung Jefferson Davis’ verfolgt.
Das Heer der Vereinigten Staaten bestand vor Kriegsbeginn aus ca. 16.000 Mann. Viele Soldaten, deren Heimat in den Südstaaten lag, waren bereits aus dem Heer ausgetreten und häufig in die Milizen der südlichen Bundesstaaten eingetreten. Zudem lagen die Garnisonen fast alle im Westen und entlang der kanadischen Grenze. Einige Einheiten waren in Forts an der Atlantik- und Golfküste stationiert.
Der konföderierte Kongress genehmigte die Aufstellung des provisorischen Heeres am 28. Februar 1861. Am 6. März bewilligte er die Einberufung von 100.000 Freiwilligen und Milizangehörigen in das provisorische Heer und genehmigte am selben Tag die Aufstellung des regulären Heeres mit einem Umfang von 15.015 Soldaten.
Auf dem Territorium der Konföderation gab es nur die beiden Marinehäfen Norfolk, Virginia und Pensacola, Florida. Beide waren von den Nordstaatlern besetzt. Über Schiffe verfügte die Konföderation nicht. Trotzdem wurde am 21. Februar 1861 das Marineministerium (Navy Department) eingerichtet.
| Operationen im Hafen von Charleston     |
| --------------------------------------- |
| Fort Sumter rot: Sieg der Konföderation |

Einige Garnisonen der Nordstaaten lagen auf dem Territorium der Konföderation. Besondere Bedeutung sollten Fort Sumter im Hafen von Charleston, South Carolina, und Fort Monroe an der Spitze der Virginia-Halbinsel erhalten. Nach dem Fall Fort Sumters forderte Präsident Lincoln die Bundesstaaten der Union am 15. April 1861 auf, 75.000 Mann für drei Monate einzuberufen, mit denen der „Aufstand“ der Südstaaten niedergeschlagen werden sollte.
Die United States Navy verbrannte ihre Schiffe in Norfolk am 20. April, damit sie nicht in die Hände der Konföderierten fielen.
Bei Kriegsbeginn waren 313 Absolventen der US-Militärakademie in West Point, New York in das Heer der Konföderierten Staaten von Amerika übergetreten; 440 Offiziere verblieben im Heer der Union. Viele der zukünftigen Südstaatenoffiziere brachten aber mehr Erfahrung mit – sie waren Regimentskommandeure oder Abteilungsleiter im Ministerium gewesen.
In der Konföderation gab es keinen Oberbefehlshaber des Heeres und der Marine. Das Heer führte Präsident Jefferson Davis selbst; er war West-Point-Absolvent und früherer Kriegsminister der Union. Die Marine führte der Marineminister Stephen Russell Mallory.
Präsident Abraham Lincoln war Oberbefehlshaber aller Streitkräfte der Union. Der Oberbefehlshaber des Heeres war Brevet-Generalleutnant Winfield Scott, der weitgehend unabhängig vom Kriegsministerium handelte.

## Verlauf

### 1861
Die Einteilung in Kriegsschauplätze ergab sich aus der geografischen Struktur der Vereinigten Staaten. Von der Atlantikküste bis zu den Appalachen erstreckte sich der östliche, zwischen den Appalachen und dem Mississippi lag der westliche Kriegsschauplatz und das Gebiet westlich des Mississippi ausschließlich der an den Pazifik grenzenden Staaten bildete den Kriegsschauplatz Trans-Mississippi. Die an der Westküste liegenden Staaten und Territorien bildeten den Kriegsschauplatz Pazifikküste und die Küsten der Südstaaten inklusive der Mississippimündung bildeten den Kriegsschauplatz Untere Küste und Golfzugänge.

#### Strategische und politische Entwicklung
Den nördlichen Südstaaten und Arkansas gab die Forderung Lincolns nach 75.000 Soldaten den Anlass, aus der Union auszutreten. Beide Kriegsparteien rechneten mit einer kurzen Kriegsdauer – der Süden hatte die Soldaten für ein Jahr, der Norden nur für drei Monate verpflichtet.

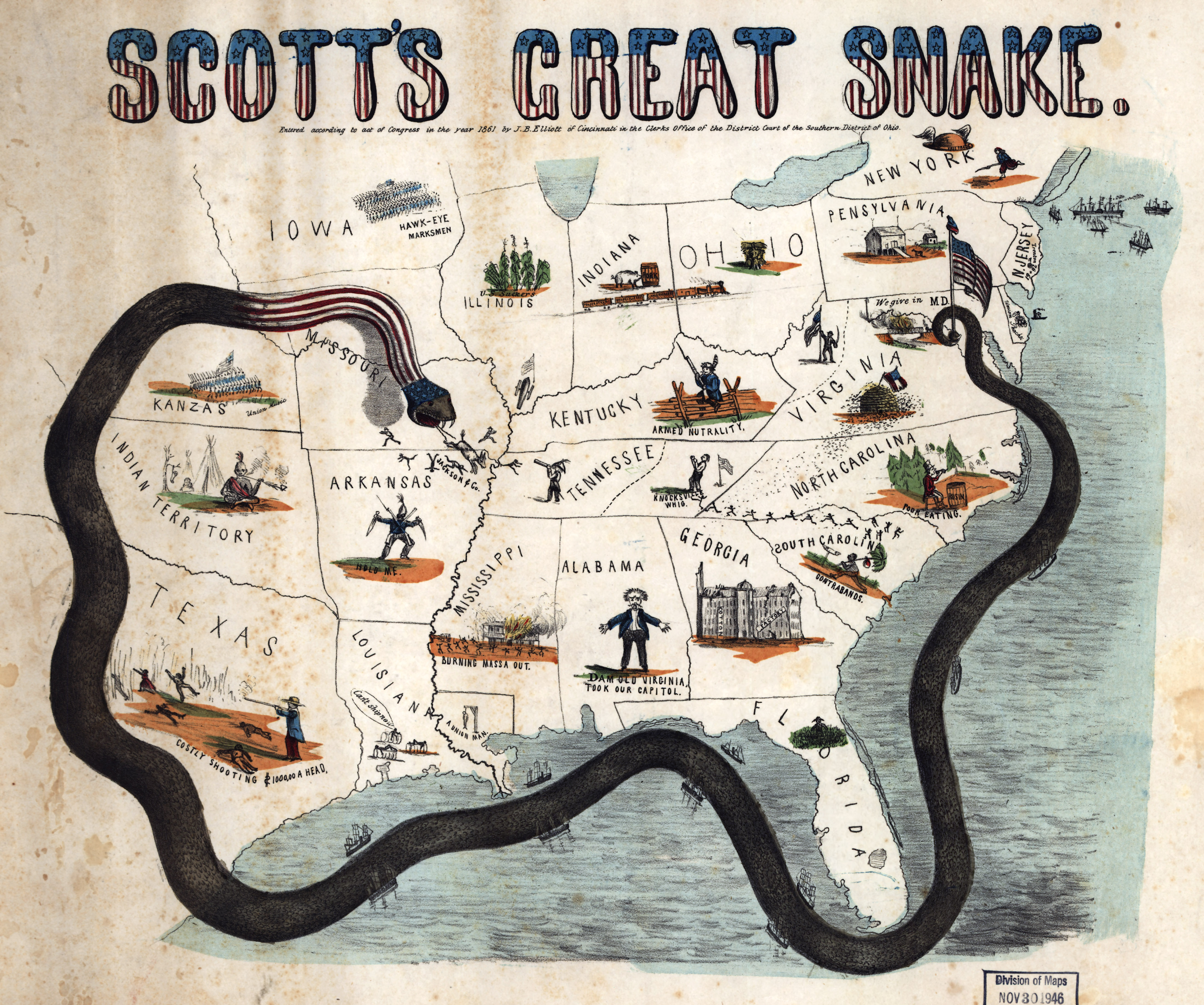
Scotts Anakonda-Plan
Cartoon 1861

Die ersten strategischen Gedanken entwickelte General Scott mit dem sogenannten Anakonda-Plan. Scott wollte das Land der Südstaaten nicht zerstören, weil es später wieder aufgebaut werden müsste. Der Plan sah vor, durch Blockaden der Seehäfen und des Mississippi die Konföderation von Nachschub aus Übersee und dem Westen abzuschneiden und zur Aufgabe zu zwingen.
Die Konföderierten rechneten mit der diplomatischen Anerkennung durch Frankreich und das Vereinigte Königreich Großbritannien und Irland und bestellten Kriegsschiffe in Großbritannien. Königin Victorias Regierung erklärte zunächst die Neutralität Großbritanniens im inneramerikanischen Konflikt. Kriegsziel der Konföderation war die Sicherung der Unabhängigkeit. Die Südstaaten schlossen einen gewaltsamen Gebietszuwachs auf Kosten der Union aus, ließen aber zu, dass sich weitere Staaten der Konföderation anschlossen. Dazu unterstützten sie die Sezessionsbemühungen der Einwohner von Missouri und Kentucky. Auf Initiative örtlicher Politiker entstanden in den jeweiligen Gebieten eigene Milizen und reguläre Truppenteile.
In der Union entstand ein Gerangel um Posten. Erfahrene militärische Ausbilder waren rar und Persönlichkeiten aus Politik und Wirtschaft mit einflussreichen politischen Freunden bewarben sich um Offizierspatente. Nach ersten militärischen Erfolgen im Nordwesten Virginias spalteten sich die nordwestlichen Countys unter dem „Restored Government of Virginia“ von der Konföderation ab und beantragten die Aufnahme in die Union. Der US-Kongress stimmte am 4. Juli der von Präsident Lincoln beantragten Einberufung von weiteren 500.000 Freiwilligen zu und beschloss am 22. Juli, dass die Abschaffung bestehender Institutionen (insbesondere der Sklaverei) nicht das Ziel des Konflikts mit dem Süden sei.
Nach den ersten Siegen nahm der Süden Missouri und Kentucky in die Konföderation auf. Präsident Davis ernannte Botschafter in Großbritannien, Frankreich und Spanien. Die Konföderation ging davon aus, dass Großbritannien die Royal Navy zum Schutz des Handels mit der dringend benötigten Baumwolle einsetzen würde. Um den Druck auf die europäischen Mächte zu verstärken, verhängten die Konföderierten ein inoffizielles Baumwoll-Embargo. Die Plantagenbesitzer horteten von diesem Zeitpunkt an Baumwolle, da sie hofften, durch eine Baumwollknappheit in europäischen Staaten, vor allem in englischen Manufakturen, deren Flotten zum Eingreifen zu zwingen. Die baumwollverarbeitenden Betriebe hatten jedoch in der Vorlaufzeit, in der sich ein Konflikt zwischen Nord- und Südstaaten deutlich abzeichnete, enorme Vorräte an Rohbaumwolle angelegt, was ein Eingreifen überflüssig machte. Zudem wurden durch die nicht verkauften Baumwollbestände die dringend benötigten Devisen noch stärker reduziert. Präsident Davis bot bewaffneten Privatschiffen Kaperbriefe an, um sie als Hilfskreuzer gegen die US-Handelsmarine einzusetzen. Bei der Präsidentschaftswahl in den Konföderierten Staaten am 6. November wurde der einzige Kandidat Jefferson Davis von der Bevölkerung zum regulären Präsidenten der Konföderierten Staaten gewählt.
Der US Navy gelang es, zwei der ernannten Botschafter auf dem englischen Postschiff Trent gefangen zu nehmen. Großbritannien verhängte daraufhin ein Exportverbot und verstärkte seine Truppen an der kanadischen Grenze (Trent-Affäre). Die USA sahen sich gezwungen, die beiden konföderierten Diplomaten freizulassen.
Auf Druck von politischen Unterstützern des Generalmajors McClellan reichte General Scott seinen Abschied ein und wurde am 1. November entlassen. McClellan wurde sein Nachfolger als Oberbefehlshaber des US-Heeres.
Im Süden wurde gegen Ende des Jahres klar, dass die Logistik eines der größten Probleme war. Es standen nur ca. 8500 Meilen Schienen zur Verfügung, im Gegensatz zu ca. 22.500 Meilen im Norden. Zwar hatte der Süden den Vorteil der Inneren Linie und musste somit tendenziell kürzere Entfernungen mit der Eisenbahn bewältigen als der Norden; sein schwächeres Schienennetz stellte aber dennoch einen erheblichen Nachteil dar. Zudem verließen im Herbst immer mehr Soldaten ihre Einheiten, um zu Hause nach dem Rechten zu sehen und im Frühjahr zum Kämpfen zurückzukehren.

#### Kriegsschauplatz Trans-Mississippi

Befehlshaber der Union und der Konföderation
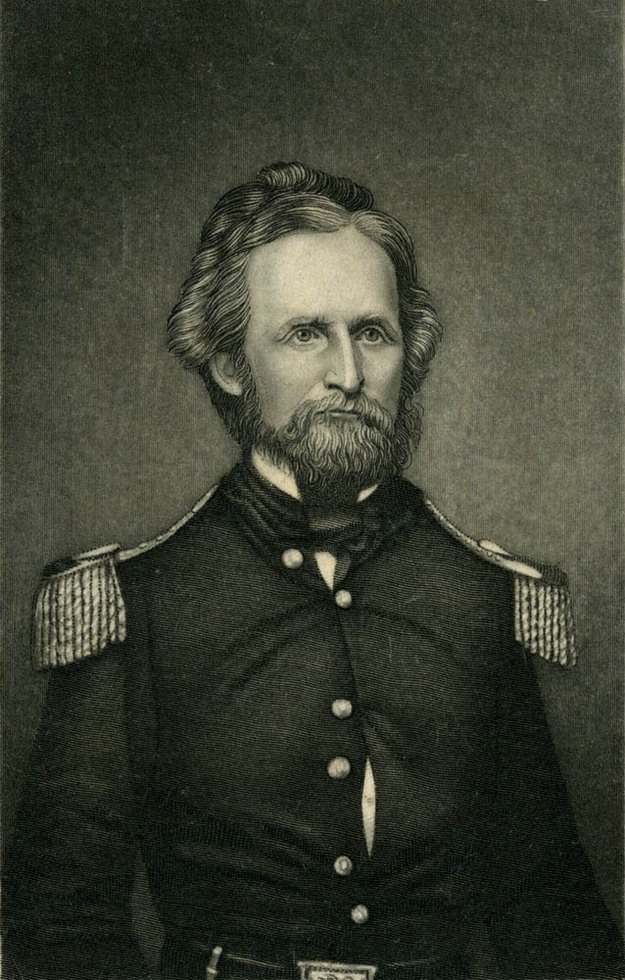
Brigadegeneral Nathaniel Lyon, USA
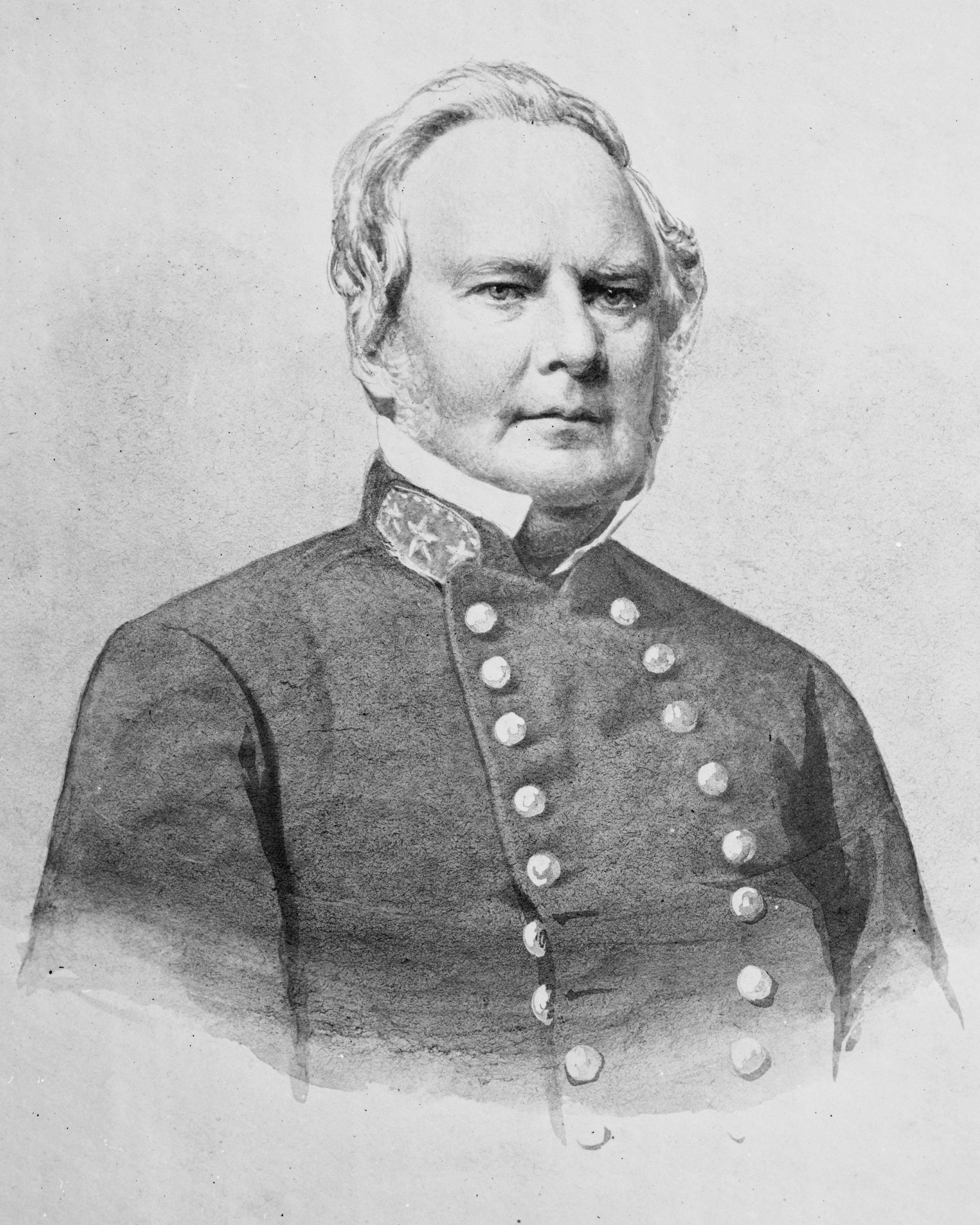
Generalmajor Sterling „Old Pap“ Price, Kommandeur der pro-südstaatlichen „Missouri State Guard“

| Operationen zum Erlangen der Kontrolle über Missouri                                                           |
| --- |
| Boonville – Carthage – Wilson’s Creek – Dry Wood Creek – Lexington I – Liberty – Fredericktown – Springfield I |
| Operationen im Indianerterritorium                                                                             |
| Round Mountain – Chusto-Talasah – Chustenahlah blau: Sieg der Union rot: Sieg der Konföderation                |

Missouri war der in sich zerstrittenste Staat. Im Mai kam es zu Unruhen in St. Louis. Nach den Siegen über die Unionstruppen am Wilsons Creek und in Lexington, Missouri gelang es diesen, die Südstaatler in die Südwestecke des Staates zu vertreiben. Gegen Ende des Jahres wurde Missouri in die Konföderation aufgenommen, obwohl fast der gesamte Staat von einem unionstreuen Gouverneur regiert wurde.
Die im Indianerterritorium lebenden verschiedenen Stämme wurden von beiden Seiten heftig umworben. Der Süden schloss am 12. Juli einen Beistandspakt mit Choctaw und Chickasaw, die Cherokee schlossen sich ebenfalls dem Süden an. Die Oberen Creek unterstützten den Norden, die Seminolen waren gespalten. Viele Indianer wurden in Regimentern auf beiden Seiten eingesetzt. Im November und Dezember versuchten die Südstaatler, die mit den Nordstaaten verbündeten Indianer aus dem Indianerterritorium zu vertreiben, um Unentschiedene auf ihre Seite zu bringen. Die drei Gefechte, an denen auf Seiten der Südstaaten nicht nur Indianer, sondern auch reguläre Truppen beteiligt waren, entschieden die Konföderierten für sich.
Im New-Mexico-Territorium organisierten Südstaatler den Aufbau von Truppenteilen. Im Juli kam es zu ersten Scharmützeln mit Unionstruppen. Am 1. August erklärten die Südstaaten das Territorium von New Mexico südlich des 34. Breitengrades zum konföderierten Territorium Arizona.

#### Westlicher Kriegsschauplatz

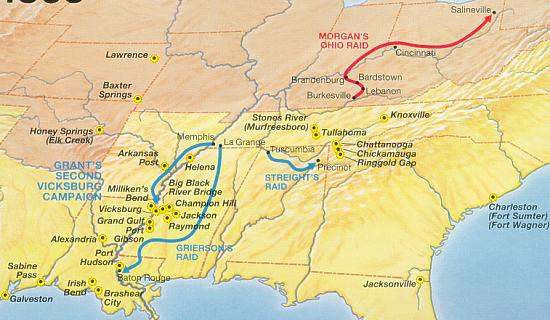
Westlicher Kriegsschauplatz 1863

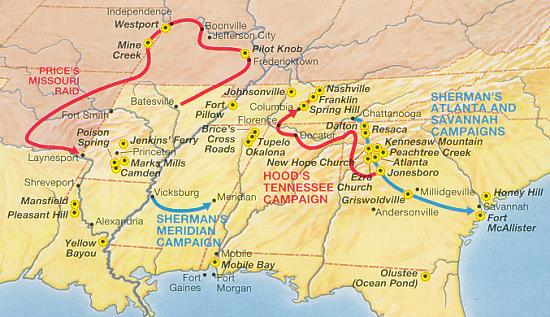
Westlicher Kriegsschauplatz 1864

Befehlshaber der Union und der Konföderation
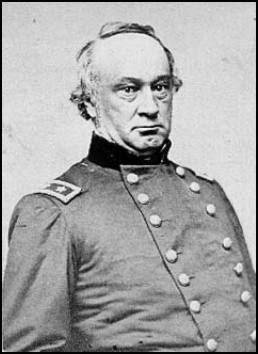
Generalmajor Henry Wager Halleck, USA
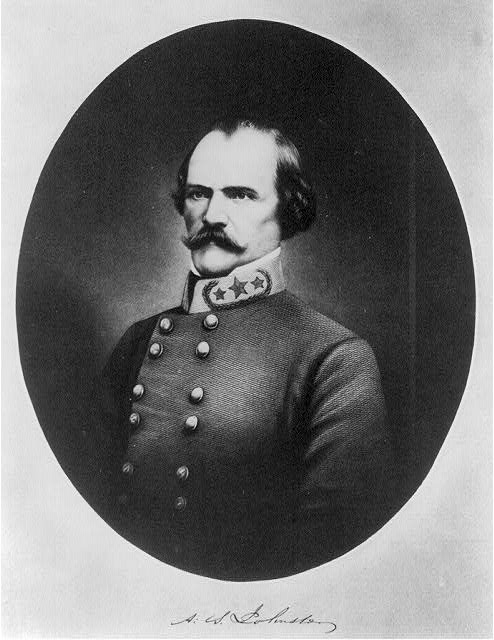
General Albert S. Johnston, CSA
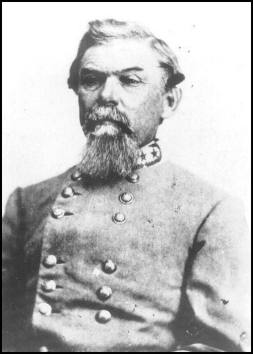
Generalmajor William J. Hardee, CSA
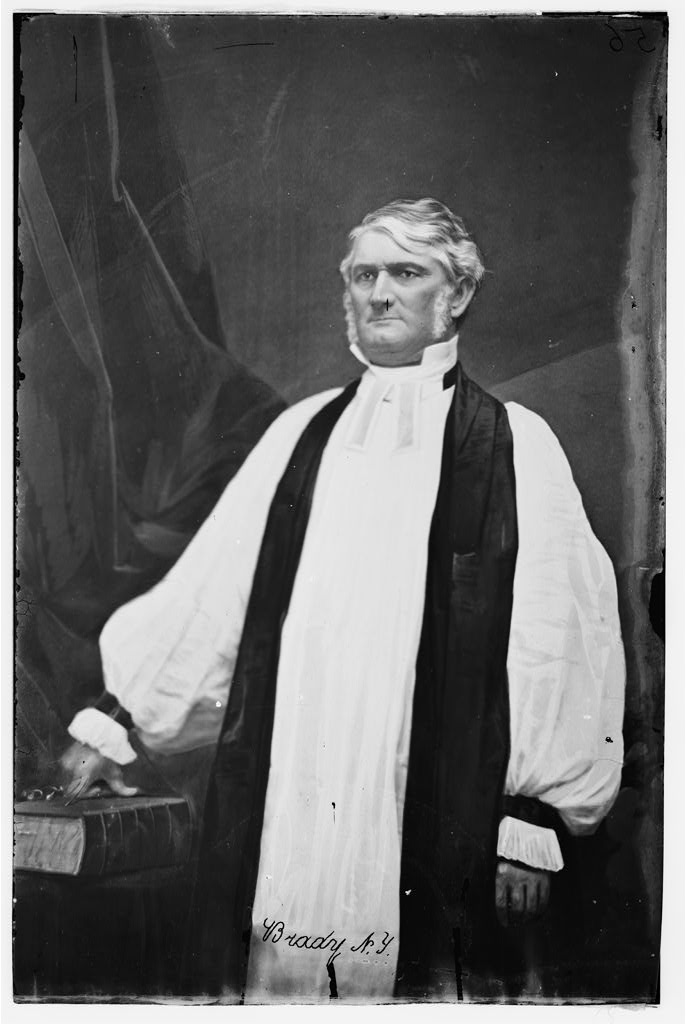
Generalmajor Leonidas Polk, CSA, der kämpfende Bischof

Kentucky hatte sich unter einem die Sezession befürwortenden Gouverneur und einem unionstreuen Kongress als neutral erklärt. Diese Neutralität verletzte als erster Generalmajor Leonidas Polk, genannt „der kämpfende Bischof“, der mit Südstaatentruppen Columbus, Kentucky, am Mississippi besetzte. Als Antwort besetzten die Nordstaatler unter Brigadegeneral Ulysses S. Grant Paducah, Kentucky an der Mündung des Tennessee in den Ohio. Von diesem Zeitpunkt an beachtete keine der Kriegsparteien die Neutralität Kentuckys.

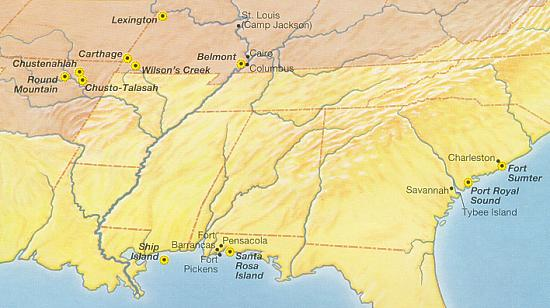
Westlicher Kriegsschauplatz 1861

Oberbefehlshaber der konföderierten Truppen vom Cumberland Gap bis zum Mississippi war General Albert S. Johnston. Diese Streitkräfte waren denen der Union unterlegen, besaßen jedoch den Vorteil guter Verbindungslinien und einheitlicher Führung. Im Westen war Polk, im Osten Generalmajor William J. Hardee verantwortlich.
| Operationen im östlichen Kentucky                              |
| -------------------------------------------------------------- |
| Barbourville – Camp Wild Cat – Ivy Mountain – Rowletts Station |
| Operationen am Zusammenfluss von Mississippi und Ohio          |
| Belmont blau: Sieg der Union rot: Sieg der Konföderation       |

Das Heer der Nordstaaten auf dem westlichen Kriegsschauplatz war in drei Armeen organisiert und verfügte über keinen Oberbefehlshaber. Angriffe über den Mississippi fanden in einem anderen Organisationsbereich – dem Kriegsschauplatz Trans-Mississippi – und nicht mit diesem koordiniert statt. Durch die Besetzung Paducahs war es der Union gelungen, die eventuelle Sezession Kentuckys zu verhindern.
Beide Kriegsparteien versuchten durch militärischen Druck, die Bevölkerung Kentuckys für ihre Seite zu gewinnen. Brigadegeneral Felix K. Zollicoffer (CSA) führte im Oktober einen Feldzug aus dem östlichen Tennessee mit dem Ziel durch, entlang der Wilderness Road ins Bluegrass Country vorzustoßen und Lexington, Kentucky zu erobern. Der Feldzug scheiterte und Zollicoffer musste am Cumberland südlich Somerset, Kentucky überwintern.
Grant beabsichtigte im November, die unionstreuen Missourier mit einem Angriff auf Columbus zu entlasten. Es gelang ihm, die konföderierten Truppen Polks zu vertreiben, die auf das Missouri-Ufer übergesetzt hatten; der Angriff auf Columbus musste aber abgebrochen werden. Diese Aktion wurde zu einer Zeit, als die Union an allen Fronten tatenlos war, als Erfolg gewertet.
Die Südstaaten besetzten Bowling Green, Kentucky und bestimmten es zur Hauptstadt des konföderierten Kentucky, das als deren 13. Staat in die Konföderation aufgenommen wurde.

#### Östlicher Kriegsschauplatz

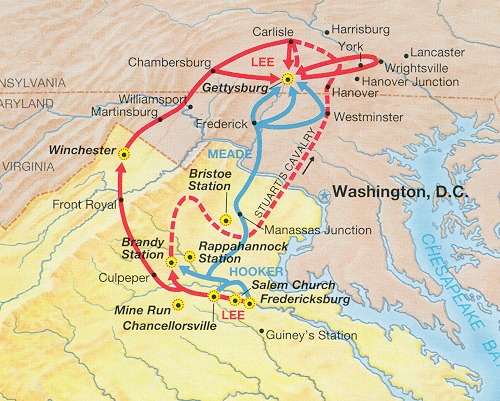
Östlicher Kriegsschauplatz 1863

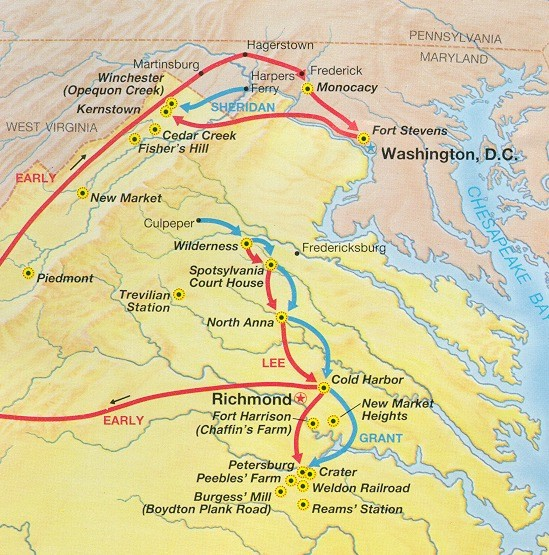
Östlicher Kriegsschauplatz 1864

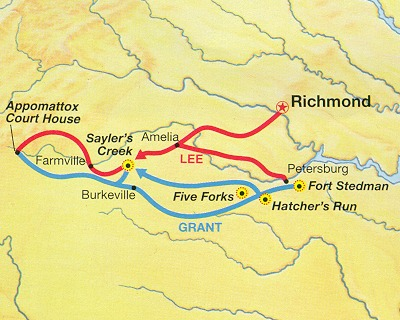
Östlicher Kriegsschauplatz 1865

Befehlshaber der Union und der Konföderation
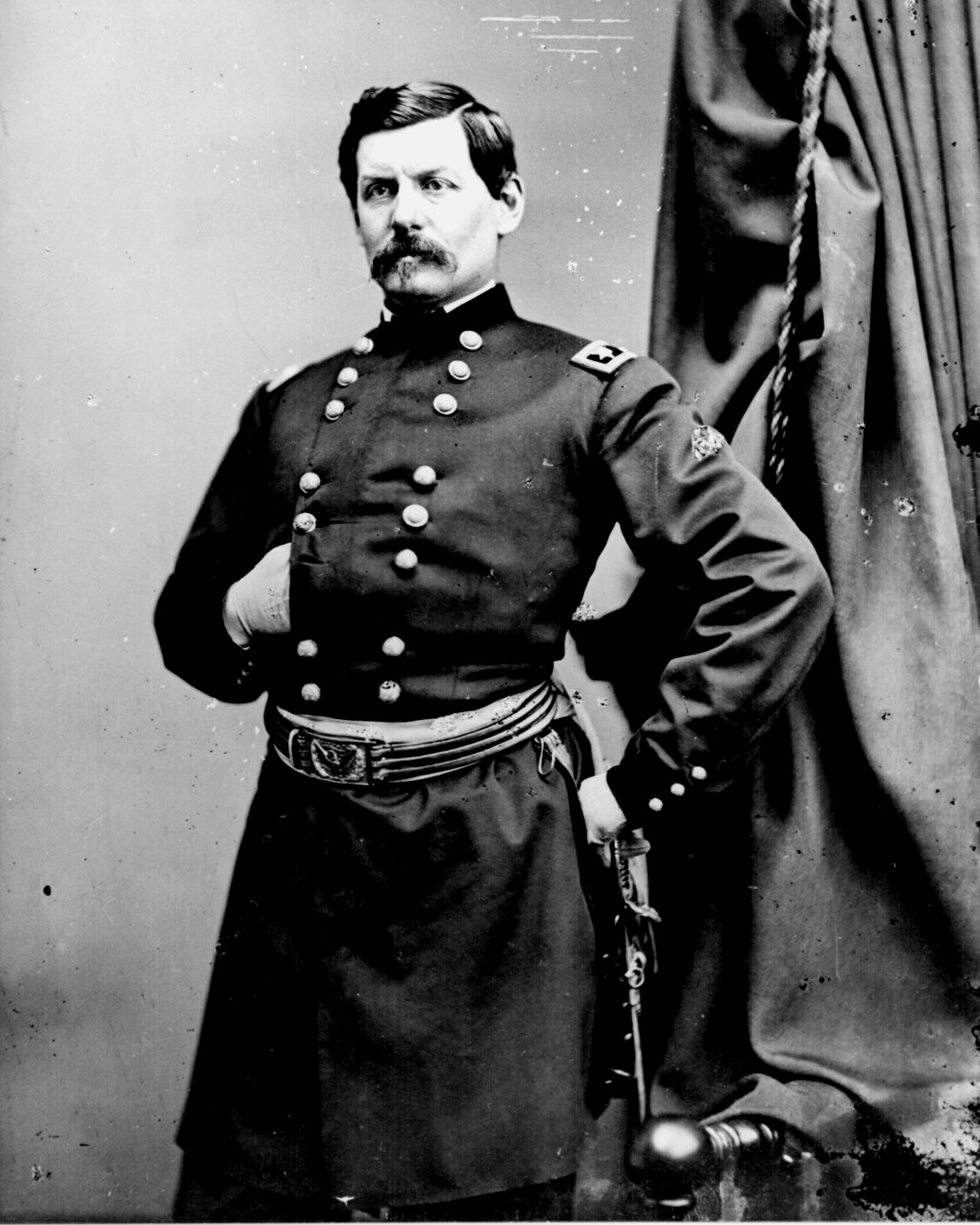
Generalmajor George B. McClellan, USA
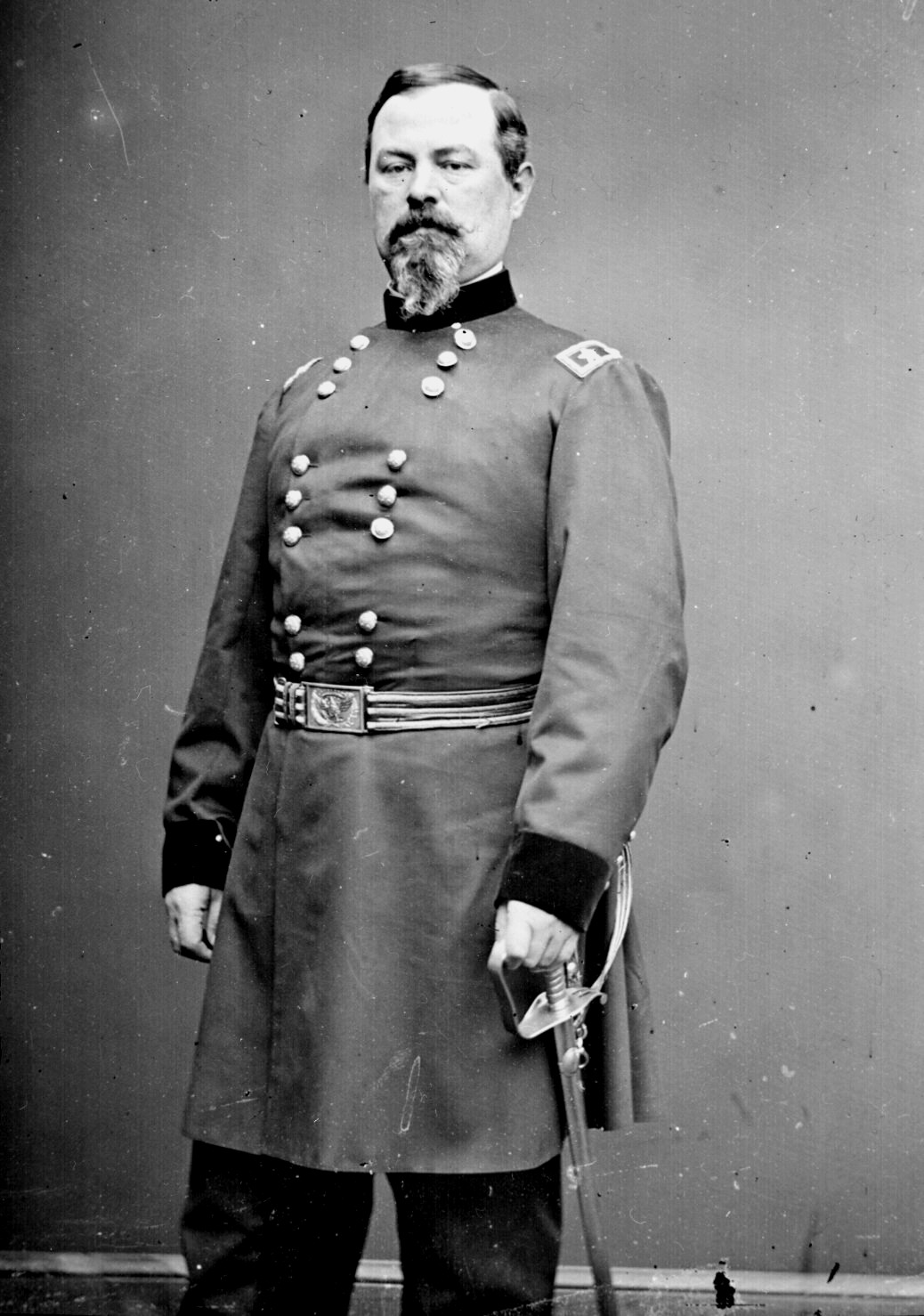
Generalmajor Irvin McDowell, USA
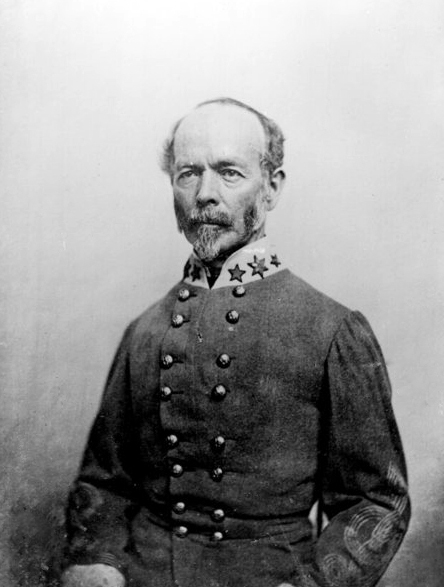
General Joseph E. Johnston, CSA
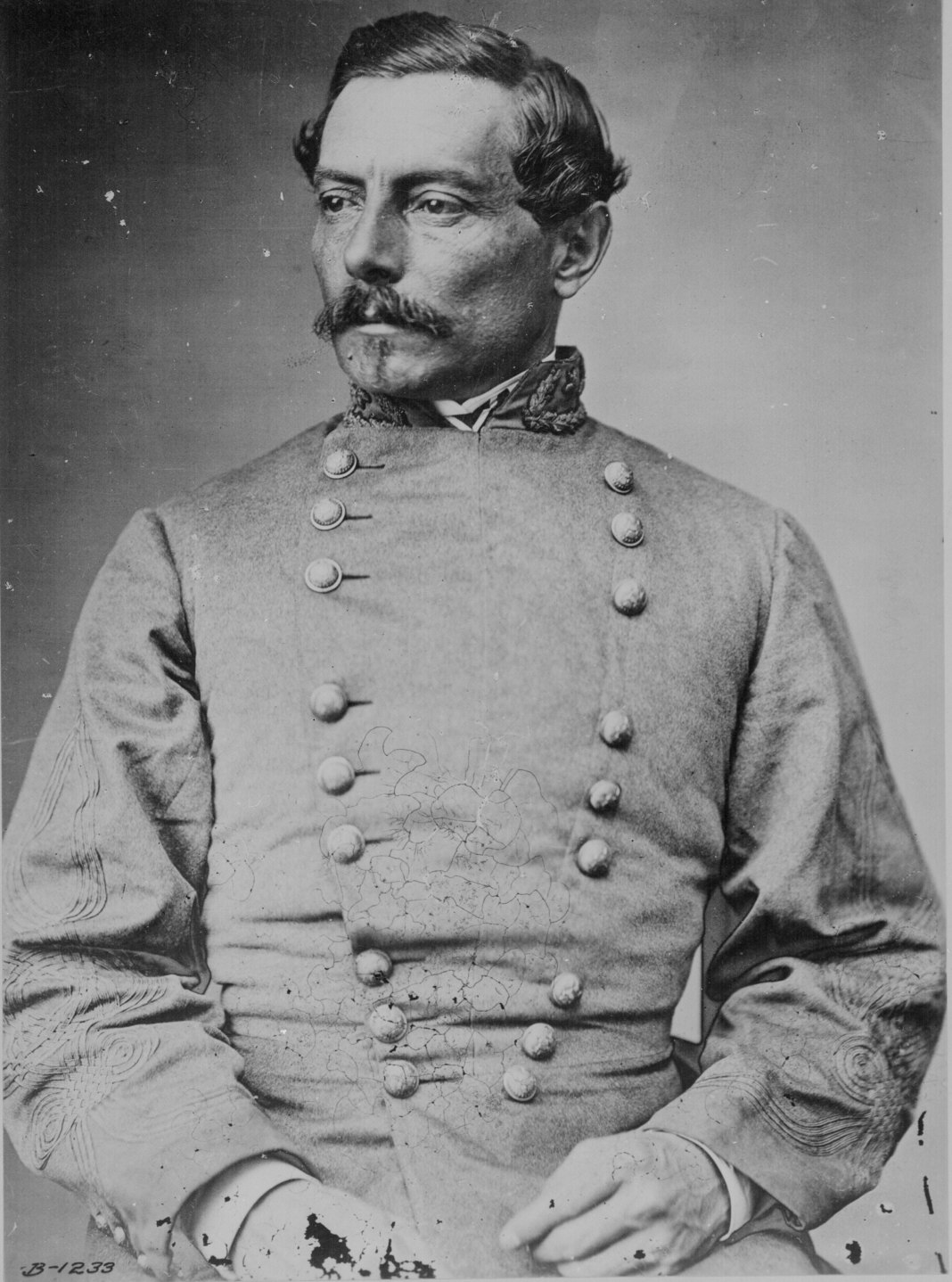
General P.G.T. Beauregard, CSA

Die Konföderation gab das Potomac-Ufer gegenüber Washington auf und richtete sich unter der Führung Generalmajor P.G.T. Beauregards am Flüsschen Bull Run, das von Nordwesten nach Südosten in den Potomac fließt, zur Verteidigung ein. Gleichzeitig versuchten Truppen der Südstaaten, die sezessionswilligen nordwestlichen Countys Virginias unter Kontrolle zu behalten. Das Shenandoahtal war der „Brotkorb“ Virginias und stellte gleichzeitig eine Möglichkeit dar, Truppen im Schutz der Blue Ridge Mountains nach Norden zu verschieben. Hier waren Truppen unter Generalmajor Joseph E. Johnston stationiert.

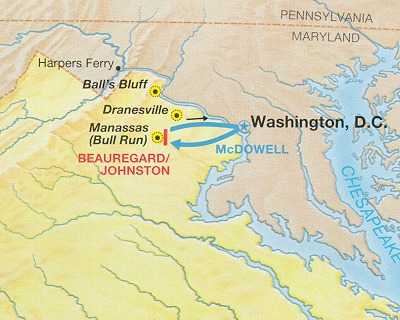
Östlicher Kriegsschauplatz 1861

| Operationen im westlichen Virginia                                                                                          |
| --- |
| Philippi Races – Rich Mountain – Kesslers Cross Lanes – Carnifex Ferry – Cheat Mountain – Greenbrier River – Camp Allegheny |
| Manassas-Feldzug |
| Hoke Run – Blackburns Ford – Erste Schlacht am Bull Run                                                                     |
| McClellans Operationen im nördlichen Virginia                                                                               |
| Balls Bluff – Dranesville blau: Sieg der Union rot: Sieg der Konföderation                                                  |

Generalmajor George B. McClellan wurde Anfang Mai zum Befehlshaber des Wehrbereichs Ohio ernannt und ging einen Monat später gegen die Verbände der Konföderierten im westlichen Virginia vor. Mit einem langsam und vorsichtig durchgeführten Feldzug gelang es McClellan bis Mitte Juli, die Konföderierten zu besiegen und die Abspaltung des Nordwesten Virginias von der Konföderation zu ermöglichen. Bis zum Ende des Jahres wurde das Gebiet westlich der Shenandoah und Allegheny Mountains bis zum Ohio für die Union gesichert.
Am Potomac gegenüber dem Shenandoahtal führte Generalmajor Patterson eine 18.000 Mann starke Division aus Dreimonatig-Freiwilligen. Rund um Washington führte Generalmajor McDowell ein Korps des US-Heeres mit 28.000 Mann. Die wenigen Erfolge auf dem Kriegsschauplatz errang McClellan, der dadurch zum ersten Kriegshelden wurde. Von der Öffentlichkeit gedrängt, befahl Lincoln schließlich McDowell, gegen die Stellungen der Südstaaten am Bull Run vorzugehen. Um eine Verstärkung der Truppen Beauregards zu verhindern, befahl Scott General Patterson, Johnstons Armee im Shenandoahtal zu binden.
Mit dem Ablauf der 90-Tage-Frist der Einberufung brach Patterson jedoch seinen Auftrag ab. McDowell griff die Konföderierten am Bull Run an. Der Rückzug Pattersons ermöglichte es den Konföderierten, Truppen aus dem Shenandoahtal abzuziehen und Beauregard bei Manassas zu verstärken. Zum ersten Mal wurde die Eisenbahn zur taktischen Verlegung von Truppen genutzt. Die Konföderierten nutzten den Sieg bei Manassas nicht aus, nach der Schlacht blieben die Stellungen entlang dem Bull Run nahezu unverändert.
Der bisher erfolgreichste Truppenführer der Union, Generalmajor McClellan, wurde nach Washington berufen und mit der Aufstellung einer starken Armee, der späteren Potomac-Armee, beauftragt. Immer wieder betonte er gegenüber dem Präsidenten, die Armee sei noch nicht für ein offensives Vorgehen bereit. Als Konzession gegenüber Lincoln ordnete er zwei Aktionen auf dem Südufer des Potomac an, von denen eine zum Desaster wurde und den Politikern eine Handhabe gab, einen „Gemeinsamen Ausschuss für die Kriegsführung“ (Congressional Joint Committee on the Conduct of the War) zu berufen, der das Verhalten von Offizieren bei Kämpfen beurteilen sollte. Damit konnten besonders demokratisch eingestellte Offiziere überwacht werden. Am 1. November wurde McClellan Nachfolger Winfield Scotts – zum ersten Mal lag die Führung aller Streitkräfte der Union in der Hand eines durchsetzungswilligen Generals.
Im Süden führte der Sieg bei Manassas zu der Annahme, dass der Union jetzt nichts anderes übrig bliebe, als die Konföderation anzuerkennen.

#### Seekrieg
Die Industrialisierung der Südstaaten war weit weniger vorangeschritten als die des Nordens. Allein die Fabriken des Staates Massachusetts produzierten mehr Güter als die des gesamten Südens. Die neu gegründete Konföderation war deswegen darauf angewiesen, für die Kriegsführung wichtige Güter aus dem Ausland zu importieren und dafür Baumwolle zu exportieren.
| Blockade der Chesapeake Bay                                   |
| ------------------------------------------------------------- |
| Sewells Point – Aquia Creek – Big Bethel                      |
| Blockade des Potomac                                          |
| Cockpit Point                                                 |
| Blockade der Küste Carolinas                                  |
| Hatteras Inlet Batteries                                      |
| Operationen während der Blockade des Golfs                    |
| Fort Pickens blau: Sieg der Union rot: Sieg der Konföderation |

Um die Südstaaten von dieser wichtigen Nachschub- und Geldquelle abzuschneiden, verhängten die USA, entsprechend den Plänen von General Winfield Scott, bereits im späten Frühjahr 1861 eine Blockade der südstaatlichen Küste. Dies stellte die US-Marine vor eine große Herausforderung, da sie mit ihren wenigen Schiffen eine Küste von rund 3.500 Meilen mit zehn großen Seehäfen blockieren musste.
Neben der anfänglich unzureichenden Stärke stand die Marine außerdem vor dem Problem, nur wenige Stützpunkte im Süden zu haben. Deswegen gelang es der US-Marine im ersten Kriegsjahr nicht, mehr als nur einen von jeweils zwölf Blockadebrechern aufzubringen.
Die Konföderation versuchte im Gegenzug, das Auslaufen ihrer Schiffe aus der Chesapeake Bay zu unterstützen und gleichzeitig die Chesapeake Bay und die Trichtermündung des Potomac zu blockieren. Streitkräfte der Union versuchten mehrfach erfolglos, die konföderierten Küstenbatterien zu vernichten. Die Mündung des Potomac blieb bis März 1862 gesperrt.
Um die Lage der Blockadeflotte zu verbessern und ihre Arbeit einfacher zu machen, beschloss die Marine, weitere Stützpunkte und Häfen im Süden zu erobern oder für Blockadebrecher zu verschließen.
Ende August eroberte eine amphibische Kampfgruppe die Forts Hatteras und Clark in North Carolina und verschloss damit den Blockadebrechern den Pamlico Sound. Das gleiche Schicksal widerfuhr drei Monate später dem Port Royal Sound in South Carolina: Eine US-Flotte unter dem Befehl von Samuel Francis Du Pont zwang Fort Beauregard und Fort Walker zur Aufgabe und ermöglichte die Besetzung des Hafens Port Royal, South Carolina und seiner Umgebung.
Im Golf von Mexiko wurde außerdem Ship Island in der Mississippimündung erobert, das im weiteren Kriegsverlauf zum Ausgangspunkt für weitere Unternehmungen gegen New Orleans, Louisiana wurde.
Der Süden, dem Norden auf See deutlich unterlegen, setzte auf neu entwickelte Waffen. So verwendeten die Südstaaten torpedoes genannte Seeminen, um ihre Häfen und Flüsse zu schützen.

### 1862

#### Strategische und politische Entwicklung
Der Süden beschränkte sich nach den Siegen im Herbst zu Beginn des Jahres auf defensive Maßnahmen. Die führenden Persönlichkeiten glaubten in Erinnerung an den Amerikanischen Unabhängigkeitskrieg, es reiche aus, das Territorium zu halten, um von der Union als Staat anerkannt zu werden. Auf diese Art hatten die amerikanischen Kolonien im Unabhängigkeitskrieg trotz gewaltiger materieller Unterlegenheit und zeitweisem Verlust ihrer bedeutendsten Städte das mächtige Britische Weltreich besiegt. Da die Überlegenheit des Nordens gegenüber dem Süden weit geringer war als die des Britischen Weltreichs gegenüber den 13 Kolonien, stand auch die Mehrheit der Militärexperten dieser Zeit auf dem Standpunkt, dass der Norden einen Krieg gegen den Süden nicht gewinnen und diesen nicht in die Union zurückzwingen könnte. Im Gegensatz zu den amerikanischen Befehlshabern um George Washington, die während des Unabhängigkeitskrieges durchaus bereit waren, Territorium zu opfern, um die Schlagkraft ihrer Truppen zu erhalten, ging der Süden jedoch davon aus, dass alles verteidigt werden müsse. Die Umsetzung dieser Doktrin führte deshalb zu einer Aufsplitterung der Kräfte, da an allen möglichen Angriffszielen sowohl an den Grenzen zum Norden als auch entlang der gesamten Küste Truppen stationiert wurden. Die so in kleine Kontingente aufgeteilten und voneinander isoliert postierten Truppen sahen sich im Falle eines Angriffs des Nordens auf ihre Stellungen oft weit überlegenen Truppenkontingenten gegenüber, gegen die sie nichts ausrichten konnten.
Die Blockade durch die Nordstaaten war 1862 noch nicht durchschlagend. Da jedoch fast die gesamte Kriegsgüter produzierende Industrie in den Nordstaaten lag, begann in den agrarisch geprägten Südstaaten der Aufbau einer Kriegsgüterproduktion. Schon bald stand diese Industrie mit dem Heer im Wettbewerb um männliche weiße Arbeitskräfte. Der Kongress genehmigte am 23. Januar, 400.000 Freiwillige und Milizionäre einzuberufen.
Der Norden hatte die Zeit nach den Niederlagen genutzt, seine Truppen neu zu organisieren und auszubilden. Auf Druck der Politiker und der Öffentlichkeit, endlich aktiv gegen den Süden vorzugehen, befahl Lincoln am 27. Januar im Kriegserlass Nr. 1, dass alle Armeen am 22. Februar mit Offensiven beginnen sollten. Lincoln entband McClellan am 11. März vom Kommando als Oberbefehlshaber des Heeres und führte die Streitkräfte gemeinsam mit Kriegsminister Stanton. Mit der größten Armee, die jemals auf amerikanischen Boden existiert hatte, griff McClellan auf der Virginia-Halbinsel an und drang immer weiter nach Richmond vor. Schließlich scheiterte er nur wenige Meilen vor Richmond an General Lee. Der Süden setzte während des Feldzuges zum ersten Mal eine neue Waffe ein: bei der „Redoubt No. 4“ bei Yorktown, Virginia detonierten die ersten Landminen.
Jefferson Davis ernannte General Lee am 3. März zu seinem militärischen Berater. Der Kongress führte unter dem Eindruck der Niederlagen im Westen am 16. April die Wehrpflicht für weiße Männer im Alter von 18 bis 35 Jahren für die Dauer der Feindseligkeiten ein. Im Westen konzentrierte Albert S. Johnston seine Truppen im Raum Corinth, Mississippi. Im Osten begann Joseph E. Johnston, der eine strategische Defensive befürwortete, sich der Invasion der Virginia-Halbinsel entgegenzustellen. Die Aufgabe von Gelände entsprach nicht der Doktrin der Konföderation und führte zu heftigen Kontroversen mit Jefferson Davis. Die größte Stadt der Konföderation, New Orleans, ging am 28. April verloren, der Unterlauf des Mississippi wurde bis Vicksburg, Mississippi von der Union beherrscht. Bei der Schlacht von Hampton Roads im Frühling trafen erstmals zwei gepanzerte Schiffe aufeinander, ein weiterer Schritt zum Ende der Ära der hölzernen Kriegsschiffe und in die Ära der dampfgetriebenen Panzerschiffe.
Präsident Lincoln bat die Gouverneure der Bundesstaaten am 2. Juli, weitere 300.000 Freiwillige einzuberufen und dem Bundesheer zur Verfügung zu stellen. Der Kongress ermächtigte den Präsidenten am 17. Juli, Afroamerikaner zu den Streitkräften einzuziehen. Am selben Tag wurden alle wehrfähigen Männer zwischen 18 und 45 Jahren zum neunmonatigen Dienst in den Milizorganisationen der Bundesstaaten verpflichtet. In Alabama trat das unionstreue Winston County aus der Konföderation aus und stellte 2.000 Soldaten für den Norden. In South Carolina und Kansas wurden die ersten nur aus Afroamerikanern, meist ehemaligen Sklaven, bestehenden Regimenter in Dienst gestellt. Sie wurden, wie alle weiteren schwarzen Regimenter, von weißen Offizieren geführt. Der erste Kampfeinsatz eines schwarzen Regiments erfolgte am 29. Oktober bei einem Scharmützel in Missouri.
Auf allen Kriegsschauplätzen wurde die Konföderation im Sommer und Herbst wieder offensiv. Im Westen marschierte Generalleutnant Braxton Bragg nach Kentucky, im Osten drang Lee nach Maryland ein. Ziel war es, durch die Besetzung Marylands, Pennsylvanias und Missouris die europäischen Mächte zur völkerrechtlichen Anerkennung der Konföderation zu bringen, mit den Nordstaaten einen Kompromissfrieden zu schließen, Herbstoffensiven der Nordstaaten in Virginia und Tennessee zu verhindern und Lincolns Position gegenüber den Kriegsgegnern im Norden zu schwächen.
Nach der Abwehr der Invasion in Maryland durch die Schlacht am Antietam verkündete Lincoln eine vorläufige Emanzipationserklärung für alle Sklaven, die am 1. Januar in den sezessionistischen Gebieten in Kraft treten sollte. Die Emanzipationserklärung erlaubte allen Staaten, die vor dem 1. Januar in die Union zurückkehrten, sowie Maryland und Delaware weiterhin die Sklaverei. Das Kriegsziel blieb nach wie vor die Wiederherstellung der Union und nicht die Abschaffung der Sklaverei. Bei den Wahlen zum Kongress behielten die Republikaner trotz deutlicher Verluste an die Demokraten die Mehrheit.
Im Süden wurde am 27. September das Höchstalter von Wehrpflichtigen, beginnend mit dem 15. Juli 1863, auf 45 Jahre erhöht. Davis betonte erneut, keine Gebietsansprüche an den Norden zu stellen. Im Dezember gelang es den Südstaatenarmeen, auf den westlichen und östlichen Kriegsschauplätzen Angriffe der Nordstaaten abzuwehren. Die Blockade zeigte erste Versorgungsengpässe, in der Kriegsindustrie herrschte Rohstoffmangel und eine Inflation schwächte die Währung.
Trotz der Abhängigkeit der Europäer von Baumwollimporten aus der Konföderation zeigten die Monarchien Europas zwar Wohlwollen für die Sache des Südens, hielten sich aber zurück, was die Anerkennung der Konföderation anging. Nach den konföderierten Siegen im Sommer und den Offensiven auf nordstaatliches Territorium wurde jedoch in der britischen Regierung eine Anerkennung der Südstaaten in Erwägung gezogen. Die Nachricht von der Niederlage der Konföderierten bei Antietam und die darauf folgende Emanzipationserklärung setzten diesen Erwägungen ein Ende.
Die europäischen Staaten unterstützten die Konföderation weiterhin lediglich durch den Export von für den Süden kriegswichtigen Gütern, von denen jedoch wegen der Blockade durch die Nordstaaten immer weniger die Konföderation erreichten.

#### Kriegsschauplatz Trans-Mississippi

Befehlshaber der Union und der Konföderation
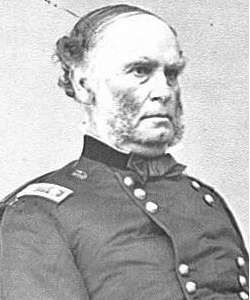
Generalmajor Samuel R. Curtis, USA
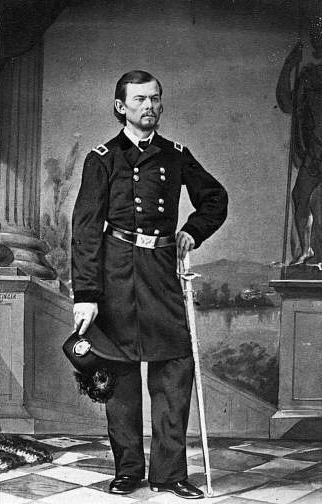
Generalmajor Franz Sigel, USA
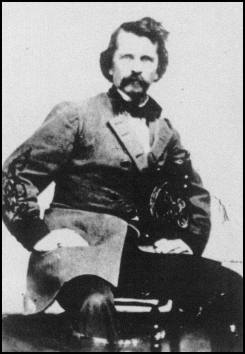
Generalmajor Earl Van Dorn, CSA
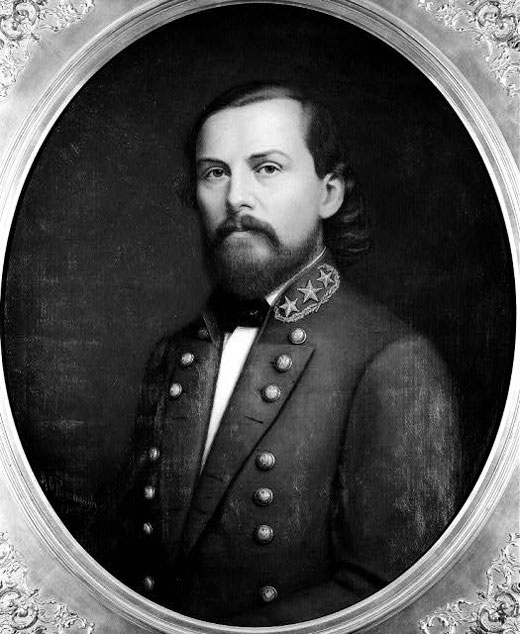
Generalmajor Thomas C. Hindman, CSA

| Operationen im nordöstlichen Missouri                                               |
| ----------------------------------------------------------------------------------- |
| Mount Zion Church – Roans Tan Yard                                                  |
| Pea Ridge-Feldzug                                                                   |
| Pea Ridge                                                                           |
| Prairie Grove-Feldzug                                                               |
| Cane Hill – Prairie Grove                                                           |
| Operationen zur Niederschlagung des Sioux-Aufstandes                                |
| Fort Ridgely – Wood Lake                                                            |
| Sibleys New-Mexico-Feldzug                                                          |
| Valverde – Glorieta-Pass – Peralta                                                  |
| Operationen nördlich der Boston Mountains                                           |
| Kirksville – Independence I – Lone Jack – Newtonia I – Clarks Mill – Old Fort Wayne |
| Operationen am Cache River in Arkansas                                              |
| Hills Plantation blau: Sieg der Union rot: Sieg der Konföderation                   |

Die vollständige Eingliederung Missouris in das Staatsgebiet war das wichtigste Ziel der Konföderation auf dem Kriegsschauplatz. Dazu übernahm der energische Generalmajor Earl Van Dorn den Oberbefehl über die konföderierten Streitkräfte in Missouri und Arkansas. In Kansas verhängte die Union das Kriegsrecht. Van Dorns West-Armee rückte am 4. März gegen die Verteidigungsstellungen der Nordstaatler am Sugar Creek, nordwestlich von Fayetteville, Arkansas vor. Auf Seiten der Südstaatler kämpften Choctaw, Chickasaw, Cherokee und Seminolen. In der Schlacht am Pea Ridge, Missouri standen die Konföderierten Brigadegeneral Samuel Curtis’ Südwest-Armee gegenüber, zu der auch Sigels „Missouri- und Illinois-Deutsche“ gehörten. Van Dorn musste das Schlachtfeld erst räumen, als ihm die Munition ausging.
Die Bedrohung Missouris durch die Konföderierten war für 1862 abgewehrt. Das bedeutete nicht, dass es zu keinen Kampfhandlungen mehr kam.
Der Kampf um Missouri nahm die Form eines Guerillakrieges an. Die Konföderierten – „Bushwhackers“ („Strauchdiebe“) genannt – legten immer wieder Hinterhalte und überfielen Truppen der Nordstaaten. Beide Seiten drangsalierten häufig die Zivilbevölkerung. Historiker schätzen, dass die Bevölkerungszahl Missouris während des Bürgerkrieges um ein Drittel sank. Nach dem Krieg behielt eine dieser Gruppen ihre Waffen und mordete und überfiel unter der Führung Jesse James’ und seines Bruders Frank bis 1881 Banken.
Die Union stellte im Oktober erstmals Afroamerikaner als Freiwillige in Missouri ein. Die Südstaatler erzielten bei Prairie Grove, Arkansas am 7. Dezember ein taktisches Unentschieden, das jedoch eine strategische Niederlage darstellte, da als Folge Nordwest-Arkansas fest in der Hand der Union verblieb.
In Minnesota erhoben sich im August die Santee, ein Sioux-Volk. Heereseinheiten gelang es, den Aufstand im September niederzuschlagen. Opfer des Aufstandes war in erster Linie die Zivilbevölkerung beider Seiten. In einer Massenexekution wurden am 26. Dezember 38 Santee gehängt.
Im Arizona-Territorium brach Brigadegeneral Sibley mit einer Brigade auf, um das New-Mexico-Territorium für die Konföderierten zu erobern. Gleichzeitig sollten die Goldfelder in Colorado besetzt und die Häfen Kaliforniens bedroht werden. Nach Anfangserfolgen musste Sibley nach der Schlacht am Glorieta-Pass nach Süden ausweichen. Den Konföderierten gelang zwar der Sieg über die Unionstruppen, gleichzeitig vernichteten die Nordstaatler jedoch den konföderierten Tross. Der Rückzug der Konföderierten nach El Paso, Texas bedeutete das Ende der Invasion des New-Mexico-Territoriums.

#### Westlicher Kriegsschauplatz

Befehlshaber der Union und der Konföderation
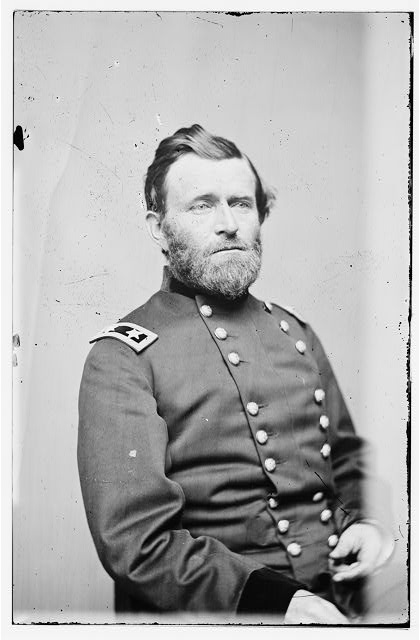
Generalmajor Ulysses S. Grant, USA
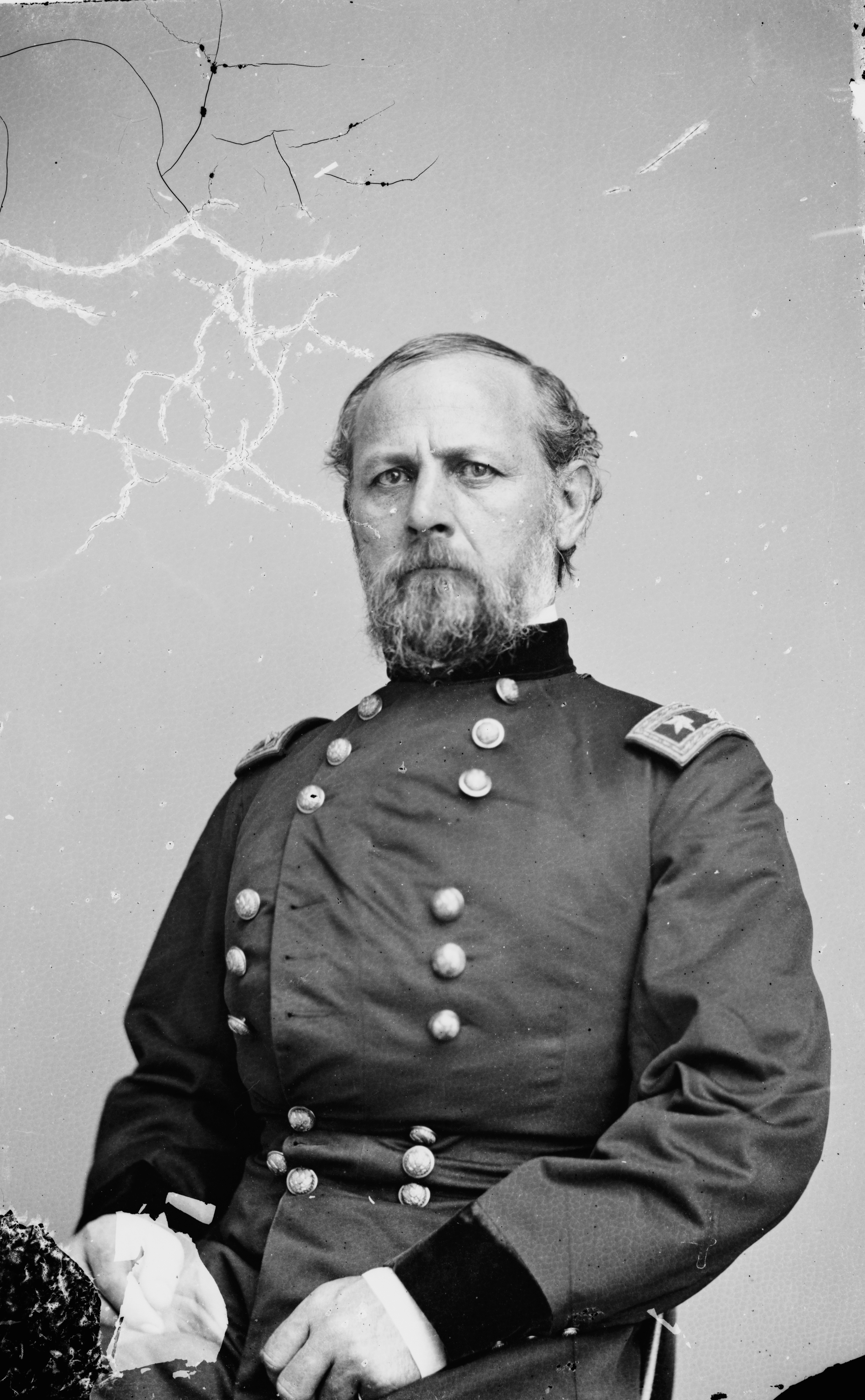
Generalmajor Don Carlos Buell, USA
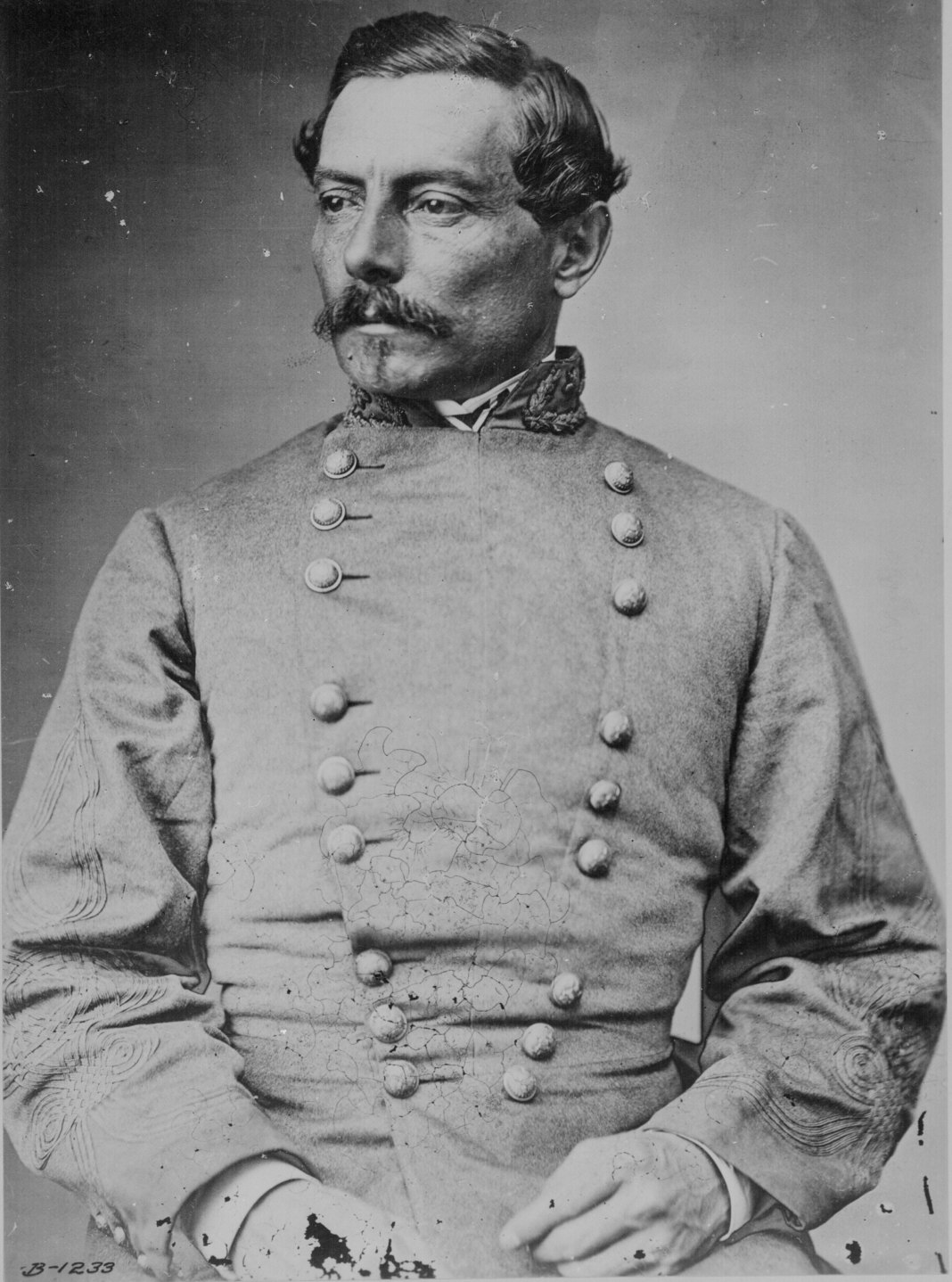
General P.G.T. Beauregard, CSA
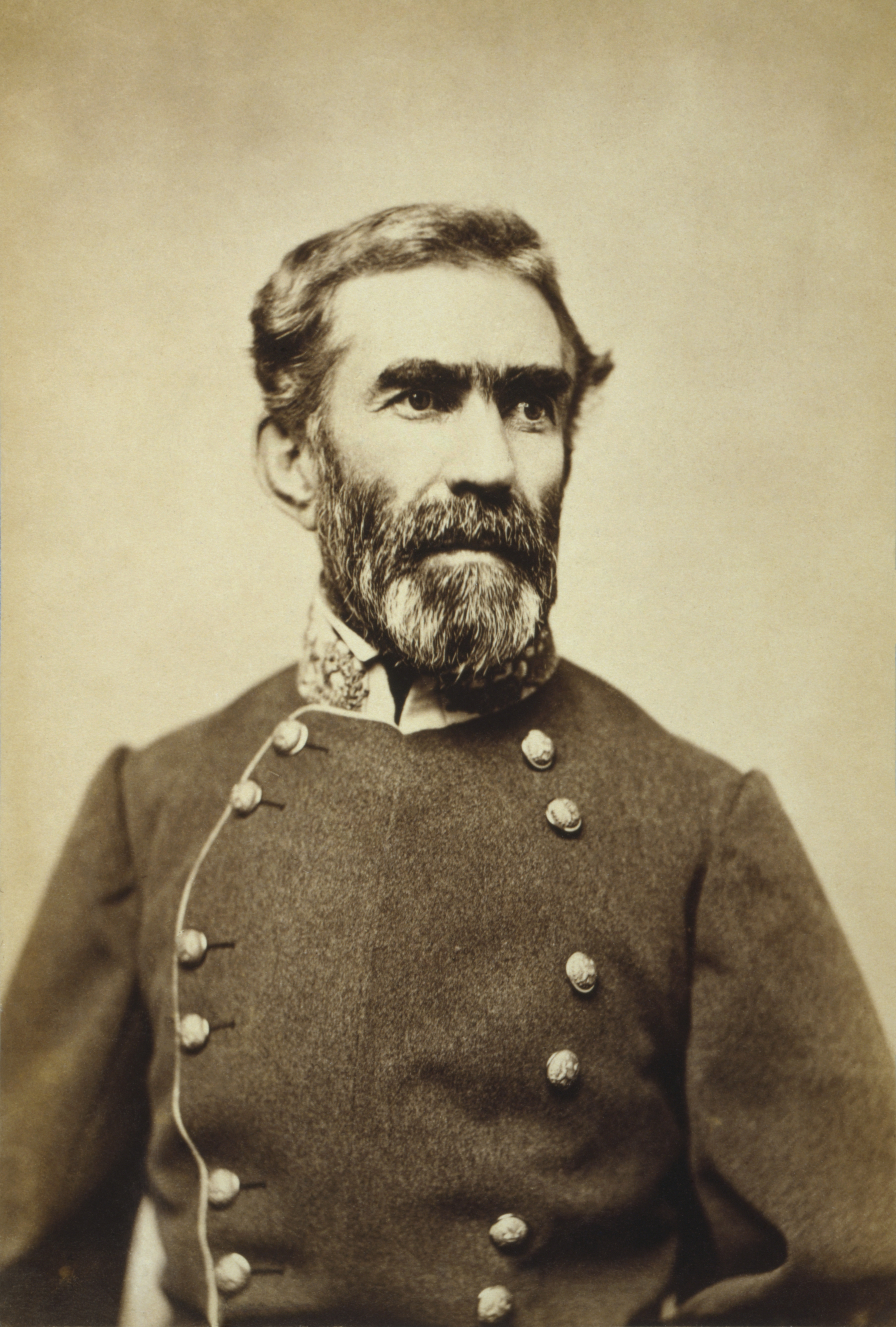
General Braxton Bragg, CSA

Wie auf dem Kriegsschauplatz Trans-Mississippi ging es auch auf diesem Kriegsschauplatz um den Besitz eines Staates – Kentucky. Konföderierte Truppen drangen von Virginia aus in den Nordosten Kentuckys ein. Südstaatler unter Brigadegeneral Zollicoffer standen nördlich des Cumberland im mittleren Kentucky bei Somerset. Columbus am Mississippi war nach wie vor besetzt.

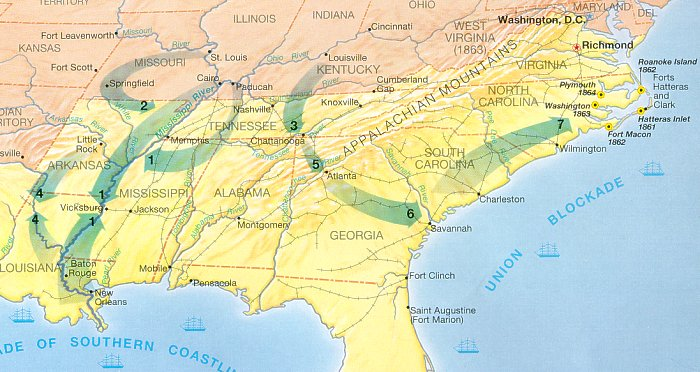
Strategie der Union im Westen

| Konföderierte Offensive im östlichen Kentucky                                  |
| ------------------------------------------------------------------------------ |
| Middle Creek – Mill Springs                                                    |
| Vorstoß der Union entlang des Cumberland und des Tennessee                     |
| Fort Henry – Fort Donelson – Shiloh – Corinth I                                |
| Gemeinsame Operationen gegen New Madrid, Insel Nr. 10 und Memphis              |
| New Madrid – Insel Nr. 10 – Fort Pillow I -Memphis                             |
| 1. Vicksburg-Feldzug                                                           |
| Chickasaw Bayou                                                                |
| Konföderierte „Heartland“ Offensive                                            |
| Chattanooga I – Murfreesboro I – Richmond – Munfordville – Perryville          |
| Gemeinsame Operationen gegen Iuka und Corinth                                  |
| Iuka – Corinth II – Hatchie’s Bridge                                           |
| Stones River-Feldzug                                                           |
| Hartsville – Stones River                                                      |
| Operationen im LaFourche Distrikt                                              |
| Georgia Landing                                                                |
| Forrests Expedition ins westliche Tennessee                                    |
| Jackson – Parkers Cross Roads blau: Sieg der Union rot: Sieg der Konföderation |

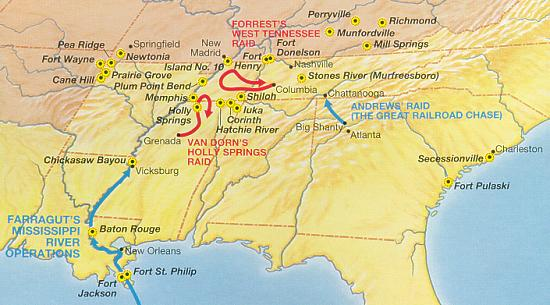
Westlicher Kriegsschauplatz 1862

Scotts auf einen langen Krieg angelegter Anakonda-Plan wurde zwar nicht reaktiviert, aber als Grundlage des Handelns genommen. Um in Tennessee einzudringen, war es notwendig, den Mississippi und dessen schiffbare Zuflüsse zu beherrschen. Die Forts Henry und Donelson schützten den Tennessee und den Cumberland. Brigadegeneral Grant führte eine gemeinsame Operation von Heer und Marine gegen Columbus durch, um das geplante Vorgehen Generalmajor Don Carlos Buells nach Tennessee zu verschleiern. Da es jedoch keine einheitliche Führung gab, trat Buell überhaupt nicht an. Die Ohio-Armee griff lediglich im Januar die Konföderierten bei Prestonsburg und Somerset an. Einer der Kommandeure war der spätere Präsident James A. Garfield. Die Südstaatler wichen nach Virginia und südlich des Cumberland aus. Die Union hatte ihren ersten Sieg dieses Jahres auf dem Kriegsschauplatz erfochten.
Grant griff in einer weiteren gemeinsamen Operation im Februar zunächst die Forts Henry und Donelson an. Fort Henry wurde von den Konföderierten geräumt und aufgegeben, Fort Donelson kapitulierte bedingungslos. Grant erhielt hier seinen Spitznamen – anstelle von „Ulysses Simpson“ „Unconditional Surrender“ Grant. Durch die Niederlage verlor der konföderierte Oberbefehlshaber General Albert S. Johnston ein Drittel seiner Kräfte. Die Verteidigungslinie zwischen Columbus und Bowling Green konnte nicht mehr gehalten werden. Die Konföderierten evakuierten Columbus und organisierten eine neue Verteidigung entlang der Linie Island No. 10, Tennessee, Corinth, Mississippi und Chattanooga, Tennessee. Die Hauptstadt Tennessees verlegten die Konföderierten von Nashville nach Memphis. Nashville fiel als erste Hauptstadt eines Staates der Konföderation in die Hand der Union.
Generalmajor Henry W. Halleck entband Grant seines Kommandos. Lincoln setzte Grant mit den Worten „I can’t spare this man, he fights.“ („Ich kann diesen Mann nicht entbehren, er kämpft.“) als Oberbefehlshaber der West-Tennessee-Armee wieder ein. Buell lehnte eine gemeinsame Operation gegen Corinth ab. Lincoln ernannte deshalb Halleck im März zum Oberbefehlshaber auf dem Kriegsschauplatz und stellte so die einheitliche Führung her. Halleck befahl Grant, den Tennessee flussaufwärts zu fahren, bei Pittsburg Landing in der Nähe von Shiloh, Tennessee an Land zu gehen, dort auf die über Land marschierende Armee Generalmajor Don Carlos Buells zu warten und gemeinsam die Konföderierten bei Corinth anzugreifen.
Albert S. Johnston beabsichtigte, Grant noch vor dem Eintreffen Buells zu schlagen, und marschierte von Corinth nach Shiloh. Wegen schlechten Wetters verzögerte sich der Angriff und Grants Armee wurde durch das Eintreffen Buells gerettet. Johnston wurde während der Schlacht tödlich verwundet und Beauregard zu seinem Nachfolger ernannt. Die Konföderierten wichen in das befestigte Corinth aus. General Halleck griff aus Pittsburg Landing mit 100.000 Mann Corinth an. Nach einer fast einmonatigen Belagerung verließen die Konföderierten unter Beauregard die Stadt, in erster Linie wegen der katastrophalen hygienischen Bedingungen. Damit waren die für den Süden wichtigen Eisenbahnverbindungen aus dem Norden und aus dem Westen unterbrochen.
Am Mississippi gelang es den Nordstaatlern, die Sperren des Flusses bei New Madrid, Missouri, Island No. 10 und Fort Pillow zu durchbrechen und Memphis zu besetzen. Im Juni versuchten die Nordstaatler den Mississippi bei Vicksburg umzuleiten und so die Befestigungen zu umgehen. Jefferson Davis bezeichnete Vicksburg als den Nagel, der die zwei Hälften der Konföderation zusammenhält. Der Bau des Kanals misslang.
Die Konföderierten stellten auf dem Yazoo das Panzerschiff CSS Arkansas fertig, das im Juli die Unionsflotte nördlich von Vicksburg passierte und in den Schutz von Vicksburg einlief. Mehrere Versuche, die Arkansas zu versenken, scheiterten.
Im August sollte das Schiff Generalmajor Breckinridge bei einem Angriff auf Baton Rouge, Louisiana unterstützen. Die Maschinen des Schiffes versagten und es musste aufgegeben werden. Der Angriff auf Baton Rouge misslang ebenfalls, die Stadt wurde jedoch kurze Zeit später von den Nordstaaten geräumt und erst im Dezember wieder besetzt.
Die Union versuchte im Sommer durch einen Angriff auf Chattanooga, Tennessee vollständig unter Kontrolle zu bekommen. Nahezu gleichzeitig marschierten zwei Armeen der Südstaaten unter Generalmajor Edmund Kirby Smith und Braxton Bragg, der Beauregard abgelöst hatte, in Richtung Kentucky. Den Konföderierten gelang im September die Einnahme Frankforts, Kentucky und Munfordvilles, Kentucky. General Don Carlos Buell verfolgte die konföderierten Armeen. Im Süden griff Earl Van Dorn im Oktober erfolglos Corinth, Mississippi an und verhinderte trotzdem, dass Buells Armee verstärkt werden konnte. Bragg wich nach der Schlacht bei Perryville Mitte Oktober aus Kentucky nach Chattanooga aus. Die Sommeroffensiven der Konföderation waren trotz der Siege erfolglos und verlustreich geblieben.
Braxton Bragg besetzte gegen Ende des Jahres erneut Murfreesboro, Tennessee. Neuer Oberbefehlshaber der konföderierten Truppen westlich der Appalachen und in North Carolina wurde nach seiner Genesung Joseph E. Johnston. Grant bereitete einen Feldzug gegen Vicksburg vor, einzelne Angriffe auf Vicksburg scheiterten. Rosecrans griff Braggs Südstaatler am Stones River in der Nähe von Murfreesboro am 31. Dezember an und zwang ihn am 2. Januar 1863 zum erneuten Ausweichen ins mittlere Tennessee.
Die Bundestruppen versuchten nach der Einnahme von New Orleans, ihr Einflussgebiet in Louisiana zu vergrößern. Die Nordstaatler beabsichtigten, die dortige Zucker- und Baumwollproduktion in die eigene Hand zu bekommen und das Gebiet zur Vorbereitung zukünftiger Operationen zur Beherrschung des Mississippi zu nutzen.
Die Konföderierten führten ab Februar eine neue Art der Kriegsführung ein – die sogenannten Raids. Nathan Bedford Forrest und John Hunt Morgan hießen die beiden erfolgreichsten Generale, denen es immer wieder gelang, tief ins Hinterland vorzustoßen und Eisenbahnlinien und Depots der Union nachhaltig zu zerstören.

#### Östlicher Kriegsschauplatz

Befehlshaber der Union und der Konföderation
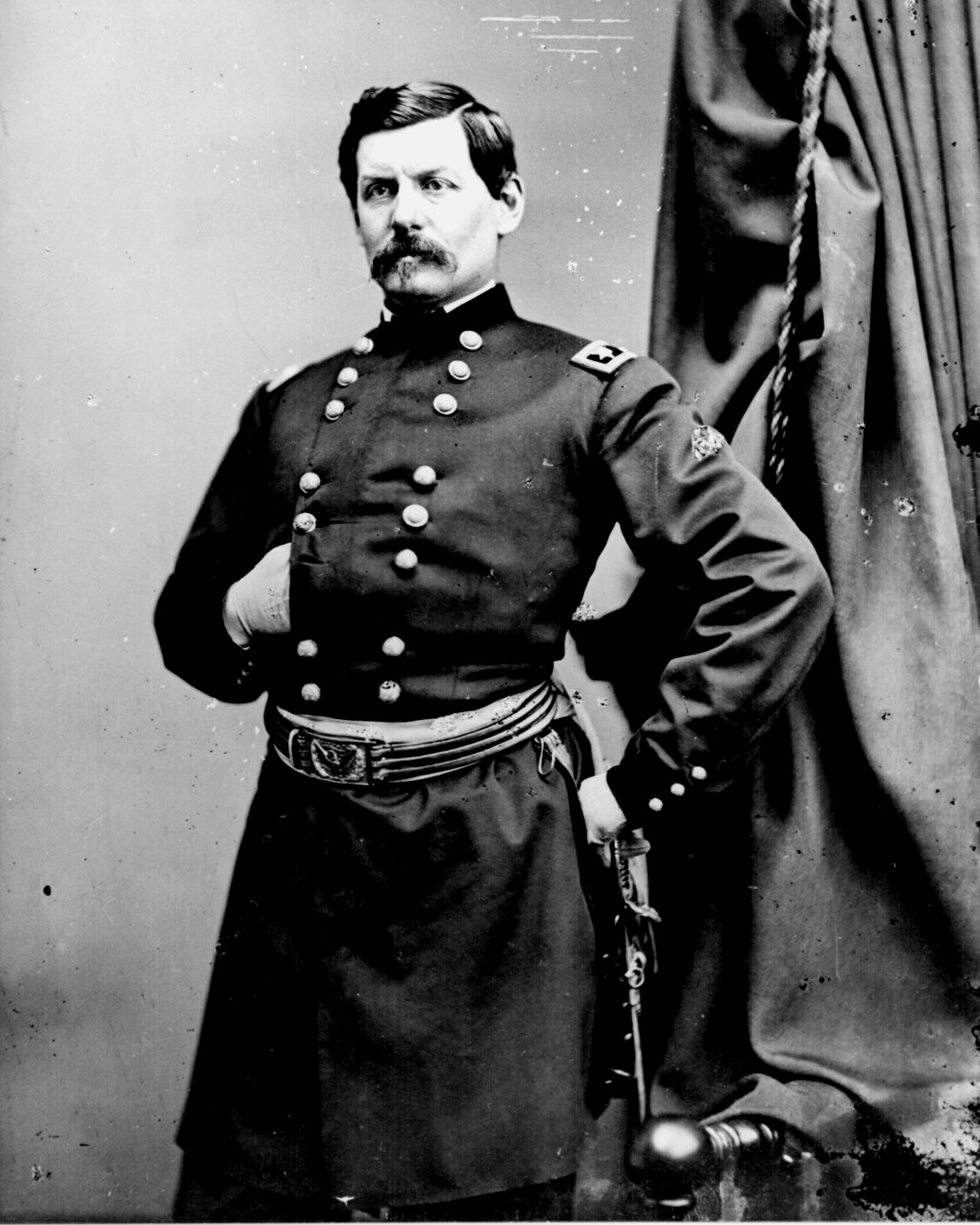
Generalmajor George B. McClellan, USA
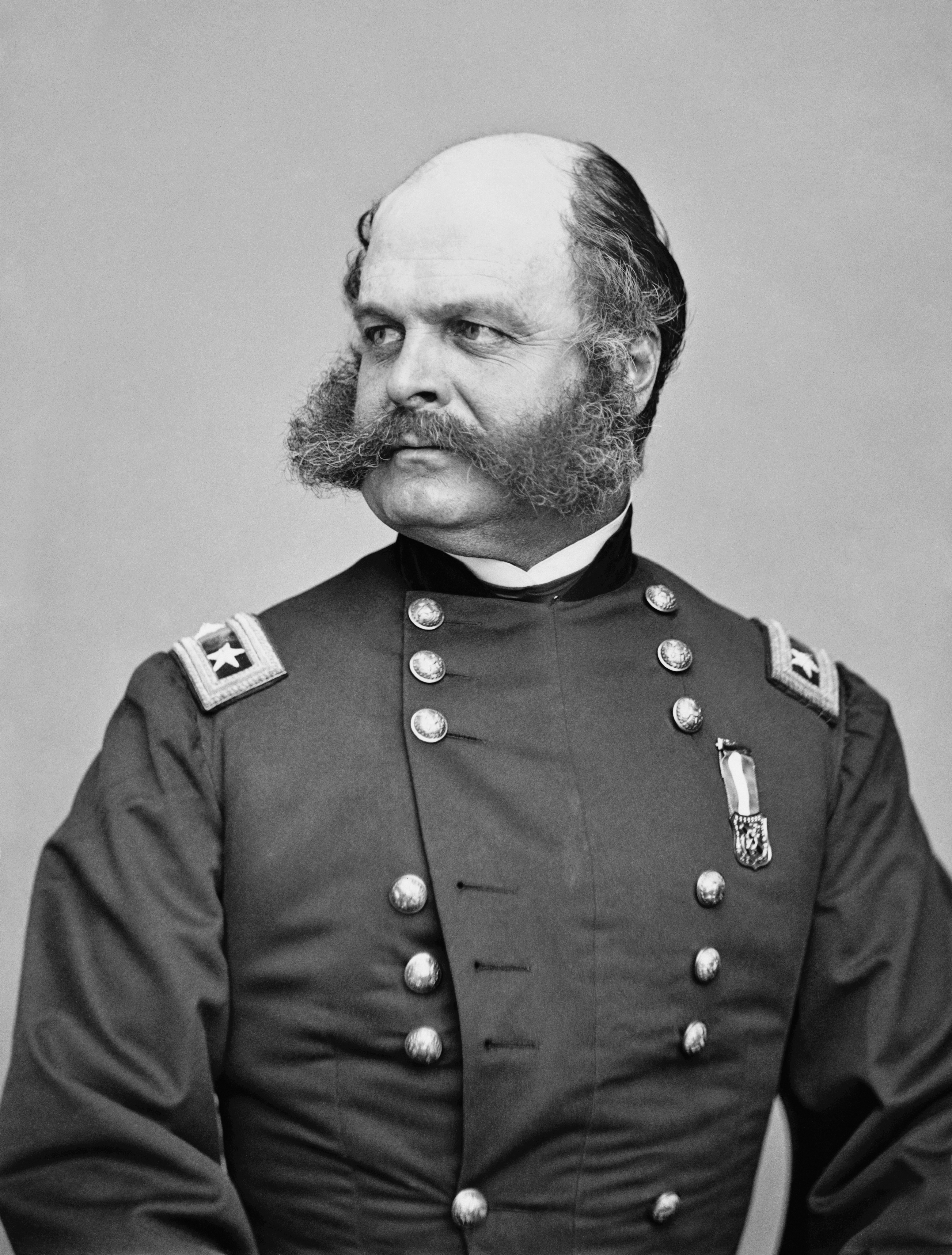
Generalmajor Ambrose E. Burnside, USA
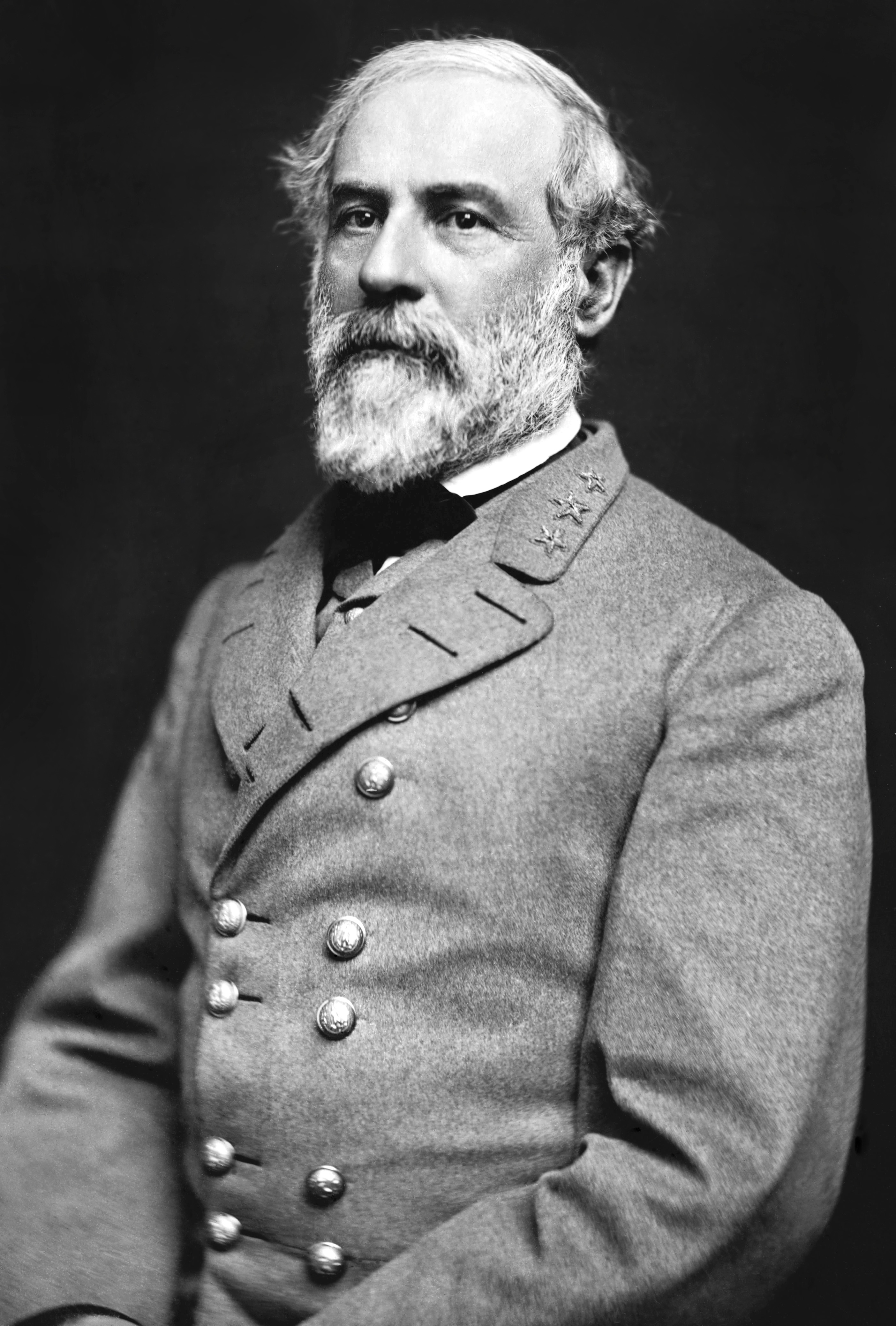
General Robert E. Lee, CSA
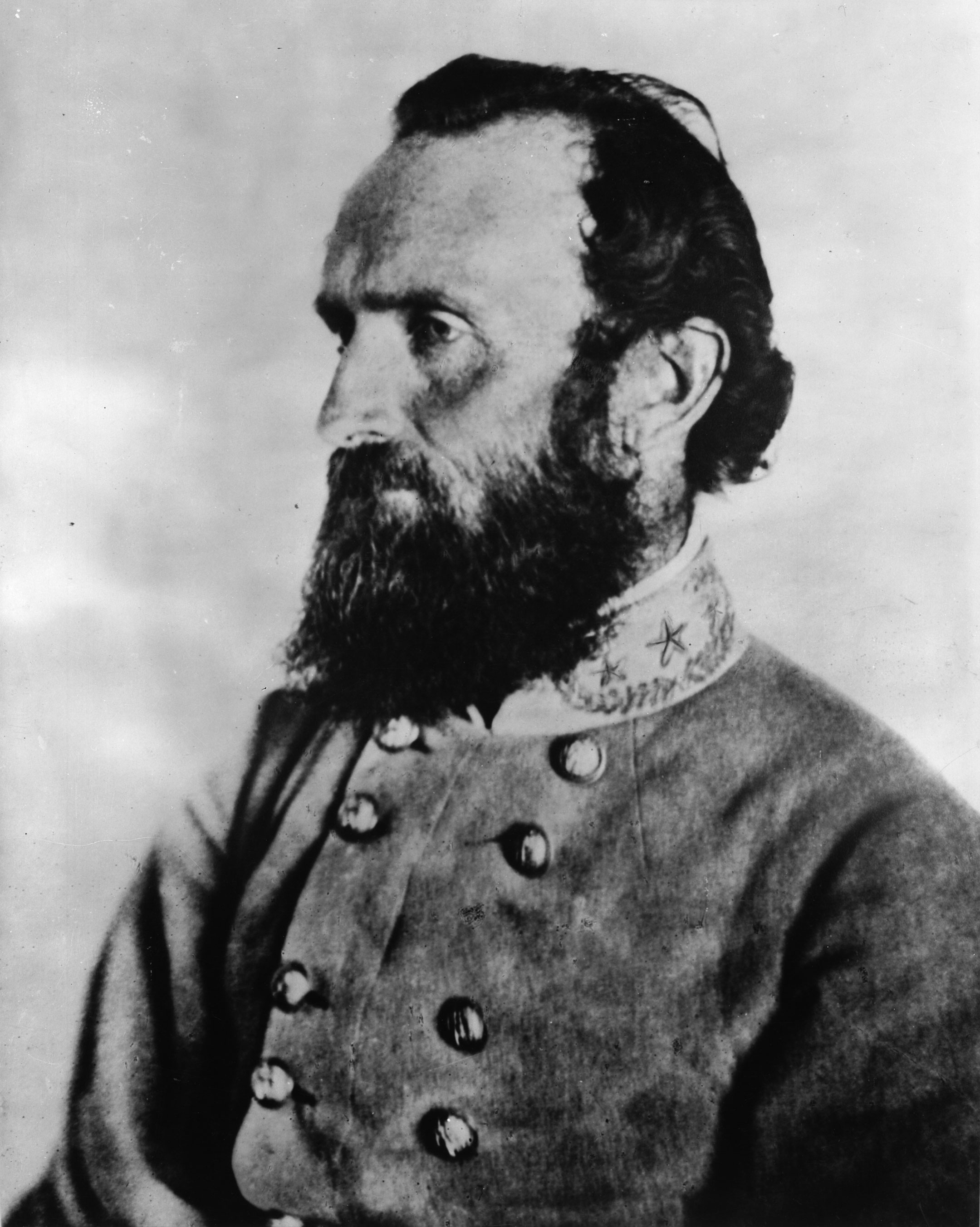
Generalmajor Thomas J. Jackson, CSA

General Joseph E. Johnston baute nach dem Sieg bei Manassas Verteidigungsstellungen entlang des Bull Run aus. Das Umgehen der Stellungen auf dem Wasserweg verhinderte die Blockade des Potomac und der Chesapeake Bay. Der Held von Manassas, Generalmajor Thomas J. Jackson, stellte im Shenandoah-Tal eine Division auf und griff im Januar erfolglos die Baltimore & Ohio-Eisenbahnlinie an.

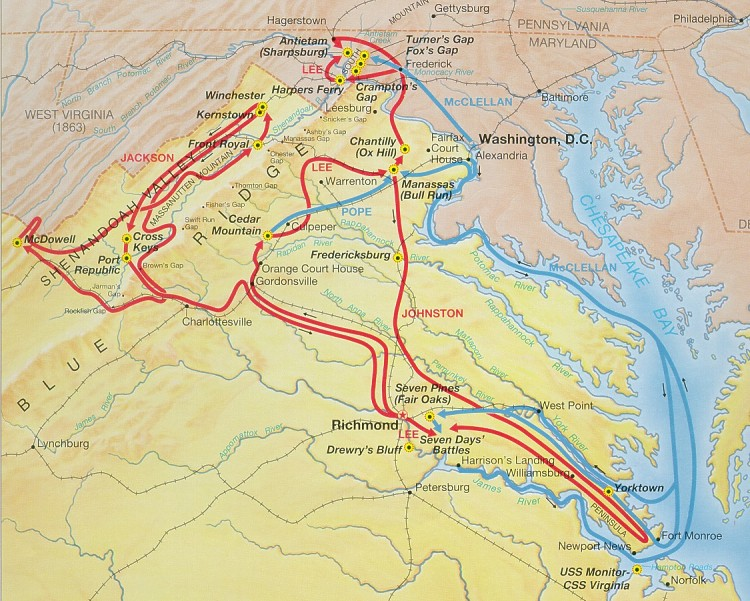
Östlicher Kriegsschauplatz 1862

Präsident Lincoln hielt viel vom Oberbefehlshaber, General McClellan. Ungehorsam und Unhöflichkeit ließ er ihm durchgehen. Auf Drängen der Politiker und der Öffentlichkeit enthob Lincoln ihn am 11. März des Oberbefehls. McClellan sollte sich ausschließlich auf die Führung der Potomac-Armee konzentrieren. Den ersten Operationsplan für den Angriff auf Richmond vereitelte General Johnson, weil die Konföderierten die Stellungen am Bull Run aufgaben und auf das Südufer des Rappahannock auswichen.
| Halbinsel-Feldzug |
| --- |
| Yorktown – Williamsburg – Elthams Landing – Hanover Courthouse – Seven Pines – Sieben-Tage-Schlacht                     |
| Burnsides North Carolina Expedition                                                                                     |
| Roanoke Island – Elizabeth City – New Bern – Fort Macon – South Mills – Tranters Creek                                  |
| Jacksons Operation gegen die B&O Eisenbahn                                                                              |
| Hancock |
| Jacksons Shenandoah-Feldzug 1862                                                                                        |
| Kernstown I – McDowell – Front Royal – Winchester I – Cross Keys – Port Republic                                        |
| Nordvirginia-Feldzug |
| Cedar Mountain – Rappahannock Station I – Manassas Station – Thoroughfare Gap – Zweite Schlacht am Bull Run – Chantilly |
| Maryland-Feldzug |
| South Mountain – Harpers Ferry – Antietam – Shepherdstown                                                               |
| Fredericksburg-Feldzug                                                                                                  |
| Fredericksburg I |
| Goldsboro Expedition |
| Kinston – White Hall – Goldsboro Bridge blau: Sieg der Union rot: Sieg der Konföderation                                |

Erst nachdem die unmittelbare Bedrohung der Seewege durch die Virginia ausgeschaltet war, schiffte McClellan die Potomac-Armee am 17. März ein und landete am südöstlichen Rand der Virginia-Halbinsel in Fort Monroe. Die Potomac-Armee war ca. 120.000 Mann stark. Lincoln befahl zur Unterstützung des Feldzuges, Truppen aus dem unteren Shenandoah-Tal und aus der Sicherung Washingtons abzuziehen. Der Halbinsel-Feldzug begann am 5. April mit der Belagerung Yorktowns, Virginia. Die Konföderierten gaben die Stadt nach einem Monat auf und stellten sich bei Williamsburg, Virginia zur ersten Schlacht. McClellan meldete den Ausgang der Schlacht als grandiosen Erfolg, obwohl Johnstons Truppen geordnet und planmäßig ausweichen konnten, wenn auch unter Verlusten. McClellan verfolgte die Konföderierten vorsichtig. Die Zahl der der Potomac-Armee gegenüber stehenden konföderierten Truppen wurde von ihm überschätzt; zeitweise war McClellan davon überzeugt, gegen 200.000 Soldaten kämpfen zu müssen.
Johnston blieb durch das langsame Vorgehen Zeit, seine Großverbände zu verschieben und McClellan über die tatsächliche Stärke der Nord-Virginia-Armee zu täuschen. Da Johnston immer weiter in Richtung Richmond auswich, geriet er immer wieder mit Präsident Jefferson Davis aneinander. Ende Mai sah Johnston erstmals die Möglichkeit, Teile der überlegenen Potomac-Armee zu vernichten. In der Schlacht von Seven Pines gelang es McClellan jedoch, diesen Angriff abzuwehren. General Johnston erlitt in der Schlacht eine schwere Verwundung und ihm folgte General Robert E. Lee als Oberbefehlshaber der Nord-Virginia-Armee nach.
In North Carolina gelang es Generalmajor Ambrose E. Burnside im Winter und Frühjahr, die Häfen am Pamlico und Albemarle Sound sowie New Bern und Fort Macon zu besetzen.
Lee hatte als militärischer Berater des Präsidenten nach seiner Ernennung General Jackson beauftragt, möglichst viele Truppen der Union im Shenandoah-Tal zu binden und so zu verhindern, dass McClellans Vormarsch aus Norden unterstützt werden konnte. Jackson gelang dies mit dem brillant geführten Shenandoah-Feldzug.
Jedes Mal, wenn die Unionstruppen das Tal verlassen wollten und aus Norden McClellan unterstützen sollten, griff er die abziehenden Nordstaatler an und bedrohte Washington. Die Bedrohung der Hauptstadt wollte Präsident Lincoln nicht hinnehmen und befahl deshalb, die gerade eingeleiteten Marschbewegungen zur Unterstützung des Halbinsel-Feldzuges zu beenden und die Bedrohung Washingtons zu beseitigen.
Lee verstärkte nach der Schlacht von Seven Pines die Befestigungen Richmonds. Am 26. Juni ergriff er die Initiative und griff die Potomac-Armee an sieben aufeinanderfolgenden Tagen an. Lee konnte während der Sieben-Tage-Schlacht an keinem Tag gewinnen – der übervorsichtige McClellan nutzte die Vorteile jedoch nicht und Lee erzielte seinen ersten strategischen Sieg.
McClellan hatte den Präsidenten immer wieder aufgefordert, ihm für die Dauer des Angriffs auf Richmond alle dazu zur Verfügung stehenden Truppen zu unterstellen. Die Bedrohung Washingtons schätzte McClellan nicht so hoch ein wie Lincoln. Für eine kurze Zeit erhielt McClellan diesen Oberbefehl, aber als Jackson Washington erneut bedrohte, führte Lincoln die Verbände im Norden wieder selbst. McClellan schob aus diesem Grund die alleinige Schuld für das Misslingen des Feldzuges dem Präsidenten zu. Der neue Oberbefehlshaber des US-Heeres, Generalmajor Henry W. Halleck, befahl am 3. August den Abtransport der Potomac-Armee und die Unterstützung des offensiven Vorgehens der Virginia-Armee unter Generalmajor John Pope. McClellan führte diese Aufträge nur halbherzig und widerwillig aus.
Lee hatte nach dem Abschluss der Kämpfe auf der Virginia-Halbinsel entschieden, Popes Virginia-Armee anzugreifen, bevor diese durch McClellan verstärkt werden konnte. Lee stellte Popes Armee nahe dem Schlachtfeld des letzten Jahres bei Manassas und schlug die Nordstaatler vernichtend. In Abstimmung mit Präsident Davis beschloss Lee eine Invasion Marylands. Dort wollte er die Vorräte der Nord-Virginia-Armee auffrischen und, wenn möglich, Freiwillige aus der Bevölkerung des Grenzstaates für die Armee rekrutieren. Darüber hinaus hoffte Lee, sein Einmarsch könnte die öffentliche Meinung im Norden beeinflussen und Friedensbestrebungen unterstützen.
Die Virginia-Armee war nach der Niederlage bei Manassas in der Potomac-Armee aufgegangen. Nach der Schlacht kam es zur Amtsenthebung eines Kommandierenden Generals, Generalmajor Fitz J. Porter. Nach einem Kriegsgerichtsverfahren aus dem Heer entlassen, wurde Porter nach dem Krieg rehabilitiert. McClellan folgte der Nord-Virginia-Armee zögerlich. Am 17. September kam es am Antietam zur Schlacht, während der es McClellan trotz doppelter Überlegenheit wegen mangelhafter Koordination nicht gelang, Lee zu besiegen. Lincoln fordert McClellan im Oktober immer wieder auf, den Gegner zu verfolgen („Give battle to the enemy.“). Erst gegen Ende des Monats überschritt McClellan den Potomac. Die energische Verfolgung der inzwischen reorganisierten Nord-Virginia-Armee unterblieb.
Lee gelang es, die Nord-Virginia-Armee nach Virginia zurückzuführen. Longstreets Flügel bezog Stellungen auf dem Südufer des Rappahannock bei Fredericksburg, Jackson verblieb mit dem linken Flügel der Armee im Shenandoah-Tal.
Präsident Lincoln löste auf Druck der Öffentlichkeit General McClellan vom Oberbefehl über die Potomac-Armee am 5. November ab. Sein Nachfolger wurde Generalmajor Ambrose Burnside, der sich der Aufgabe nicht gewachsen sah. Trotzdem entwickelte er sofort einen Operationsplan zur Eroberung Richmonds. Dazu gehörte als eine der ersten Maßnahmen eine Organisationsänderung der 100.000 Mann starken Potomac-Armee. Burnside beabsichtigte, den Rappahannock bei Fredericksburg auf Pontonbrücken zu überqueren, die Nord-Virginia-Armee auf dem jenseitigen Ufer zu schlagen und Richmond einzunehmen. Am 13. Dezember kam es zur Schlacht. Alle Angriffe Burnsides scheiterten. Die beiden Armeen lagen sich am Rappahannock gegenüber. Ein erneuter Angriff im Januar 1863 scheiterte am schlechten Wetter.
In North Carolina griffen Unionstruppen die Eisenbahnbrücke bei Goldsboro an. Über diese verlief die Wilmington & Weldon-Eisenbahnlinie, auf der wichtige Versorgungsgüter aus Wilmington, die Blockadebrecher dort anlandeten, transportiert wurden. Es gelang den Nordstaatlern, die Eisenbahnbrücke zu zerstören, sie wurde jedoch von den Konföderierten bald wieder aufgebaut.

#### Seekrieg

Befehlshaber der Union und der Konföderation
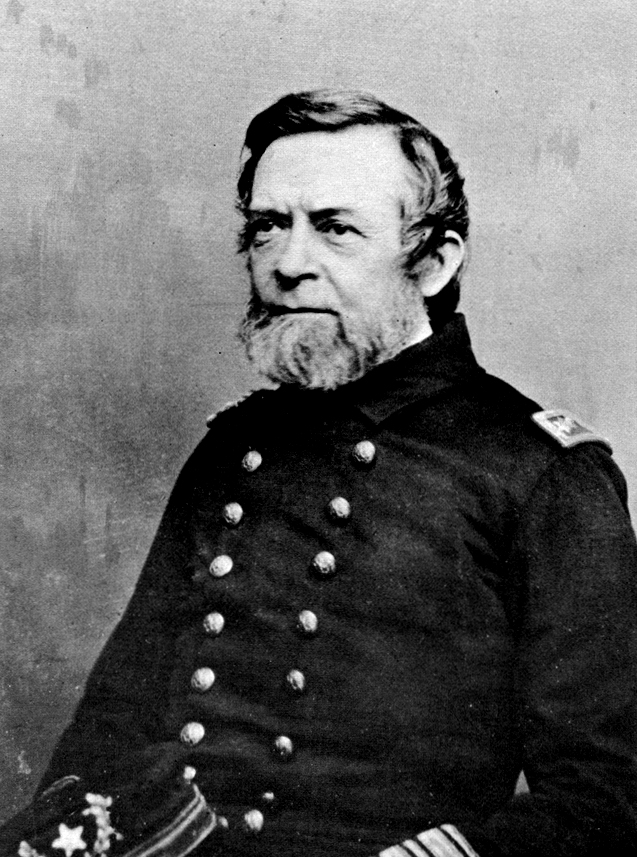
Konteradmiral Andrew Hull Foote, USA, Kommandeur der Mississippiflottille
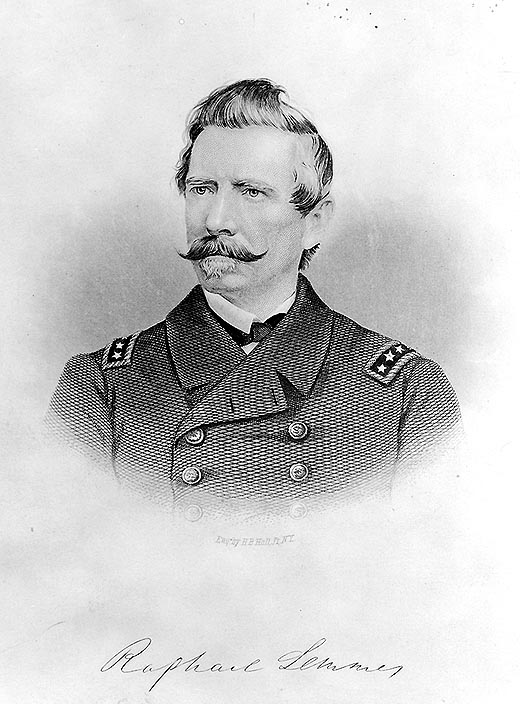
Kapitän zur See Raphael Semmes, CSA

| Operationen gegen Fort Pulaski                                                                                       |
| --- |
| Fort Pulaski |
| Operationen gegen wichtige Städte der Konföderation                                                                  |
| Forts Jackson and St. Philip – New Orleans – Secessionville – Simmons Bluff – Tampa – Baton Rouge – Donaldsonville I |
| Operationen am White River                                                                                           |
| Saint Charles |
| Blockade der texanischen Küste                                                                                       |
| Sabine Pass I – Galveston                                                                                            |
| Halbinsel-Feldzug |
| Hampton Roads – Drewrys Bluff                                                                                        |
| Expedition nach St. Johns Bluff                                                                                      |
| St. Johns Bluff blau: Sieg der Union rot: Sieg der Konföderation                                                     |

1862 setzte der Norden seine Strategie fort, Häfen entlang der Küste der Südstaaten zu erobern oder für die Blockadebrecher unzugänglich zu machen. In Georgia wurde der Hafen Savannah durch die Besetzung von Fort Pulaski durch US-Truppen für Blockadebrecher gesperrt. In Florida wurden Jacksonville und St. Augustine eingenommen, Pensacola wurde im Mai von den Konföderierten geräumt. Ein Vorstoß der Nordstaaten auf Charleston, South Carolina scheiterte jedoch, als die Südstaatler bei Secessionville einen Sieg errangen.

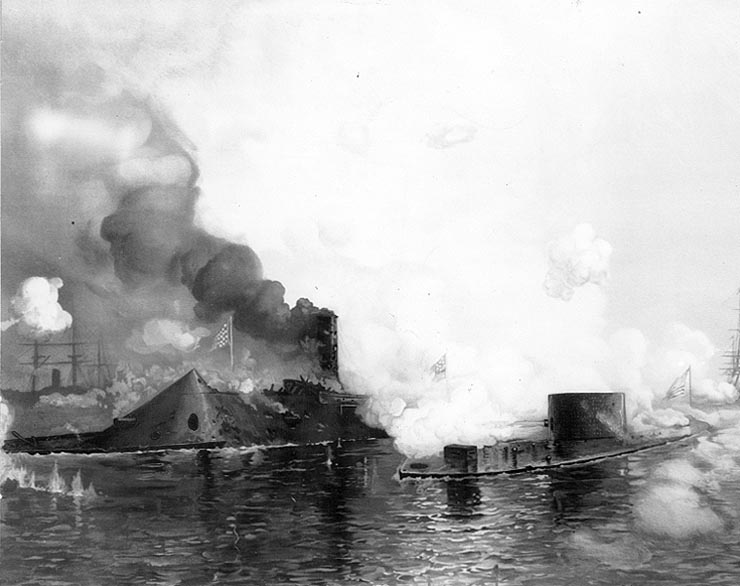
Gefecht zwischen Virginia (links) und Monitor (rechts) auf kurze Distanz

Um die Blockade zu durchbrechen, setzte der Süden auf neuartige Waffen und baute das Panzerschiff Virginia (gepanzerte Kanonenboote waren bereits zuvor von beiden Seiten eingesetzt worden, allerdings nur auf den Flüssen im Westen). Der Norden reagierte jedoch schnell und baute seinerseits nach dem Entwurf von John Ericsson das Panzerschiff Monitor. Am 8. März versenkte oder zerstörte die Virginia am ersten Tag der Schlacht von Hampton Roads zwei hölzerne US-Schiffe und zeigte damit die Überlegenheit der neuen Panzerschiffe. Am folgenden Tag traf sie jedoch auf die Monitor.
Das erste Gefecht zwischen gepanzerten Kriegsschiffen endete unentschieden, die Virginia zog sich schließlich zurück. Die von ihr ausgehende Gefahr war durch die Monitor neutralisiert worden. Die Virginia wurde im Mai von den Konföderierten zerstört, als sie aufgrund General McClellans Halbinsel-Feldzug ihren Heimathafen Norfolk verlor.
Den bis dato größten Sieg zur See errang eine US-Flotte unter David Glasgow Farragut. Er eroberte am 28. April New Orleans, die bevölkerungsreichste Stadt des Südens. Farragut stieß in der Folgezeit weiter den Mississippi hinauf vor, eroberte Baton Rouge, passierte die Batterien von Vicksburg und traf sich oberhalb davon mit einer Süßwasserflottille. Für seine Erfolge wurde er zum ersten Konteradmiral der US-Marine ernannt.
Im Oktober eroberten die Nordstaaten den Hafen von Galveston, Texas. Die Stadt wurde jedoch bereits kurze Zeit später, am Neujahrstag 1863, von konföderierten Truppen unter General Magruder zurückerobert und blieb bis Kriegsende in konföderierter Hand.
Der Kaperkrieg der Südstaaten war ab August sehr erfolgreich. Die Alabama mit englischer Besatzung unter Kapitän Raphael Semmes unter Südstaatenflagge brachte 60 Kauffahrer auf und wurde zum Schrecken der US-Handelsschifffahrt, ehe sie am 19. Juni 1864 von der Kearsarge versenkt wurde.

### 1863

#### Strategische und politische Entwicklung
Die Emanzipationserklärung trat am 1. Januar in Kraft. Die Gründe für die Erklärung waren zum einen, dass der Siegeswille im Norden einen neuen moralischen Impuls brauchte und zum anderen, dass durch einen Kreuzzug gegen die Sklaverei die ständige Bedrohung durch eine Intervention der europäischen Mächte aus dem Weg geschafft wurde. Auf den Krieg hatte die Erklärung entscheidende Auswirkungen. Ein Kompromissfrieden war nicht mehr möglich, denn die Erklärung zog die Zerschlagung der Wirtschaftsordnung des Südens nach sich. Die Demokraten als Kriegsgegner erhielten immer mehr Zulauf. Sie schürten unter anderem Ängste der Bevölkerung, dass Schwarze als billige Arbeitskräfte bald das gesamte Land überfluten würden. Im Juni wurde West Virginia als 35. Staat in die Union aufgenommen.
Das Embargo der Union wurde immer effektiver. Es führte im Süden zu Versorgungsengpässen – Rohstoffmangel gefährdete die Kriegsführung, Inflation schwächte die Währung. Kriegsspekulanten trieben die Preise in die Höhe. In Mobile, Alabama kam es im August zu Unruhen. Die Konföderation schöpfte wegen des Engagements Frankreichs in Mexiko Hoffnung, bei einer Unterstützung der Pläne Napoleons III. doch noch anerkannt zu werden.
Auf beiden Seiten wurden Sanitätskorps zur Versorgung der Verwundeten geschaffen. Erstmals in der Militärgeschichte kamen Hospitalschiffe und -züge zum Einsatz.
Der Kongress im Norden beschloss am 3. März die allgemeine Wehrpflicht. Auf beiden Seiten war es möglich, sich gegen Zahlung von 300 Dollar freizukaufen oder einen Ersatzmann zu stellen. Deswegen kam es im Juli zu Krawallen in New York, die durch Regimenter, die direkt aus Gettysburg kamen, blutig niedergeschlagen wurden. Lincoln verlangte von den Bundesstaaten im Oktober, weitere 300.000 Freiwillige zu stellen, die mit einem Handgeld geworben werden sollten. Dieses System erwies sich als nicht tauglich. Viele schrieben sich ein, desertierten und schrieben sich erneut ein oder sie schrieben sich unter Pseudonymen mehrfach ein. Die Südstaaten verboten das Stellen von Ersatzleuten im Dezember.
Die Situation an allen Fronten war zu Beginn des Jahres festgefahren – Grant mühte sich hartnäckig ergebnislos am Mississippi, in Tennessee waren die beiden Armeen nach der Schlacht am Stones River auf ihre Ausgangsstellungen bei Nashville und Chattanooga zurückgegangen und in Virginia standen sich die Armeen am Rappahannock gegenüber. Im März unternahm Grant einen neuen Versuch, Vicksburg zu erobern. Nach dem grandiosen Sieg bei Chancellorsville griff Lee die Union in Pennsylvania an. Diese beiden Operationen endeten nahezu gleichzeitig – bei Gettysburg wurde Lee von Meade geschlagen und einen Tag später kapitulierte Vicksburg. Viele Historiker werteten den Ausgang dieser beiden Schlachten als wichtige Wendepunkte des Krieges zugunsten der Union. Präsident Lincoln erklärte im November das Schlachtfeld von Gettysburg mit der Gettysburg Address zum National Cemetery. Im Herbst gelang der Konföderation noch einmal ein großer Sieg in Nordgeorgia, den sie aber nicht weiter ausnutzen konnte. Ende 1863 hatte der Süden im Vergleich zu Jahresbeginn auf dem westlichen Kriegsschauplatz weiteres Gebiet verloren und war nun faktisch in zwei Hälften geteilt. Im Osten hatte das Jahr trotz blutiger Kämpfe keiner Seite große Vorteile gebracht, die Stellungen Ende 1863 entsprachen weitgehend jenen zu Beginn des Jahres.

#### Kriegsschauplatz Trans-Mississippi
| Marmadukes Missouri-Expeditionen                                                   |
| ---------------------------------------------------------------------------------- |
| Springfield II – Hartsville – Cape Girardeau – Chalk Bluff                         |
| Quantrills Raid nach Kansas                                                        |
| Lawrence – Baxter Springs Massaker                                                 |
| Operationen im westlichen Louisiana                                                |
| Fort Bisland – Irish Bend – Vermillion Bayou                                       |
| Operationen Taylors im westlichen Louisiana                                        |
| LaFourche Crossing – Donaldsonville – Kocks Plantation – Stirlings Plantation      |
| Vorstoß nach Little Rock                                                           |
| Little Rock – Pine Bluff                                                           |
| Operationen zur Beherrschung des Indianerterritoriums                              |
| Cabin Creek – Honey Springs – Devils Backbone                                      |
| Operationen gegen Galveston                                                        |
| Galveston II                                                                       |
| Operationen gegen die Sioux in North Dakota                                        |
| Big Mound – Dead Buffalo Lake – Stony Lake – Whitestone Hill                       |
| Expedition von Camp Douglas, Utah-Territorium nach Cache Valley, Idaho-Territorium |
| Bear River (Boa Ogoi Massaker) blau: Sieg der Union rot: Sieg der Konföderation    |

Im letzten Jahr war auf dem Kriegsschauplatz ein Patt entstanden. Das Kriegsziel der Konföderation, Missouri zu kontrollieren, konnte auf absehbare Zeit nicht mehr erreicht werden. Den Südstaaten ging es nur noch darum, dem Norden in Missouri möglichst großen Schaden zuzufügen. Dazu war nahezu jedes Mittel recht.
Die Konföderierten führten zumeist Raids gegen Depots und Versorgungslinien der Union durch. Die neuralgischen Stellen wurden besonders gesichert. Dort entbrannten dann heftige Gefechte. Im Oktober gelang es den Südstaatlern durch die Anwendung einer anderen Kampfweise – sie übernahmen die Taktiken der Indianer –, Schäden im Gesamtwert mehrerer Millionen Dollar anzurichten.
Die Südstaaten setzten weiter auf Guerillakampf. Dabei führten sie ihre Operationen nicht entsprechend den Regeln des Krieges durch, d. h. die Soldaten kämpften in Zivil oder in Nordstaatenuniformen. Häufig führten sie Terrorangriffe gegen die Zivilbevölkerung durch. Im August überfielen Freischärler aus dem Süden Lawrence, Kansas und ermordeten 160 unbewaffnete Männer, Frauen und Kinder (siehe Massaker von Lawrence). Als Vergeltung vertrieben die Nordstaatler 19.000 Südstaatenanhänger aus an Kansas grenzenden Countys.
Die Bundestruppen unter Generalmajor Nathaniel P. Banks, einem „politischen General“, kämpften im April im westlichen Louisiana. Die Kämpfe dienten der Inbesitznahme eines möglichst großen Gebietes Louisianas und zur Sicherung des Verkehrs auf dem Mississippi. Der konföderierte Befehlshaber im westlichen Louisiana führte Gefechte zur Entlastung der Besatzung von Port Hudson während und im Anschluss an die Belagerung durch die Union. Banks rückte im Herbst im westlichen Texas vor, um Frankreich auf Risiken seines Mexikoabenteuers aufmerksam zu machen. Brownsville, Corpus Christi und Indianola fielen in die Hand der Union. Generalmajor Taylor versuchte Banks zu stören. Das gelang ihm trotz eines Sieges nicht nachhaltig, allerdings gaben die Nordstaaten im Frühjahr 1864 einen Großteil ihrer Eroberungen an der texanischen Küste wieder auf.
Wegen der großen Schlachten des Sommers auf den anderen Kriegsschauplätzen wurde Trans-Mississippi zum Nebenkriegsschauplatz. Die Kämpfe verlagerten sich aus Missouri und Arkansas ins Indianerterritorium und ins Utah-Territorium. Der Bruderkrieg der „Missourians“ fand vor Vicksburg statt – dort standen sich 17 konföderierte und 22 Unionsregimenter aus Missouri gegenüber. Im Gefecht von Honey Springs, Indianerterritorium trafen im Juli zum ersten Mal schwarze Unionssoldaten auf konföderierte Indianer.
Dem Süden gelang im Januar die Zurückeroberung der Hafenstadt Galveston, Texas, die aber weiterhin von der US-Marine blockiert wurde. Galveston blieb bis Kriegsende in konföderierter Hand. Im Dakota-Territorium wurden bei einer Strafexpedition mehr als 3.000 Sioux getötet, verwundet oder gefangen.
An den Operationen westlich des Mississippi waren weniger Soldaten als auf anderen Kriegsschauplätzen beteiligt. Die Gefechte waren trotzdem genauso intensiv und der prozentuale Anteil der Verluste gleich hoch wie auf den ostwärts gelegenen Kriegsschauplätzen.
Auf dem Kriegsschauplatz Pazifikküste gab es zu Beginn des Jahres eine Expedition der Unionstruppen gegen Schoschonen. Die Indianer hatten am Ende des vorangegangenen Jahres mehrere Raids gegen Einrichtungen der Weißen durchgeführt. Im Januar führte das US-Heer einen Bestrafungsfeldzug nach Idaho durch. Die Unionssoldaten töteten im Gefecht am Bear River 384 indianische Krieger, Frauen und Kinder, weshalb der Vorfall auch als Boa Ogoi Massaker bezeichnet wird.

#### Westlicher Kriegsschauplatz

Befehlshaber der Union und der Konföderation
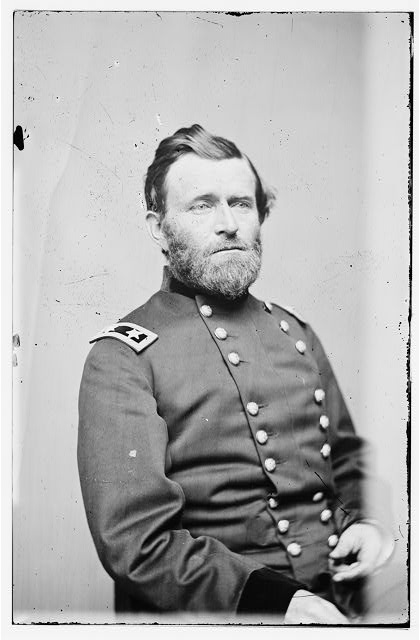
Generalmajor Ulysses S. Grant, USA
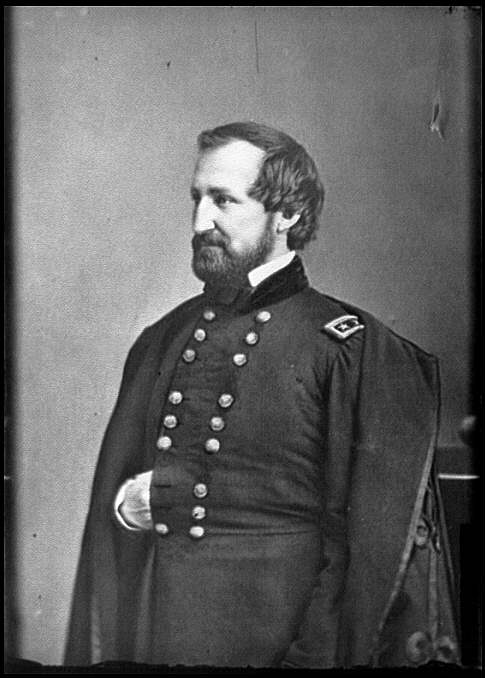
Generalmajor William S. Rosecrans, USA
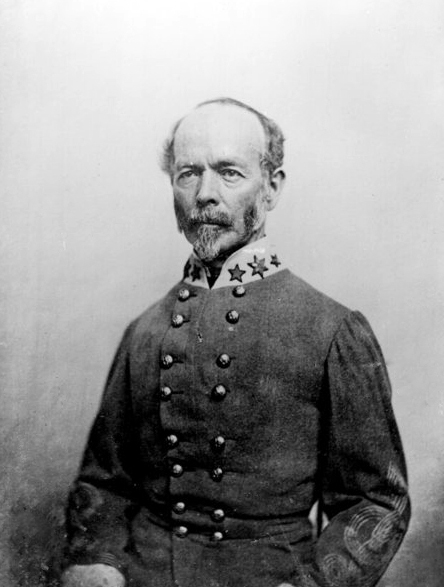
General Joseph E. Johnston, CSA
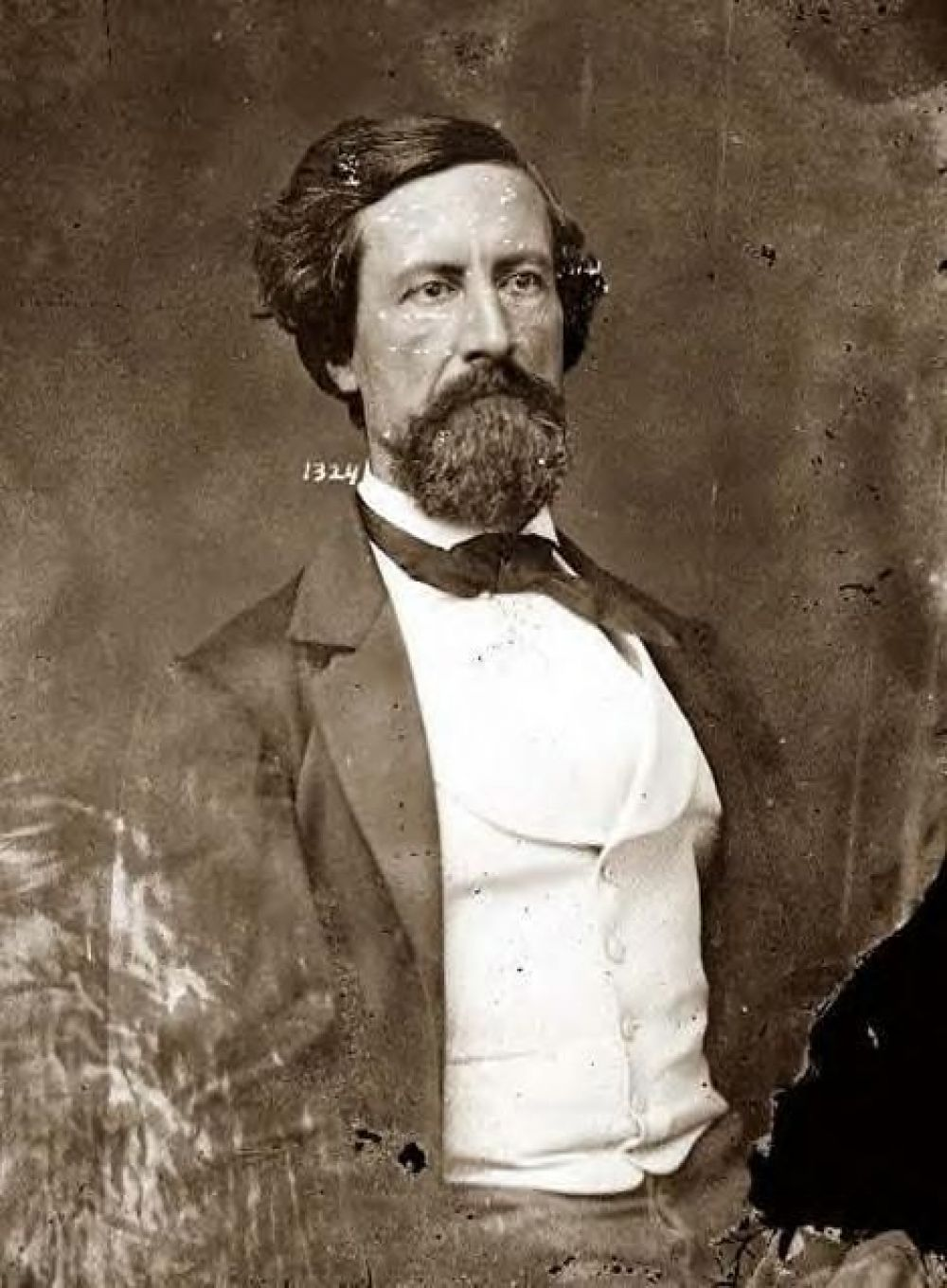
Generalleutnant John C. Pemberton, CSA

| 1. Vicksburg-Feldzug |
| --- |
| Arkansas Post |
| 2. Vicksburg-Feldzug |
| Grand Gulf – Snyders Bluff – Port Gibson – Raymond – Jackson – Champion Hill – Big Black River Bridge – Millikens Bend – Goodrichs Landing – Helena – Vicksburg |
| Belagerung von Port Hudson |
| Plains Store – Port Hudson |
| Operationen im mittleren Tennessee und Tullahoma-Feldzug |
| Dover – Thompsons Station – Vaughts Hill – Brentwood – Franklin – Hoovers Gap                                                                                   |
| Chickamauga-Feldzug |
| Chattanooga II – Davis’ Cross Roads – Chickamauga |
| Öffnung des Tennessees westlich Chattanooga |
| Wauhatchie |
| Chattanooga-Ringgold-Feldzug |
| Chattanooga III – Ringgold Gap |
| Ost-Tennessee-Feldzug |
| Blountsville – Blue Springs |
| Longstreets Knoxville-Feldzug |
| Campbells Station – Fort Sanders – Beans Station |
| Morgans Raid nach Kentucky, Indiana und Ohio |
| Tebbs Bend – Lebanon – Corydon – Buffington Island – Salineville                                                                                                |
| Streights Raid durch Alabama und Georgia |
| Days Gap |
| Operationen gegen die Memphis & Charleston Eisenbahn |
| Collierville blau: Sieg der Union rot: Sieg der Konföderation                                                                                                   |

Die Union verlegte ihren Schwerpunkt im 1. Halbjahr auf die Öffnung des Mississippi für den Warenverkehr. Vicksburg, Mississippi war das wichtigste Bollwerk der Konföderation, um zum einen die Union an der Nutzung des Mississippi zu hindern und zum anderen eine Landverbindung zu den westlichen Staaten offen zu halten. Vicksburg liegt auf dem Ostufer des Mississippi auf einer ca. 50 m über das Land ragenden Klippe. Von hier aus konnte sowohl der Schiffsverkehr auf dem Mississippi unterbunden als auch Angriffe aus Osten aus überhöhten Stellungen abgewehrt werden.
Generalmajor Grant versuchte mit der ihm eigenen Hartnäckigkeit immer wieder, Vicksburg auszuschalten. Am 29. März begann er mit der Tennessee-Armee den Zweiten Vicksburg-Feldzug mit dem Marsch durch Louisiana nach Süden an Vicksburg vorbei. Einen Monat später überquerte er den Mississippi nach Osten und griff nach einer Reihe von Schlachten und Gefechten die Hauptstadt Mississippis, Jackson, an und brannte sie teilweise nieder. Danach drehte er mit seiner Armee nach Westen und griff Vicksburg an. Grant scheiterte zweimal an den starken Befestigungen und der guten Ausnutzung des Geländes durch die Konföderierten. Da weitere Angriffe wenig Aussicht auf Erfolg mit sich brachten, entschloss sich Grant, die Stadt zu belagern. Die Belagerung der Stadt endete mit der Kapitulation der konföderierten Mississippi-Armee am 4. Juli 1863.
Der Oberbefehlshaber der Südstaaten in Vicksburg war Generalleutnant Pemberton. Er unterstand General Johnston. Pemberton griff Grant im März nicht auf dem Westufer des Mississippi an, weil er dessen Verhalten als Abbruch der Operationen gegen Vicksburg ansah. Johnston befahl Pemberton, nachdem Grant den Mississippi überquert hatte, den Schwächemoment der Invasoren auszunutzen und Grant anzugreifen. Diesen Befehl ignorierte Pemberton und stellte sich mit namhaften Kräften erst am 16. Mai Grant entgegen.
Johnston hatte, als die Bedrohung Vicksburgs akut wurde, Präsident Davis gemeldet, die Konföderation könne entweder Tennessee oder Mississippi halten. Für beides seien die Kräfte im Westen zu schwach. Diese politische Frage könne ein Soldat nicht entscheiden. Davis verfiel wieder in den alten Fehler der Konföderierten, alles halten zu wollen und traf keine Entscheidung. Er befahl Johnston mit seinen 5000 Mann stattdessen, Vicksburg zu entsetzen. Dazu kam es nicht, weil Johnston vor dem mehr als sechsfach überlegenen Grant bei Jackson ausweichen musste und Pemberton Befehle zum gemeinsamen Angriff auf Grants Armee ignorierte.
Generalmajor Banks griff von New Orleans aus ab Mai nach Norden über Baton Rouge Port Hudson, Louisiana an, nach Vicksburg die letzte Bastion der Südstaaten am Mississippi an. Dadurch sollte Grant vor Vicksburg entlastet werden. Banks eroberte die Stadt nach dem Fall von Vicksburg.
Im mittleren Tennessee standen sich nach der Schlacht am Stones River die Cumberland-Armee Generalmajor William Rosecrans’ und die konföderierte Tennessee-Armee Braggs nahezu tatenlos bis Mitte Juni gegenüber. Als Rosecrans mit dem Anmarsch begann, wich Bragg mit der Tennessee-Armee nach Chattanooga aus und gab dieses nach einem weiteren Umfassungsmanöver Rosecrans’ im September auf. Die Konföderierten reagierten auf die Gebietsverluste in Tennessee mit einer strategischen Konzentration und verstärkten Braggs Armee mit Truppen aus anderen Landesteilen, insbesondere mit einem Korps der Nord-Virginia-Armee unter General Longstreet. Solcherart verstärkt griff Bragg Rosecrans im September in der Schlacht am Chickamauga an. Longstreet führte am zweiten Kampftag den entscheidenden Angriff durch, der zum Ausweichen der nordstaatlichen Cumberland-Armee führte. Bragg verfolgte die geschlagene Armee nicht und begann stattdessen, Chattanooga zu belagern. Die Niederlage der Nordstaaten führte zu erheblichen Personalveränderungen: Generalmajor George Henry Thomas ersetzte Rosecrans, Grant wurde am 17. Oktober Oberbefehlshaber des neugeschaffenen Territorialkommandos Mississippi, das den gesamten westlichen Kriegsschauplatz abdeckte. Auch die Nordstaaten verstärkten den Kriegsschauplatz in Tennessee mit Truppen aus dem Osten: Generalmajor Hooker kam mit dem XI. und XII. Korps der Potomac-Armee zu neuer Reputation. Grant nutzte Hookers Truppen und weitere Verstärkungen für einen konzertierten Angriff auf Braggs Tennessee-Armee bei Chattanooga Ende November. Die Unionstruppen eroberten die Höhenzüge südlich des Tennessees und zwangen Bragg zum Ausweichen nach Süden. Bragg gab sein Kommando zurück und wurde durch General Joseph E. Johnston ersetzt.
Im östlichen Tennessee stieß die Ohio-Armee Generalmajor Ambrose Burnsides aus Kentucky vor. Burnside gelang es, Knoxville zu nehmen und gegen Gegenangriffe der Konföderierten zu halten.
Das Konzept der Raids in das gegnerische Hinterland wurde von beiden Kriegsparteien angewandt. Die Konföderierten führten im Laufe des Jahres vier große Raids durch:
Generalmajor Earl Van Dorn störte zu Beginn des Jahres Generalmajor Shermans Angriffsbemühungen links des Mississippi gegen Vicksburg.
Brigadegeneral Bedford Forrest führte im Februar einen Raid nach Ft. Donelson durch, besetzte es und verlor es wieder. Im April wehrte er den Raid der Union im nördlichen Georgia ab.
Brigadegeneral Morgan gelangte durch Kentucky bis nach Indiana und Ohio, wo er gefangen genommen wurde. Morgan verursachte einen Schaden von ca. 1.000.000 Dollar, seine Brigade wurde jedoch komplett aufgerieben.
Brigadegeneral James R. Chalmer beabsichtigte, General Shermans Verbindungslinien während dessen Vormarsch nach Chattanooga zu unterbrechen.
Die Union führte zwei große Raids durch:
Oberst Streight beabsichtigte, die Verbindungslinien Braggs im nördlichen Alabama und Georgia zu unterbrechen. Er wurde von Forrest gestellt.
Oberst Benjamin Grierson führte einen Raid bis nach Baton Rouge durch, um von Grants Vicksburg-Feldzug abzulenken.
Die Union hatte auf dem Kriegsschauplatz alle ihre Ziele erreicht. Vicksburg und Port Hudson waren gefallen und der Mississippi für den Verkehr nutzbar. Die Konföderation war geteilt. Ganz Tennessee war unter Kontrolle der Nordstaaten.

#### Östlicher Kriegsschauplatz

Befehlshaber der Union und der Konföderation
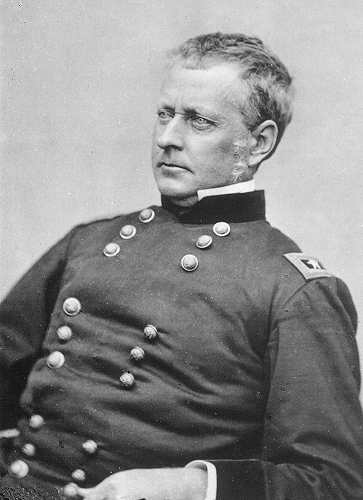
Generalmajor Joseph Hooker, USA
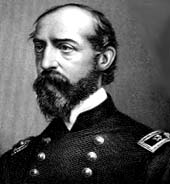
Generalmajor George Gordon Meade, USA
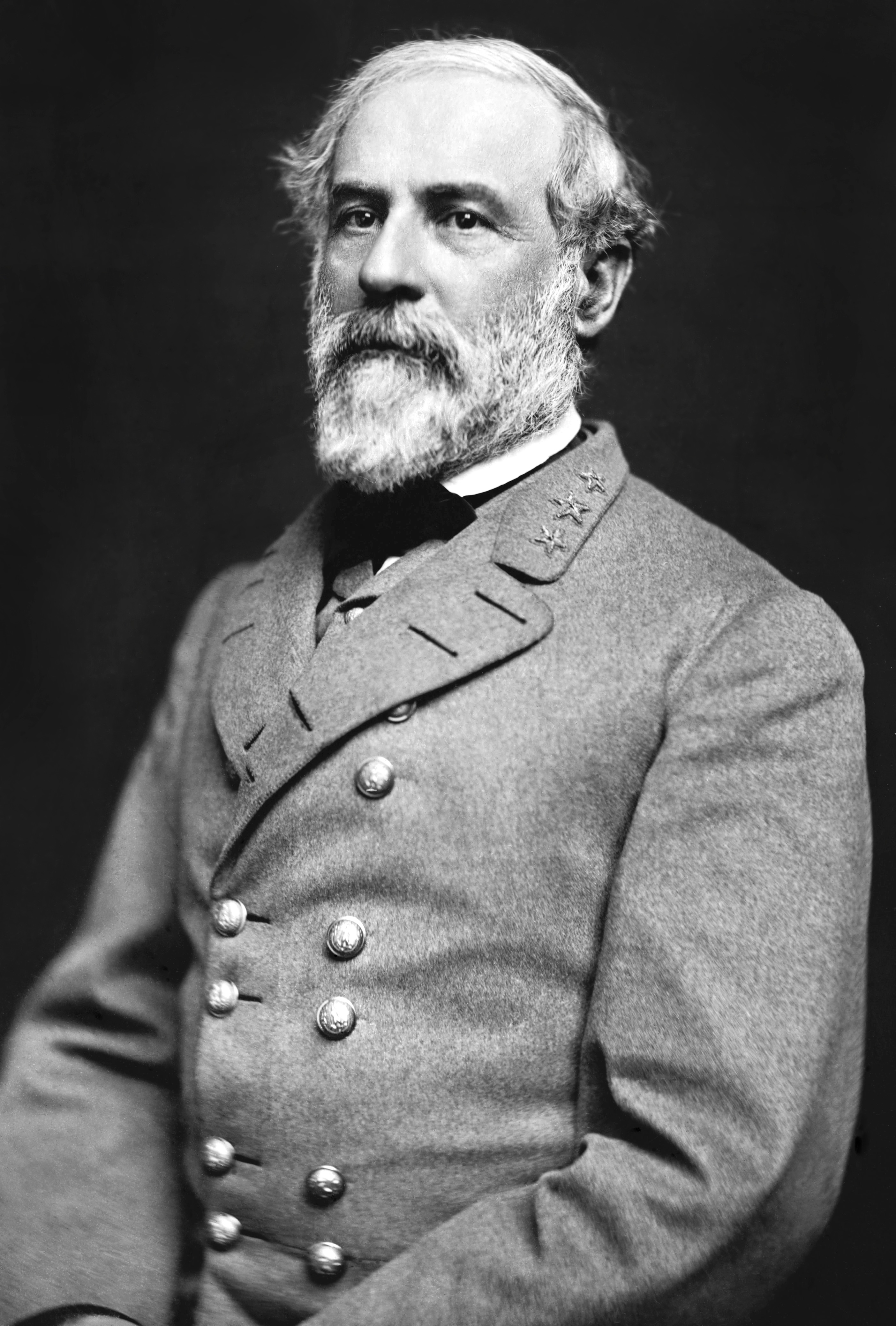
General Robert E. Lee, CSA
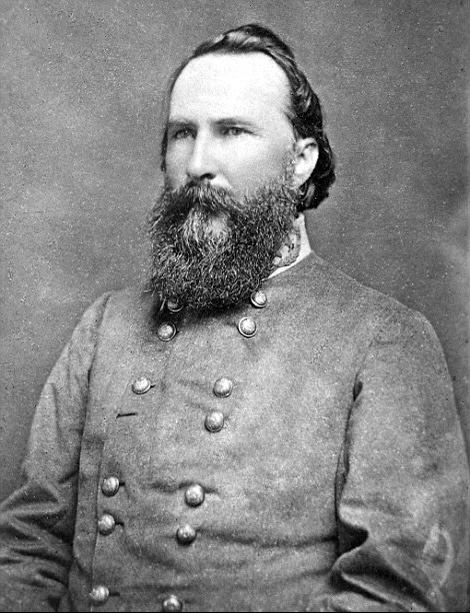
Generalleutnant James Longstreet, CSA

| Fredericksburg-Feldzug |
| --- |
| Mud March |
| Operationen der Kavallerie am Rappahannock                                                                                        |
| Kellys Ford |
| Chancellorsville-Feldzug |
| Chancellorsville – Fredericksburg II – Salem Church                                                                               |
| Gettysburg-Feldzug |
| Brandy Station – Winchester II – Aldie – Middleburg – Upperville – Hanover – Gettysburg – Williamsport – Boonsboro – Manassas Gap |
| Bristoe-Feldzug |
| Auburn I – Auburn II – Bristoe Station – Buckland Mills – Rappahannock Station II                                                 |
| Mine Run-Feldzug |
| Mine Run |
| Longstreets Operationen im Tidewater                                                                                              |
| Fort Anderson – Washington – Norfleet House/Suffolk – Hills Point/Suffolk                                                         |
| Averells Raid gegen die Virginia & Tennessee Eisenbahn                                                                            |
| Droop Mountain blau: Sieg der Union rot: Sieg der Konföderation                                                                   |

Präsident Lincoln lehnte nach der katastrophalen Niederlage von Fredericksburg ein Rücktrittsgesuch Generalmajor Burnsides ab. Burnside beabsichtigte, während einer Schönwetterperiode im Januar die Nord-Virginia-Armee rechts zu umgehen, in deren linker Flanke anzugreifen und den Weg nach Richmond freizukämpfen. Das Wetter schlug jedoch kurz nach Beginn des Marsches entlang des Rappahannock nach Westen auf nur einer Straße um – es regnete Tag und Nacht. Die Potomac-Armee versank im Schlamm. Burnside brach den Angriff ab und kehrte in die Ausgangsstellungen zurück. Generalmajor „Fighting Joe“ Hooker wurde sein Nachfolger.
Die Nord-Virginia-Armee kämpfte mit erheblichen Schwierigkeiten. Das Land war ausgelaugt und die Versorgung der Armee mit Lebensmitteln nur eingeschränkt möglich. General Lee schickte seine Kavallerie und die Artilleriepferde in weit entlegene Gegenden Virginias, um sie über den Winter zu bringen. Die Abstellung Generalleutnant Longstreets mit zwei Divisionen in den Süden Virginias nahm er gerne hin.
Hooker bestand gegenüber Lincoln im Frühjahr auf einen Paradigmenwechsel in der Operationsführung. Ziel jedes Feldzuges sollte die gegnerische Armee und nicht die gegnerische Hauptstadt sein. Hooker hatte bis Anfang Mai die Potomac-Armee wieder auf einen hohen Einsatzstand gebracht. Er löste die von Burnside geschaffenen „Grand Divisions“ wieder auf, führte Korps ein und stellte ein selbstständiges Kavalleriekorps auf. Die Potomac-Armee griff Ende April weit nach Westen ausholend die rechte Flanke der Nord-Virginia-Armee an. Lee stellte sich der angreifenden Potomac-Armee beim Gehöft Chancellorsville. Mit Jacksons Korps umging er nahezu unbemerkt Hookers Armee im Süden und griff seinerseits die Potomac-Armee in deren Rücken an. Hooker gelang es wegen mangelhafter Koordination mit seiner nahezu doppelt so starken Armee nicht, die Südstaatler abzuwehren. Die Potomac-Armee musste geschlagen auf das Nordufer des Rappahannock ausweichen. Die Konföderierten verloren während der Schlacht einen ihrer fähigsten Truppenführer; Generalleutnant Thomas J. Jackson wurde durch eigenes Feuer tödlich verletzt.
Lee plante nach seinem größten Sieg eine Invasion des Nordens. Er gliederte die Nord-Virginia-Armee von zwei auf drei Korps um und marschierte ab Juni im Schutz der Blue Ridge Mountains durch das Shenandoah-Tal und das Cumberland-Tal nach Pennsylvania. Das Kavalleriekorps der Potomac-Armee unter Generalmajor Pleasonton und die Kavalleriedivision der Nord-Virginia-Armee unter Generalmajor J.E.B. Stuart trafen bei Brandy Station in der größten Kavallerieschlacht des Bürgerkrieges aufeinander. Hooker musste sein Kommando am 28. Juni an Generalmajor George G. Meade abgeben. Die Potomac-Armee und die Nord-Virginia-Armee trafen am 1. Juli bei Gettysburg aufeinander. Lee verließ das Schlachtfeld nach drei Tagen als Verlierer.
General Lee konnte wegen zögernder Verfolgung durch Meade die Nord-Virginia-Armee nach Virginia zurückführen und reorganisieren. Die beiden Armeen standen sich im August wieder am Rappahannock gegenüber. In den nächsten beiden Monaten kam es zu zahlreichen Geplänkeln und Vorstößen in das jeweilige gegnerische Gebiet. Keine Seite errang Vorteile. Generalmajor Meade beabsichtigte im November, noch vor dem Wintereinbruch die Nord-Virginia-Armee anzugreifen und im Mine-Run-Feldzug vom Rappahannock zu vertreiben. Der Angriff misslang, beide Armeen überwinterten auf beiden Seiten des Flusses.
Generalleutnant Longstreet wurde am 25. Februar zum Befehlshaber des Wehrbereichs Virginia und North Carolina ernannt und begann unverzüglich mit den Operationen im Grenzgebiet Virginias mit North Carolina. Es gelang ihm, mehr als 20.000 Nordstaatler und Schiffe der Marine zu binden, bis er Anfang Mai auf Betreiben General Lees zur Nord-Virginia-Armee zurückbeordert wurde.
Auch auf diesem Kriegsschauplatz kam es zu Raids auf beiden Seiten. Berühmt ist auf konföderierter Seite Oberst John S. Mosby, der ganzjährig mit dem 43. Bataillon des 1. Virginia Kavallerieregiments, den Partisan Rangers, die rückwärtigen Verbindungslinien der Union immer wieder unterbrach.

#### Seekrieg
| Operationen gegen Charlestons Verteidigungsanlagen                                                                   |
| --- |
| Charleston Harbor – Fort Wagner – Grimballs Landing – Fort Wagner/Morris Island – Fort Sumter II – Charleston Harbor |
| Angriffe der Marine auf Fort McAllister                                                                              |
| Fort McAllister I |
| Blockade der texanischen Küste                                                                                       |
| Sabine Pass II |
| Expedition zum Hillsboro River                                                                                       |
| Fort Brooke blau: Sieg der Union rot: Sieg der Konföderation                                                         |

1863 war Charleston, South Carolina der am meisten umkämpfte Hafen im Süden. Im Januar unternahmen die Südstaaten einen Angriff auf die Blockadeflotte, im April schlugen sie einen Angriff durch Panzerschiffe der Union zurück. Im Juli nahm die US-Marine an den Gefechten um Fort Wagner und Morris Island teil. Dabei bewiesen afroamerikanische Verbände ihre hohe Moral und Kampfkraft.
Die Unionsflotte suchte im Frühjahr nach Möglichkeiten, ihre Panzerschiffe zu testen. Dazu boten sich kleine Stützpunkte der Konföderierten an, die wenig Gegenwehr und minimale eigene Schäden erwarten ließen.
Die Konföderierten experimentierten weiter mit neuen Waffen. Ein Versuchs-Unterseeboot, die H. L. Hunley, sank jedoch zweimal im Hafen von Charleston.

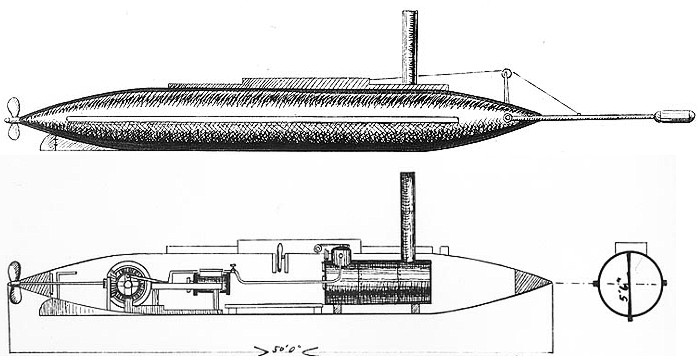
Die CSS David mit ihrem Spierentorpedo

Eine weitere neu entwickelte Waffe der Konföderierten war die David. Das mit einem Spierentorpedo ausgerüstete Boot attackierte im Oktober das US-Panzerschiff New Ironsides in den Gewässern vor Charleston und beschädigte es schwer.
In Texas wehrten die Konföderierten eine Expedition der US-Marine auf Sabine Pass ab. Der Union gelang in Florida die Zerstörung einiger Frachtschiffe der Konföderation.
Auf dem offenen Meer verbreiteten unterdessen die Kaperkreuzer der CS-Marine, vor allem die Alabama und die Florida, Angst und Schrecken unter den Schiffen der US-Handelsmarine. Die beiden in England gebauten Schiffe nahmen in ihrer Dienstzeit insgesamt 97 Prisen.

### 1864

#### Strategische und politische Entwicklung
Das wichtigste Ereignis in den Nordstaaten sollte die Präsidentschaftswahl im Herbst werden. Die Union hatte die großen Siege des vorangegangenen Jahres nicht konsequent ausgenutzt, auf allen Kriegsschauplätzen standen sich die verfeindeten Armeen in den erreichten Stellungen des Vorjahres gegenüber. Die Kriegsmüdigkeit im Norden wuchs wegen der Einschränkungen in der Versorgung der Zivilbevölkerung und der erneuten Einberufung von Wehrpflichtigen sowie der immer größer werdenden Verluste des Heeres. Im Frühjahr stand die Entlassung der Dreijährig-Freiwilligen an, die in ihren letzten Dienstmonaten nicht mehr zu größtem Heldentum anzustacheln waren. Zur Deckung der Verluste wurden weitere 500.000 Wehrpflichtige einberufen.
Die Lage der Konföderation war Anfang 1864 erheblich schlechter als noch ein Jahr zuvor. Im Westen hatte die verheerende Niederlage bei Chattanooga dem Norden den Weg in den „tiefen Süden“ geöffnet. Der Krieg hier musste als verloren angesehen werden, im Osten war nach der Niederlage bei Gettysburg ein mühevolles Unentschieden erreicht worden. Eine Aussicht auf Besserung war für die konföderierten Truppen nicht in Sicht. Die Blockade durch die US-Marine schränkte die Kriegsgüter produzierende Industrie immer weiter ein, und die Besetzung Tennessees, Louisianas und Mississippis führten zur Unterversorgung mit Lebensmitteln und zum Hunger der Bevölkerung. Außenpolitisch war die Konföderation isoliert. Nur wenige Länder erlaubten Südstaatenschiffen das Einlaufen; die Hoffnung auf eine Anerkennung der Konföderation durch die europäischen Großmächte hatte sich nicht erfüllt.
Die letzte verbliebene Hoffnung richtete sich auf eine mögliche Niederlage Lincolns in den US-Präsidentschaftswahlen und ein danach folgender möglicher Verhandlungsfrieden mit seinem Nachfolger. Die Armeen des Südens mussten deshalb soviel Widerstand wie möglich leisten und den vorrückenden Unionstruppen hohe Verluste zufügen, um die Moral im Norden zu erschüttern und Lincoln politisch zu schwächen. Die Regierung der Konföderation verschärfte daher im Februar das Wehrgesetz und erlaubte die Einberufung aller Männer zwischen 17 und 50 Jahren. Diejenigen Soldaten, deren Dienstzeit eigentlich abgelaufen war, wurden zum weiteren Wehrdienst verpflichtet. Braxton Bragg wurde im Westen als Oberbefehlshaber der Tennessee-Armee durch den als Meister der Defensive angesehenen General Joseph E. Johnston ersetzt. Brigadegeneral John H. Morgans Ausbruch aus dem Gefängnis in Ohio wurde frenetisch gefeiert. Die Armeen der Konföderation litten allerdings unter erheblichem Pferdemangel.
Präsident Lincoln benötigte zur Wiederwahl Erfolge. Der erfolgreichste General der Nordstaaten im letzten Jahr war Ulysses S. Grant, der im Westen siegreich gekämpft hatte. Lincoln berief ihn daher mit Einverständnis des Kongresses im März 1864 zum Oberbefehlshaber des Unionsheeres und ernannte ihn zum Generalleutnant. Grant bezog sein Hauptquartier „im Felde“ bei der Potomac-Armee und ordnete zeitgleiche Angriffe auf allen Kriegsschauplätzen an. Eines der erklärten Ziele Grants war es, die Südstaatler abzunutzen. Seine Überlegung war so einfach wie unmenschlich – der Norden würde hohe Verluste ausgleichen können, der Süden hingegen nicht –, was Grant den Namen „der Schlächter“ einbrachte.
Im Westen brach General William T. Sherman zum Atlanta-Feldzug, im Osten General George G. Meade zum Überland-Feldzug mit jeweils 100.000 Mann auf. Im Westen drang Sherman gegen den ständig kämpfend ausweichenden Johnston auf Atlanta vor, im Osten gelang es General Lee, jede Bewegung der Potomac-Armee vorherzusehen und sich erfolgreich vorzulegen. Die enormen Verluste der Union zwangen die Führung dazu, bereits vor der Schlacht von Cold Harbor nicht kriegserprobte Truppen aus allen Teilen des Landes in den verschiedenen Schlachten einzusetzen. Meade gelang nach der Schlacht von Cold Harbor eine taktische Überraschung Lees. Die Potomac-Armee umging die Nord-Virginia-Armee und bedrohte die letzten Verbindungslinien Richmonds bei Petersburg. Lee reagierte noch rechtzeitig und der Krieg im Osten erstarrte in der Belagerung von Petersburg. Die riesigen Verluste lieferten den Befürwortern eines Verhandlungsfriedens neue Argumente im bevorstehenden Wahlkampf. Sherman gelang die Einnahme von Atlanta und damit die siegreiche Beendigung seines Feldzugs.
Der Fall Atlantas war der dringend benötigte Erfolg für die Wiederwahl Lincolns. Atlanta war ein bedeutender Handels- und Wirtschaftsplatz und ein wichtiger Verkehrsknotenpunkt. Johnstons Defensivstrategie war gegen Sherman erfolgreich, nur führte sie zu keiner Entscheidungsschlacht und war mit ständigen Gebietsverlusten verbunden. Präsident Davis ersetzte Johnston daher durch den als „aggressiv“ geltenden General John B. Hood. Diese Personalie verhinderte den Fall Atlantas nicht. Sherman begann im Herbst den Marsch zum Atlantik. Auf seinem Weg zum Meer ließ er einen bis zu 60 Meilen breiten Streifen der Verwüstung zurück – Ortschaften, Bauernhöfe und Plantagen wurden geplündert, Industrieanlagen und Eisenbahnanlagen zerstört. Sherman marschierte im Dezember in Savannah, Georgia ein. Lee schickte zur Entlastung der Nord-Virginia-Armee das Korps Generalleutnant Jubal Earlys durch das Shenandoah-Tal in Richtung Washington. Das Ziel wurde nicht erreicht und auf der Verfolgung Earlys zerstörte Generalmajor Sheridan systematisch das Shenandoah-Tal.
Die Demokraten kürten im Sommer George B. McClellan zum Präsidentschaftskandidaten. McClellan beabsichtigte zwar nicht, den Krieg sofort zu beenden, bestand aber nicht auf einem Sieg über die Konföderation, sondern wollte einen Verhandlungsfrieden erreichen. Bei der Wahl im November siegte der Amtsinhaber Lincoln mit 55 % der abgegebenen Stimmen. Nur drei Staaten – Kentucky, New Jersey und Delaware – stimmten nicht für Lincoln. Vizepräsident wurde mit dem Demokraten Andrew Johnson der einzige der Union während der Sezession 1861 treugebliebene Südstaatensenator und spätere Militärgouverneur von Tennessee.
Das Kriegsjahr 1864 warf seine Schatten auf Ereignisse des 20. Jahrhunderts voraus. Der bisher nie in dieser Intensität vorgekommene Grabenkrieg begann in Cold Harbor und fand seine Fortsetzung während der Belagerung von Petersburg und in den Kämpfen um Atlanta. Minenangriffe gegen die gegnerischen Stellungen wurden durchgeführt. Neue Waffen wie z. B. Mörser feuerten Tag und Nacht in die gegnerischen Stellungen und führten zu weiteren Verbesserungen im Stellungsbau. Die Zerstörungen während des zweiten Shenandoah-Feldzuges und Shermans Marsch zum Meer wurden zur militärischen Taktik. Durch „verbrannte Erde“ sollte nicht nur die gegnerische Armee geschwächt werden, sondern besonders der Widerstandswille der Bevölkerung gebrochen werden. Im Gegensatz zu späteren Aktionen der „verbrannten Erde“ kam es während dieser beiden Feldzüge jedoch nur in Ausnahmefällen zu persönlichen Übergriffen gegen die Zivilbevölkerung. Der Begriff „Abnutzungskrieg“ tauchte zum ersten Mal in der Geschichte auf.

#### Kriegsschauplatz Trans-Mississippi

Befehlshaber der Union und der Konföderation
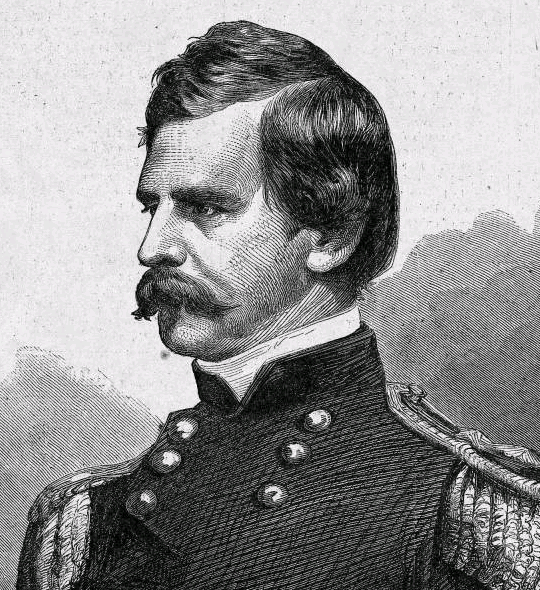
Generalmajor Nathaniel Prentiss Banks, USA
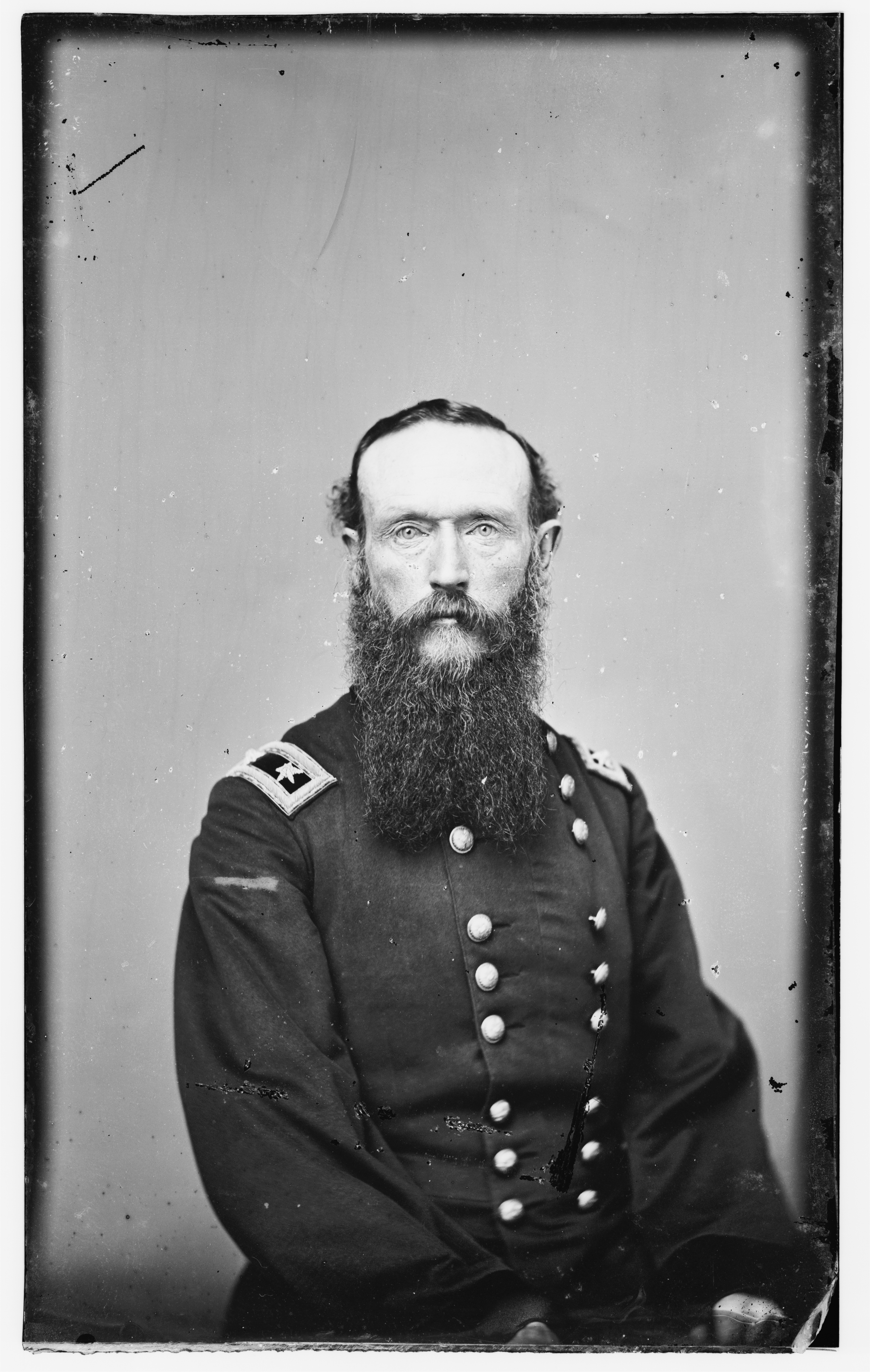
Generalmajor Frederick Steele, USA
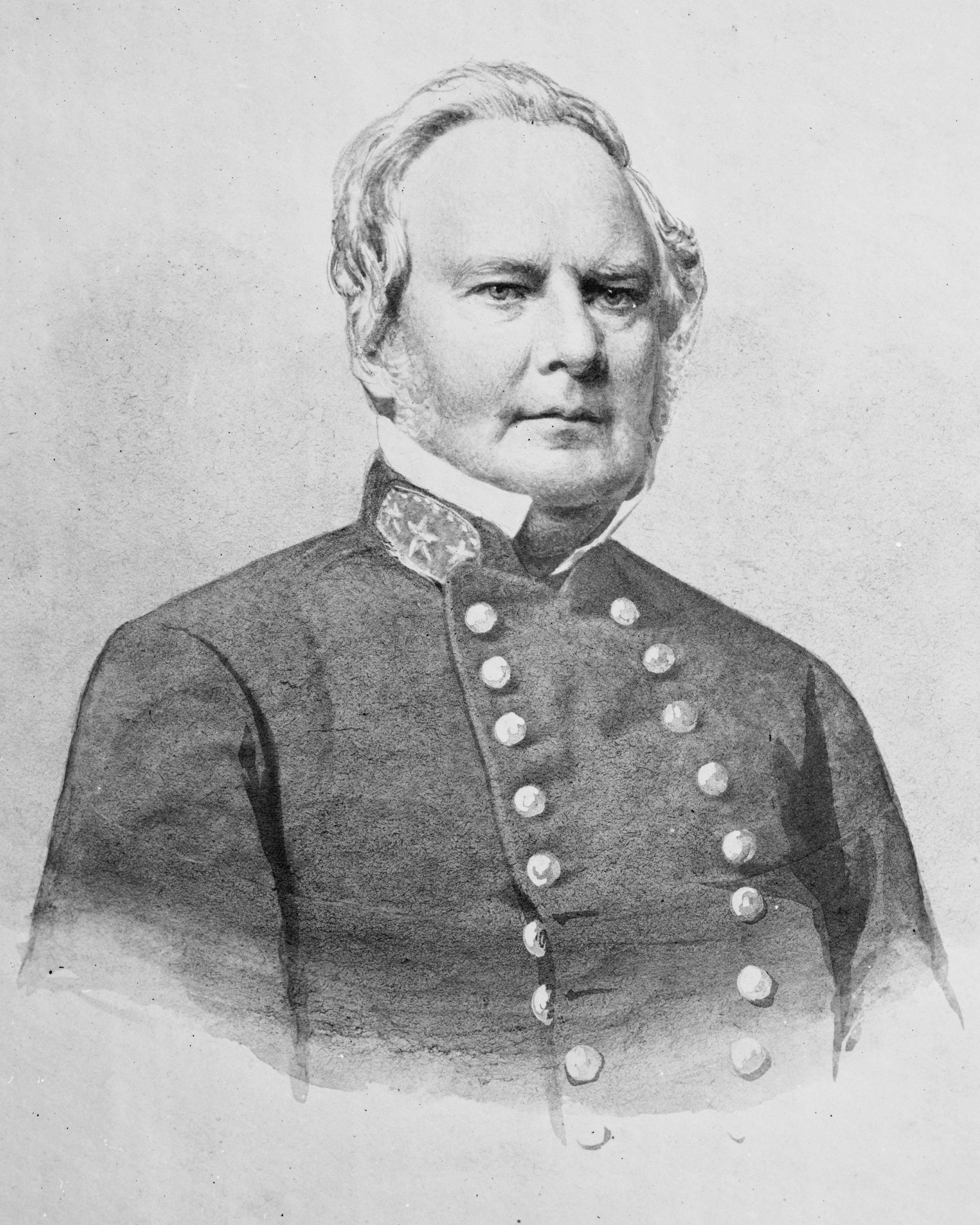
Generalmajor Sterling „Old Pap“ Price, CSA
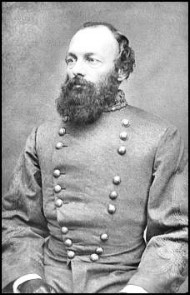
General Edmund Kirby Smith, CSA

Die beiden westlich des Mississippi liegenden Staaten Louisiana und Texas produzierten weiterhin Waren und führten sie über Mexiko nach Europa im Tausch gegen kriegswichtige Produkte aus. Die Union hatte bereits im Vorjahr erfolglos versucht, diese beiden Staaten zu besetzen oder zumindest den Handel zu unterbinden. In diesem Jahr fanden die letzten ebenfalls erfolglosen Versuche der Union statt.
| Red River-Feldzug |
| --- |
| Fort De Russy – Mansfield – Pleasant Hill – Blairs Landing – Monetts Ferry – Mansura – Yellow Bayou                                                          |
| Camden Expedition |
| Elkins Ferry – Prairie D’Ane – Poison Spring – Marks’ Mills – Jenkins’ Ferry                                                                                 |
| Price' Expedition nach Missouri |
| Fort Davidson – Glasgow – Lexington – Little Blue River – Independence – Byrams Ford – Westport – Marais des Cygnes – Marmiton River – Mine Creek – Newtonia |
| Expedition nach Lake Village |
| Old River Lake |
| Sullys Expedition gegen die Sioux im Dakota-Territorium |
| Killdeer Mountain |
| Sand Creek-Feldzug |
| Sand Creek (Massaker) blau: Sieg der Union rot: Sieg der Konföderation                                                                                       |

Generalleutnant E. Kirby Smith und Generalmajor Frederick Steele standen sich zu Beginn des Jahres am Arkansas gegenüber. Die Front blieb bis zum Frühjahr bis auf wenige Scharmützel ruhig. Generalmajor Banks beabsichtigte, im März Shreveport, Louisiana zu nehmen, das zu dieser Zeit Hauptstadt des konföderierten Louisianas und Hauptquartier E. Kirby Smiths war. Steele sollte Banks aus dem Norden zu Hilfe kommen. Beide Feldzüge waren schlecht aufeinander abgestimmt, Steele brach drei Wochen später als Banks auf und kam nur langsam voran. Banks führte eine amphibische Operation entlang des Red River durch. Konteradmiral David Dixon Porters Kanonenboote konnten wegen des niedrigen Wasserstandes Banks nur ungenügend unterstützen. Banks brach den Feldzug nach der Niederlage in der Schlacht bei Mansfield, Louisiana gegen Generalmajor Richard Taylor, einen Sohn des zwölften US-Präsidenten, ab. Smith schlug Ende April Steele, der mit dem VII. Korps nach Little Rock, Arkansas auswich. Beide Feldzüge waren gescheitert.
E. Kirby Smith und sein Untergebener Sterling Price beabsichtigte im Herbst, in Missouri einzumarschieren. Die Konföderierten hofften, die öffentliche Meinung in der Union durch die Besetzung Missouris gegen die Wiederwahl Lincolns aufzubringen, die Bevölkerung Missouris auf die Seite der Konföderation zu ziehen und die Union dazu zu zwingen, Truppen auf die Westseite des Flusses zu verlegen. Dazu sollte Generalmajor Sterling Price mit 12.000 Kavalleristen der neuaufgestellten Missouri-Armee St. Louis, Missouri nehmen und sich dort versorgen. Price sollte anschließend Jefferson City, die Hauptstadt Missouris, erobern und damit Missouri symbolisch in die Konföderation zurückzuholen. E. Kirby Smith beabsichtigte im Anschluss daran, mit der Missouri-Armee durch Kansas und das Indianerterritorium unter Beschlagnahme sämtlicher auf dem Weg vorgefundener Pferde, Maultiere und sonstigen militärisch nutzbaren Gutes nach Arkansas zurückzukehren.
Jeder dritte Soldat der Missouri-Armee war zu Beginn des Raids unbewaffnet. Price gegenüber standen die Unionswehrbereiche Missouri unter Generalmajor Rosecrans und Kansas unter Generalmajor Curtis. Rosecrans konzentrierte seine Truppen, sodass Price weder St. Louis noch Jefferson City einnehmen konnte. Er sandte außerdem eine Kavalleriedivision unter Generalmajor Alfred Pleasontons zu Prices Verfolgung. Ab Mitte Oktober stellte Curtis die Grenz-Armee auf, die den Weg der Missouri-Armee im Westen versperrte. Am 23. Oktober schlugen Curtis und Pleasonton Price in der Schlacht von Westport und verfolgten ihn dann bis nach Arkansas. Die Verluste betrugen ca. 6.000 Mann. Der Raid war die letzte große Kampfhandlung des Kriegsschauplatzes.
Scharmützel zwischen Guerillas und Milizen fanden in Missouri, Kansas und im nördlichen Arkansas das ganze Jahr über statt. Leutnant William „Bloody Bill“ Anderson, wie Oberst William C. Quantrill ein Freischärler, ermordete am 27. September nach der Plünderung und Brandschatzung der Ortschaft Centralia, Missouri 25 unbewaffnete Unionssoldaten und tötete am Abend 116 Soldaten des 39. Missouri-Infanterie-Regiments, das Anderson stellen sollte. An der „Anderson Massaker“ genannten Ermordung waren auch die später als Verbrecher gesuchten Frank und Jesse James beteiligt.
Brigadegeneral Alfred Sully führte im Sommer mit ca. 2.500 Soldaten eine erneute Strafexpedition gegen die Sioux im Dakota-Territorium durch. Der Widerstand der Indianer sollte endgültig gebrochen werden. Sully gelang wegen der überlegenen Waffentechnik, besonders der Artillerie, die ca. 5.000 Indianer in die Flucht zu schlagen und nach einer neun Meilen langen Verfolgung zu besiegen.

#### Westlicher Kriegsschauplatz

Befehlshaber der Union und der Konföderation
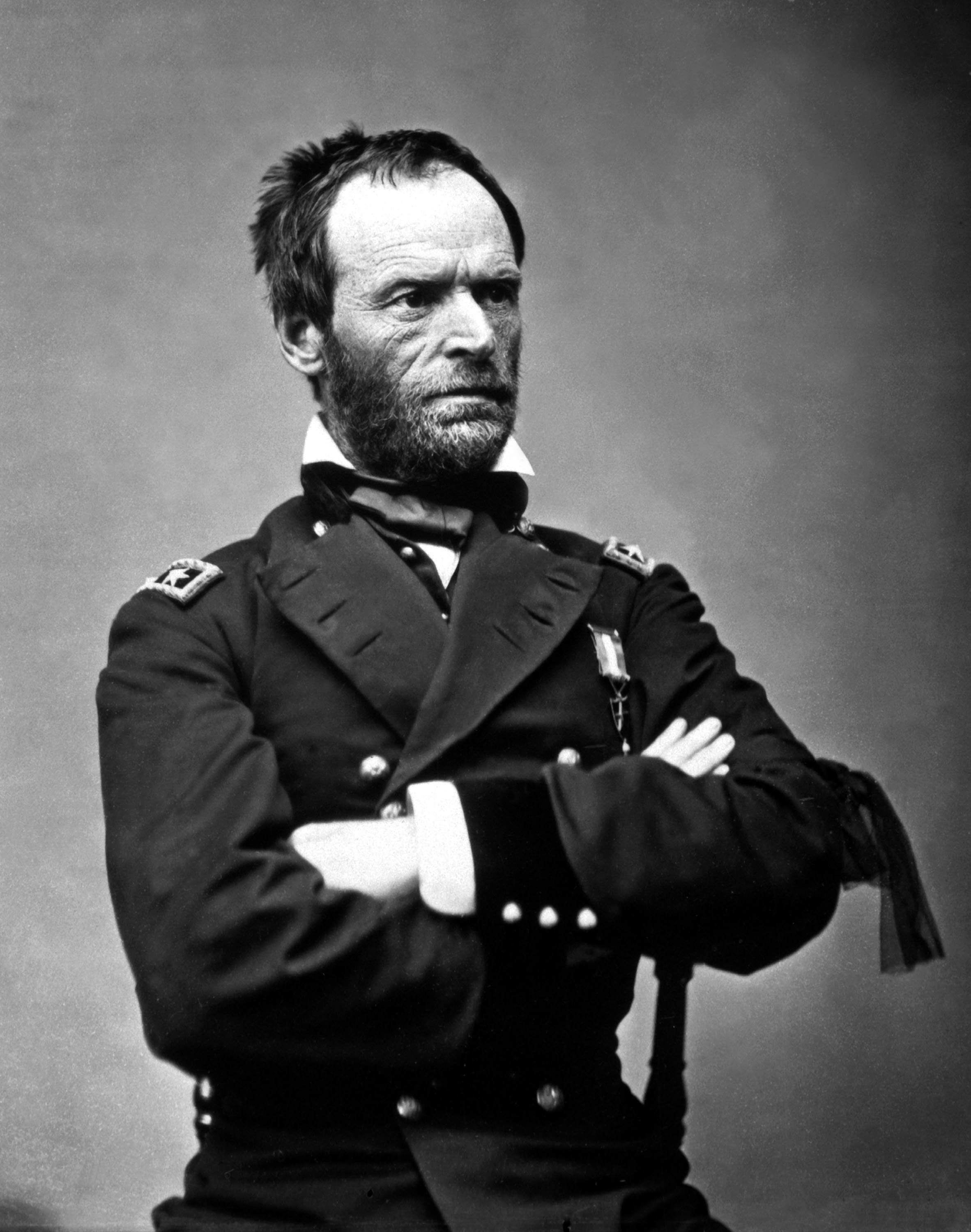
Generalmajor William Tecumseh Sherman, USA
Generalmajor George Henry Thomas, USA
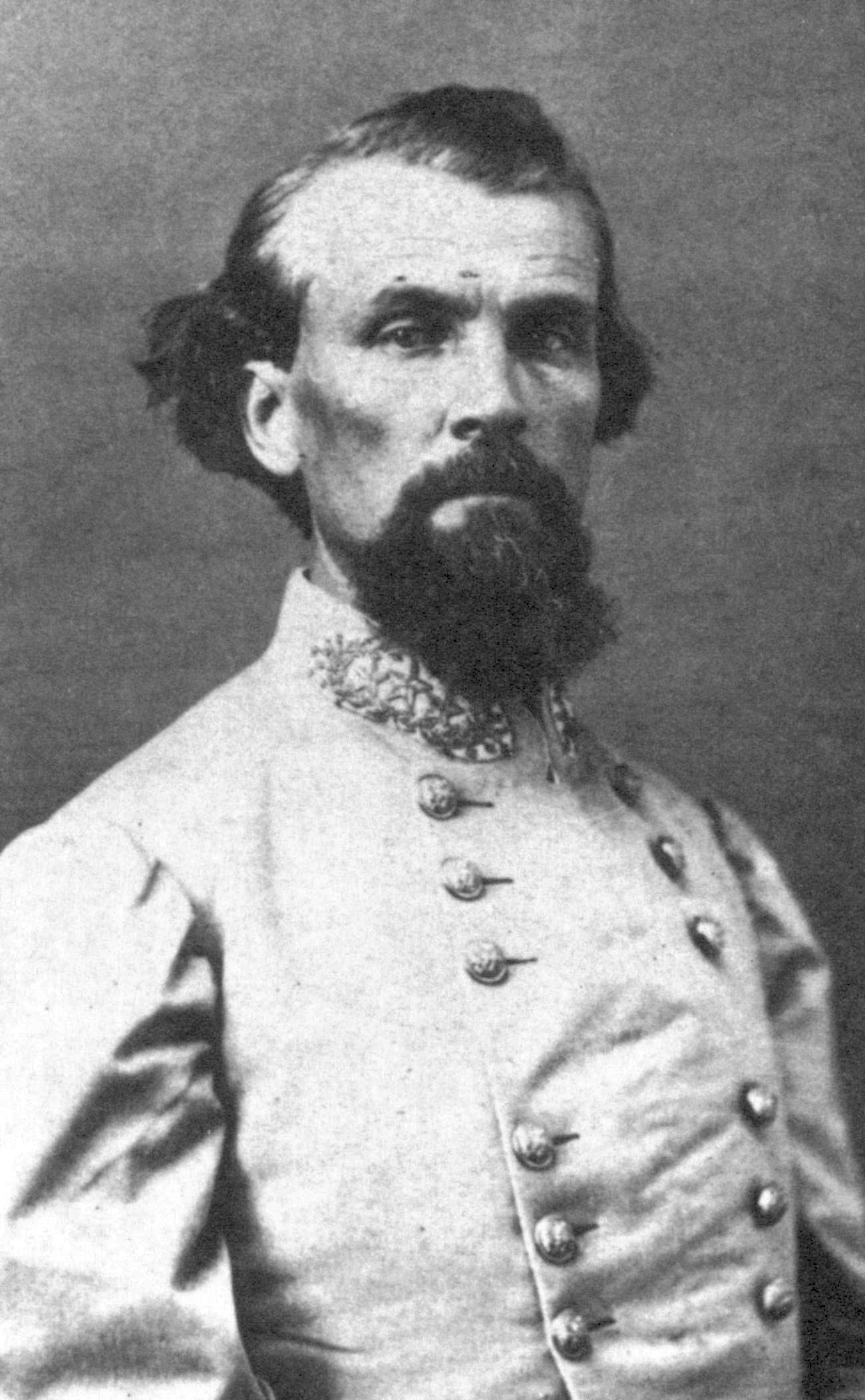
Generalmajor Nathan Bedford Forrest, CSA
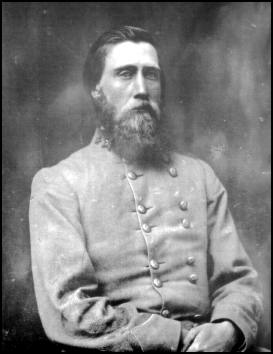
General John Bell Hood, CSA

| Operationen im nördlichen Alabama |
| --- |
| Athens |
| Expeditionen nach Meridian und auf dem Yazoo |
| Meridian – Okolona |
| Ablenkung bei Dalton |
| Dalton I |
| Atlanta-Feldzug |
| Rocky Face Ridge – Resaca – Adairsville – New Hope Church – Dallas – Picketts Mill – Marietta – Kolbs Farm – Kennesaw Mountain – Peachtree Creek – Atlanta – Ezra Church – Utoy Creek – Dalton II – Lovejoys Station – Jonesborough |
| Franklin-Nashville-Feldzug |
| Allatoona – Decatur – Johnsonville – Columbia – Franklin – Murfreesboro – Nashville |
| Savannah-Feldzug (Shermans Marsch zum Atlantik) |
| Griswoldville – Buck Head Creek – Honey Hill – Waynesborough – Fort McAllister II |
| Forrests Expedition ins westliche Tennessee und nach Kentucky |
| Paducah – Fort Pillow |
| Morgans Raid nach Kentucky |
| Cynthiana |
| Forrests Verteidigung von Mississippi |
| Brice’s Cross Roads – Tupelo – Memphis |
| Burbridges Raid ins südwestliche Virginia |
| Saltville |
| Breckenridge' Vorstoß ins östliche Tennessee |
| Bulls Gap |
| Stonemans Raid ins südwestliche Virginia |
| Marion – Saltville blau: Sieg der Union rot: Sieg der Konföderation |

Der Atlanta-Feldzug dominierte die Operationen dieses Jahres. Die Kampfhandlungen blieben jedoch nicht auf Georgia beschränkt. Aus Vicksburg, Mississippi griff Generalmajor Sherman im Meridian-Feldzug im Januar den Bahnknotenpunkt Meridian, Mississippi an. Bei günstigem Verlauf beabsichtigte Sherman, Selma, Alabama zu erobern und von dort Mobile, Alabama zu bedrohen. Gleichzeitig sollte eine Kavalleriedivision aus Memphis, Tennessee Shermans Operationen unterstützen. Die Kavallerie sollte am 1. Februar aufbrechen und am 10. Februar Meridian gemeinsam mit Sherman erreichen. Smiths Kavallerie begann den Anmarsch jedoch erst am 11. Februar. Sie musste sich bald Generalmajor Forrests konföderierter Kavallerie stellen und ohne Meridian zu erreichen wieder nach Memphis ausweichen. Sherman traf westlich Meridian auf Generalleutnant Polks zusammengewürfelte Truppen. Polk war zahlenmäßig überlegen, wich trotzdem aus der Stadt aus. Sherman zerstörte die Eisenbahneinrichtungen und alles rollende Material, das er in der Stadt vorfand. Er brach den Feldzug, ohne seine Ziele erreicht zu haben, am 20. Februar ab, weil die Kavallerie nicht zu ihm stieß, und kehrte nach Vicksburg zurück. Die Unzuverlässigkeit der Kavallerie bestärkte Sherman in seiner Auffassung über die Nutzlosigkeit der Unionskavallerie. General Johnston musste zur Unterstützung Polks zwei Divisionen der Tennessee-Armee abstellen. Generalmajor Thomas nutzte diesen Schwächemoment und griff die Tennessee-Armee mit der Cumberland-Armee erfolglos an.
Generalmajor Sherman wurde Nachfolger Grants auf dem westlichen Kriegsschauplatz. Gleichzeitig mit dem Überland-Feldzug der Potomac-Armee im Osten begann Sherman im Mai den Atlanta-Feldzug. Dazu setzte er die Tennessee-Armee unter dem Kommando Generalmajor James B. McPhersons, die Ohio-Armee unter Generalmajor John M. Schofield und die Cumberland-Armee unter Generalmajor George H. Thomas ein, insgesamt ca. 112.000 Mann. Sein Gegner war die konföderierte Tennessee-Armee unter Joseph E. Johnston mit zunächst ca. 50.000, später 65.000 Soldaten.
Sherman ging entlang der Bahnstrecke der Western and Atlantic Railroad (W&A) nach Süden vor. Sein Ziel war es, die konföderierte Tennessee-Armee zu vernichten. Atlanta als ein wichtiges Industriezentrum und Eisenbahnknotenpunkt lag am Wege und würde nach der Vernichtung der Tennessee-Armee in seine Hand fallen. Die W&A war die Hauptversorgungslinie der Unionsarmeen. Dementsprechend häufig wurde sie von Kavallerieraids der Konföderierten unterbrochen. Sherman stellte deshalb eine Division zum Schutz der Eisenbahnlinie und der Reparaturtrupps ab.
Johnston legte sich mit der Tennessee-Armee während des Feldzuges immer wieder vor. Er nutzte dabei die natürlichen Geländehindernisse im nördlichen, gebirgigen Georgia aus und verteidigte sich aus Feldbefestigungen. Weil die Unionsarmeen gegen diese Feldbefestigungen meist erfolglos anrannten, umging Sherman jedes Mal die Stellungen und zwang Johnston zum erneuten Ausweichen. Am Kennesaw Mountain errang Johnston einen der größten Siege während des Feldzuges.
Johnston hielt die Verteidigung Atlantas nur unter großen Verlusten für möglich und beabsichtigte deshalb, die Stadt nicht zu verteidigen. Präsident Jefferson Davis nutzte diesen Augenblick und enthob den ungeliebten Feldherrn seines Kommandos. Generalleutnant John B. Hood wurde sein Nachfolger und beabsichtigte, die Unionsarmeen nacheinander anzugreifen und zu schlagen. Hoods erste beiden Angriffe gegen die Cumberland- und die Tennessee-Armee scheiterten unter hohen Verlusten und passten genau in Shermans Strategie, der in der offenen Schlacht seine Überlegenheit besser zum Einsatz bringen konnte als gegen eingegrabene Truppen.
Sherman begann nach mehreren Angriffsversuchen die Belagerung der Stadt und marschierte am 3. September ein. Er zerstörte das, was die Konföderierten bei ihrem Ausweichen stehen gelassen hatten und siedelte die Bevölkerung um.
Hood marschierte im Herbst mit der Tennessee-Armee nach Norden. Er griff immer wieder die Versorgungslinien Shermans an, ohne jedoch dauerhafte Schäden zu hinterlassen und drang nach Tennessee ein. Hood beabsichtigte dadurch, Sherman von einem weiteren Vordringen nach Süden abzuhalten und ihn zu seiner Verfolgung zu verleiten. Sherman beauftragte Generalmajor Thomas mit der Abwehr des Vorstoßes. Er unterstellte Thomas dazu die Ohio-Armee Schofields. Thomas befahl Teile seiner Tennessee-Armee nach Nashville, Tennessee, um spätestens dort die konföderierte Tennessee-Armee zu stellen, und verfolgte mit den übrigen Truppen Hood. Hood arbeitete während dieses Vorstoßes eng mit Generalmajor Nathan Bedford Forrest zusammen, der einen Raid ins südliche Tennessee durchführte. Es kam zu einer Reihe von Gefechten, die die Union ausnahmslos zu ihren Gunsten entscheiden konnte. Thomas wehrte Hoods Vormarsch in der Schlacht von Nashville, Tennessee im Dezember endgültig ab. Hood wich mit der geschlagenen Armee nach Tupelo, Mississippi aus.
Sherman ließ seine Truppen, mit denen er Atlanta erobert hatte, zunächst ruhen. Er begann mit dem Savannah-Feldzug, besser bekannt als „Shermans Marsch zum Meer“, am 15. November. Sherman war überzeugt, dass der Krieg nur enden konnte, wenn die strategischen, wirtschaftlichen und psychologischen Fähigkeiten der Konföderation entscheidend geschwächt worden waren. Er befahl seinen Truppen, sich vom Land zu ernähren. Gebäude der militärischen und bisweilen auch zivilen Infrastruktur wurden zerstört. Dabei kam es auf beiden Seiten aus heutiger Sicht auch zu Kriegsverbrechen. Die Konföderierten stellten sich dem Marsch mehrmals erfolglos entgegen. Der Feldzug endete am 22. Dezember mit der Eroberung Savannahs, Georgia.
Das Jahr 1864 brachte einen weiteren Helden der Konföderation hervor. Generalmajor Nathan Bedford Forrest führte drei große, letztendlich erfolglose Raids nach Tennessee durch. In zweien band er jeweils erhebliche Kräfte der Union, im letzten konnte Forrest Hoods Feldzug nach Nashville nicht entscheidend unterstützen. Ein weiterer im Süden bejubelter Raid nach Kentucky war der des Volkshelden Morgan, dem im Vorjahr die Flucht aus einem Unionsgefängnis gelungen war. Die Bedeutung der Raids lag darin, dass erhebliche Truppen der anderen Seite gebunden wurden. Morgan fiel jedoch bei einem Gefecht in Tennessee am 4. September 1864.

#### Östlicher Kriegsschauplatz

Befehlshaber der Union und der Konföderation
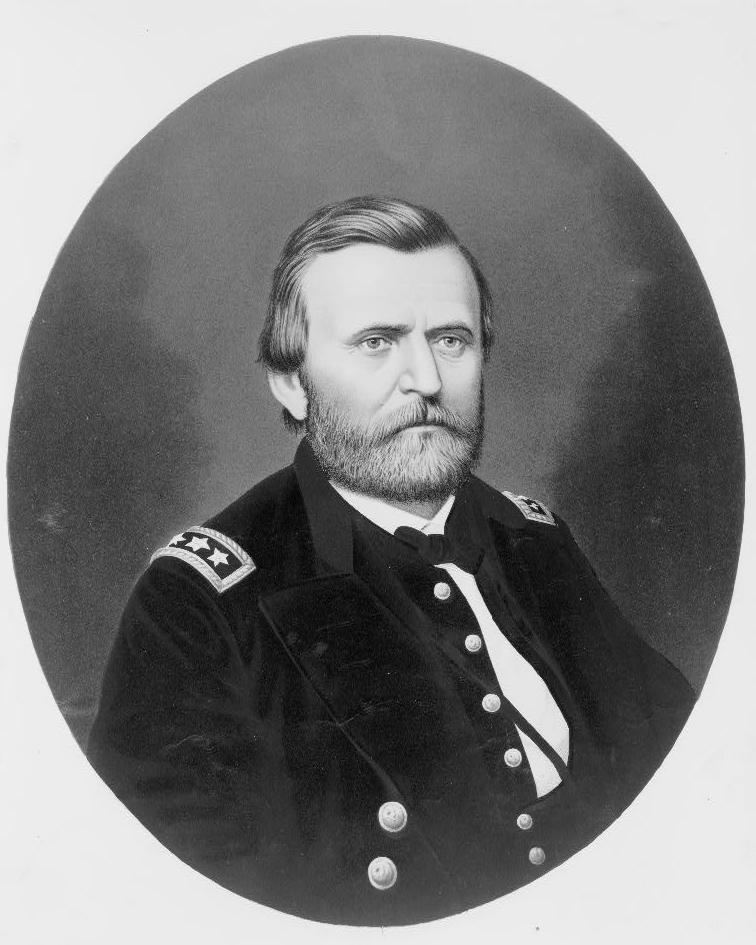
Generalleutnant Ulysses S. Grant, USA
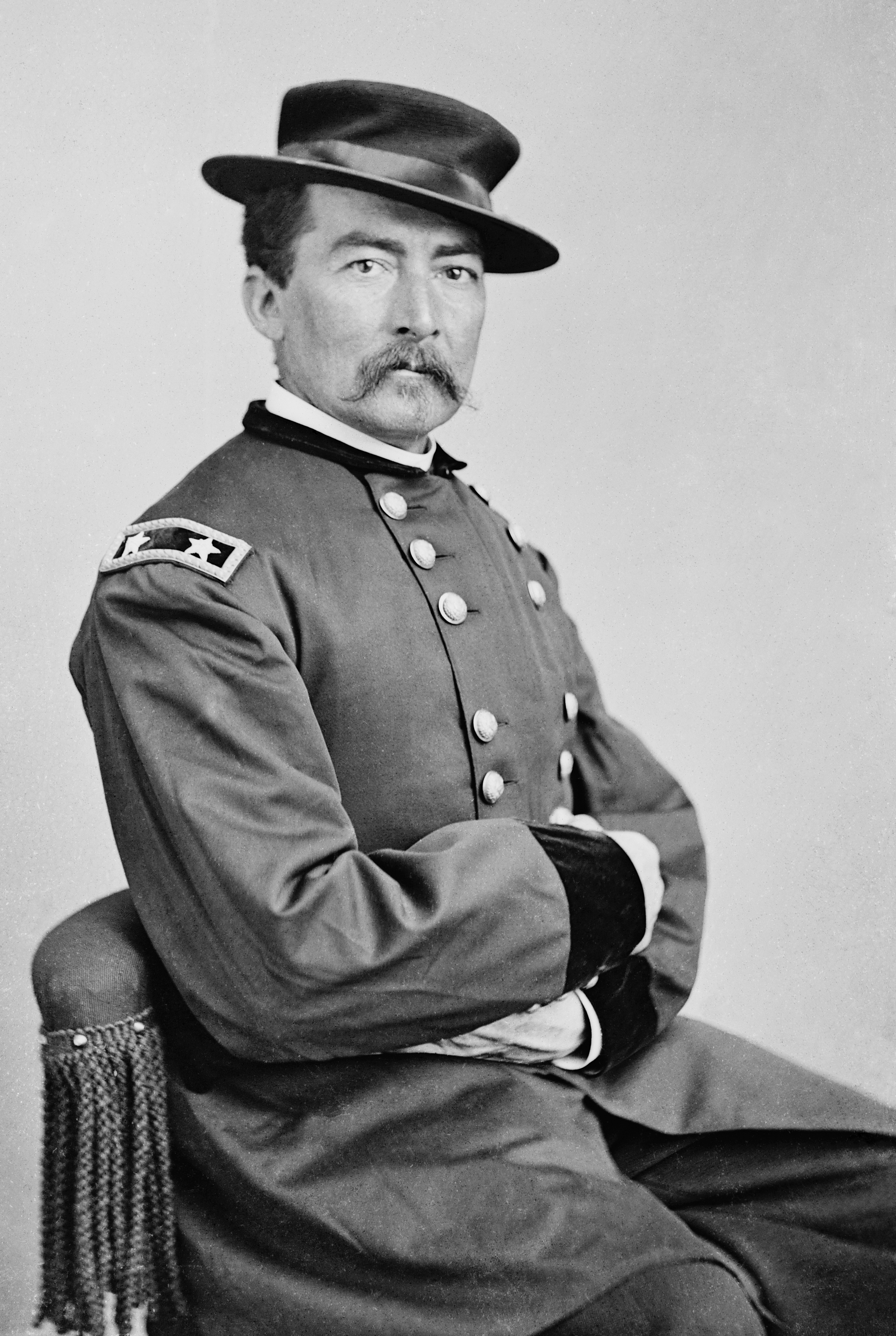
Generalmajor Philip Sheridan, USA
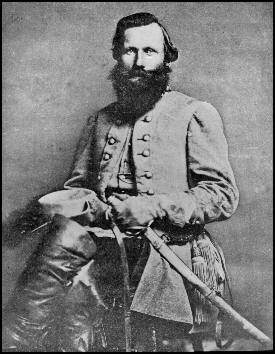
Generalmajor J.E.B. Stuart, CSA
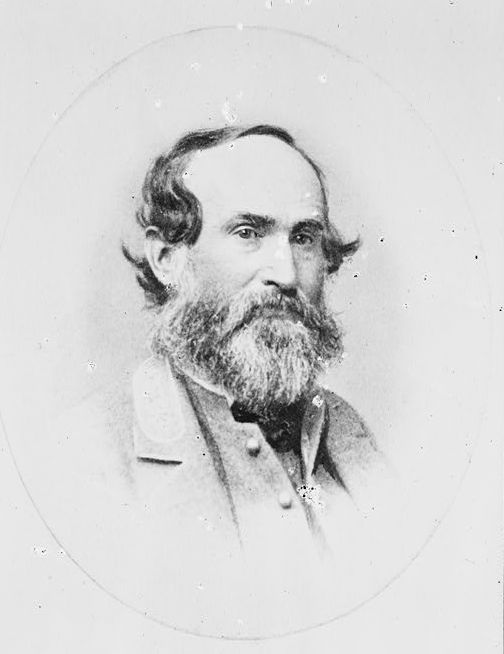
Generalleutnant Jubal A. Early, CSA

| Ablenkung am Rapidan |
| --- |
| Mortons Ford |
| Kilpatrick-Dahlgren Raid |
| Walkerton |
| Bermuda Hundred-Feldzug |
| Port Walthall Junction – Swift Creek – Chester Station – Proctor Creek – Ware Bottom Church |
| Lynchburg-Feldzug |
| New Market – Piedmont – Lynchburg |
| Crook-Averell Raid auf die Virginia & Tennessee Eisenbahnlinie |
| Cloyds Mountain – Cove Mountain |
| Überland-Feldzug |
| Wilderness – Spotsylvania Court House – Yellow Tavern – Wilsons Wharf – Haws Shop – North Anna – Totopotomoy Creek – Old Church – Cold Harbor – Trevilian Station – Saint Marys Church |
| Richmond-Petersburg-Feldzug |
| Petersburg I – Petersburg II – Jerusalem Plank Road – Staunton River Bridge – Sappony Church – Reams Station I – Deep Bottom I – Kraterschlacht – Deep Bottom II – Globe Tavern – Reams Station II – Verpflegungsraid – New Market Heights – Peebles Farm – Darbytown & New Market Roads – Darbytown Road – Fair Oaks & Darbytown Road – Boydton Plank Road |
| Earlys Raid und Operationen gegen die B & O Eisenbahnlinie |
| Monocacy – Fort Stevens – Cool Spring – Rutherfords Farm – Kernstown II – Folcks Mill – Moorefield |
| Sheridans Feldzug im Shenandoahtal |
| Guard Hill – Summit Point – Smithfield Crossing – Berryville – Opequon – Fisher's Hill – Toms Brook – Cedar Creek blau: Sieg der Union rot: Sieg der Konföderation |

Die Armeen lagen sich zu Beginn des Jahres wieder am Rappahannock gegenüber. Die Fronten waren ruhig, es kam nur zu vereinzelten Feuergefechten. Auch im Shenandoahtal und an der Küste von North Carolina kam es zu vereinzelten Scharmützeln.
Die Regierung in Washington wollte durch einen Raid nach Richmond ein politisches Zeichen setzen: 15.000 Gefangene sollten befreit und Lincolns Amnestieerlass an die Bewohner verteilt werden. Die Potomac-Armee führte zunächst eine Ablenkung am Rapidan durch, bevor Generalmajor Hugh Judson Kilpatrick zu dem Raid Ende Februar aufbrach. Der Raid scheiterte u. a. wegen mangelnder Koordination der beiden Angriffskolonnen. Kilpatrick wurde in den Westen versetzt. Den Befehl über das Kavalleriekorps der Potomac-Armee übernahm Anfang April Generalmajor Philip H. Sheridan.
Generalleutnant Grant standen drei Armeen für seine Pläne zur Verfügung. Die stärkste Armee war mit ca. 122.000 Soldaten die Potomac-Armee unter Generalmajor Meade. Die beiden anderen Armeen waren die James-Armee mit 33.000 Soldaten im Osten der Halbinsel und die West-Virginia-Armee mit 10.000 Soldaten im Shenandoah-Tal. Diese beiden wurden von den „politischen“ Generalen Benjamin Butler und Franz Sigel geführt. Grant beabsichtigte mit diesen drei Armeen und einem Raid zur Unterbrechung der Versorgungslinien der Konföderierten, die Armeen der Generale Lee und Beauregard anzugreifen.
Die Nord-Virginia-Armee hatte im Herbst das Korps Generalleutnant James Longstreets an den westlichen Kriegsschauplatz abgeben müssen. General Lee verfügte Ende April über ca. 60.000, General Beauregard zur Verteidigung von Richmond über 20.000 Soldaten.
Grant befahl den Angriff Anfang Mai. Die Potomac-Armee sollte die Nord-Virginia-Armee angreifen und vernichten, die James-Armee die Versorgungslinien der Konföderierten ostwärts Richmond dauerhaft unterbrechen, die West-Virginia-Armee die konföderierten Truppen im Shenandoahtal binden und durch den Raid sollte die Virginia & Tennessee Eisenbahnlinie im südwestlichen Virginia nachhaltig unterbrochen werden.
Der Bermuda Hundred-Feldzug scheiterte trotz teilweise fünffacher Überlegenheit. Beauregard gelang es, Butlers Armee mit geringen Kräften in Schach zu halten und konnte Lee während der Schlacht von Cold Harbor sogar verstärken. Der Lynchburg-Feldzug scheiterte im ersten Ansatz, der Oberbefehlshaber Sigel wurde durch Generalmajor David Hunter ersetzt. Hunter erreichte beinahe Lynchburg, das Ziel des Feldzuges. Die Annäherung dauerte jedoch so lange, dass in der Zwischenzeit Generalleutnant Jubal A. Early das Shenandoahtal erreicht hatte und die Unionstruppen über den Potomac zurückwarf. Der Raid zur Virginia & Tennessee Eisenbahnlinie führte zur Zerstörung der Brücke über den New River.
Die Potomac-Armee überquerte am 4. Mai den Rapidan und begann den Überland-Feldzug, ihre Truppen griffen die Nord-Virginia-Armee in der Gegend von Chancellorsville an. Die Schlacht in der Wilderness endete unentschieden. Generalleutnant Longstreet traf am zweiten Tag der Schlacht ein, rettete das Unentschieden und wurde dabei verwundet. Generalmajor Richard H. Anderson übernahm das Korps. Anders als andere Feldherren vor ihm beendete Grant den Feldzug nach der Schlappe in der Wilderness nicht, sondern befahl Meade, weiter anzugreifen. Dazu wandte Grant dasselbe Mittel wie Sherman während des Atlanta-Feldzuges an – Grant versuchte den Gegner zu umfassen. Die Umfassung gelang nicht. Lee hatte die Bewegung der Potomac-Armee vorausgesehen und die Nord-Virginia-Armee bei Spotsylvania Court House erneut eingraben lassen. Generalmajor Sheridan sollte gleichzeitig die Versorgungslinien der Nord-Virginia-Armee unterbrechen. Am Beaver Dam Creek und bei Mechanicsville traf er auf die Kavallerie der Nord-Virginia-Armee unter Generalmajor J.E.B. Stuart. Stuart fiel in der letzten großen Reiterschlacht an der Yellow Tavern. Sheridan konnte seinen Auftrag nicht erfüllen.
Die Potomac-Armee griff Lee bei Spotsylvania C.H. erneut an. Mit Bajonettangriffen gelang den Soldaten der Einbruch in die konföderierten Stellungen – die berühmte „Stonewall“ Brigade geriet fast vollständig in Gefangenschaft. Die Nord-Virginia-Armee wich wieder aus, bevor die Nordstaatler ihren Erfolg ausweiten konnten, und grub sich am North Anna erneut ein.
Die Potomac-Armee versuchte wieder, die Stellungen der Nord-Virginia-Armee zu umgehen. Am North Anna verpassten die Konföderierten die Gelegenheit, zwei Unionskorps zu vernichten. Während des nächsten Umgehungsversuches besetzten und hielten Sheridans Reiter die wichtige Straßenkreuzung bei Cold Harbor. Die Nord-Virginia-Armee hatte sich wieder eingegraben, und der von Grant befohlene Frontalangriff von drei Korps brach im Feuer der Konföderierten zusammen. Die beiden Armeen lagen einander anschließend eine Woche gegenüber. Die Tage und Nächte der Soldaten waren geprägt durch Feuerüberfälle mit Artillerie und Mörsern, Stoßtruppunternehmen, Scharfschützeneinsätzen und Nachtangriffen. General Grant gelang es schließlich, unbemerkt von den Konföderierten die Stellungen zu verlassen. Die Potomac-Armee überquerte den James River und marschierte auf Petersburg vor. Mit einem Tag Verspätung konnte General Lee gerade noch rechtzeitig die Nord-Virginia-Armee rund um Petersburg in Stellung bringen und die ersten Angriffe der Potomac-Armee abwehren.
Der Überland-Feldzug war beendet. Grants Theorie, der Norden würde einen rücksichtslosen Abnutzungskrieg besser überstehen als der Süden, hatte sich bestätigt. Die Verluste der Potomac-Armee betrugen allerdings ca. 55.000 Mann. Die Angriffsfähigkeit der Potomac-Armee war trotz Auffüllung der Verluste eingeschränkt, da es sich bei den zugeführten Soldaten entweder um unerfahrene Festungstruppen oder um Rekruten handelte. Die Verluste der Nord-Virginia-Armee betrugen ca. 30.000 Soldaten. Der Süden konnte die Verluste nur sehr eingeschränkt durch Rekruten und Genesende ersetzen.
Die Potomac- und die James-Armee begannen am 15. Juni mit der Belagerung von Petersburg, die im Sinne des Wortes keine Belagerung war, bei der eine Stadt vollständig abgeschnitten war. Beide Seiten lagen sich nach den erfolglosen Angriffsversuchen der Potomac-Armee in Feldbefestigungen gegenüber. Die Stellungen erstreckten sich schließlich auf einer Länge von 30 Meilen. Während der Belagerung kam es immer wieder zu Angriffen von mehreren Korps der Unionsarmeen auf die Stellungen der Konföderierten. Berühmtheit erlangte der Versuch Generalmajor Burnsides mittels eines Stollens unter die konföderierten Stellungen zu gelangen und diese zu sprengen. Die Detonation tötete ca. 300 Konföderierte, der anschließende schlecht koordinierte Angriff der Bundestruppen brach im Feuer der konföderierten Reserven zusammen. Die Kämpfe und Schlachten dauerten bis ins Frühjahr des nächsten Jahres an. Die Nord-Virginia-Armee hielt bis zum Jahresende die Stellungen vor Petersburg.
General Lee hatte noch während der Schlacht von Cold Harbor Generalleutnant Early beauftragt, mit dem II. Korps Hunter aus dem Shenandoahtal zu vertreiben und die Baltimore & Ohio Eisenbahnlinie zu unterbrechen. Das weitere Vordringen durch Maryland in Richtung Washington stellte Lee in das Ermessen Earlys. Dadurch sollte Grant gezwungen werden, Truppen der Potomac-Armee zum Schutz Washingtons abzustellen und so der Druck auf die Nord-Virginia-Armee verringert werden. Grant befahl Generalmajor Horatio G. Wrights VI. Korps zur Abwehr Earlys nach Washington.
Early führte den Feldzug ähnlich wie Jackson zwei Jahre zuvor – nach großen Marschleistungen schlug er überraschend zu und verschwand wieder. Early sah von einem Angriff auf Washington ab, da er dafür zu schwach war. Teile der Kavallerie ritten nach Chambersburg, Pennsylvania und forderten Gold im Wert von 100.000 Dollar. Als die Bürger das nicht aufbringen konnten, brannten die Konföderierten die Stadt nieder.
Grant wollte den „Unruheherd Early“ ausschalten und ernannte den Kommandierenden General des Kavalleriekorps der Potomac-Armee Generalmajor Philip Sheridan zum Oberbefehlshaber der Shenandoah-Armee. Ihm unterstanden das VI. und das XIX. Korps, drei Kavalleriedivisionen und alle Truppenteile Generalmajor Hunters. Sheridan ging sehr bedächtig vor, um im Wahlkampf Lincolns keine Fehlschläge zu verursachen. Am Cedar Creek gelang der Shenandoah-Armee der entscheidende Sieg über Early. Washington wurde nicht mehr bedroht. Sheridan wandte genauso wie Sherman die Taktik der verbrannten Erde im Shenandoahtal an. Sheridan kehrte zur Potomac-Armee zurück und nahm an der Belagerung von Petersburg teil. Early musste bis zum Ende des Jahres fast alle seine Truppenteile an General Lee abgeben, die bei Petersburg eingesetzt wurden. Early selbst verblieb im Shenandoahtal.

#### Seekrieg

Befehlshaber der Union und der Konföderation
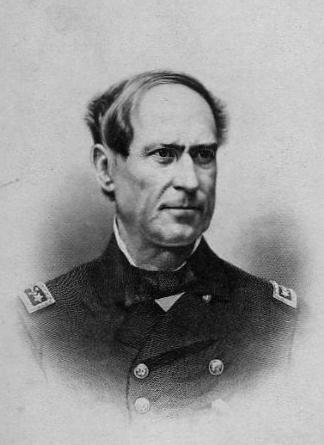
Konteradmiral David Glasgow Farragut, USA
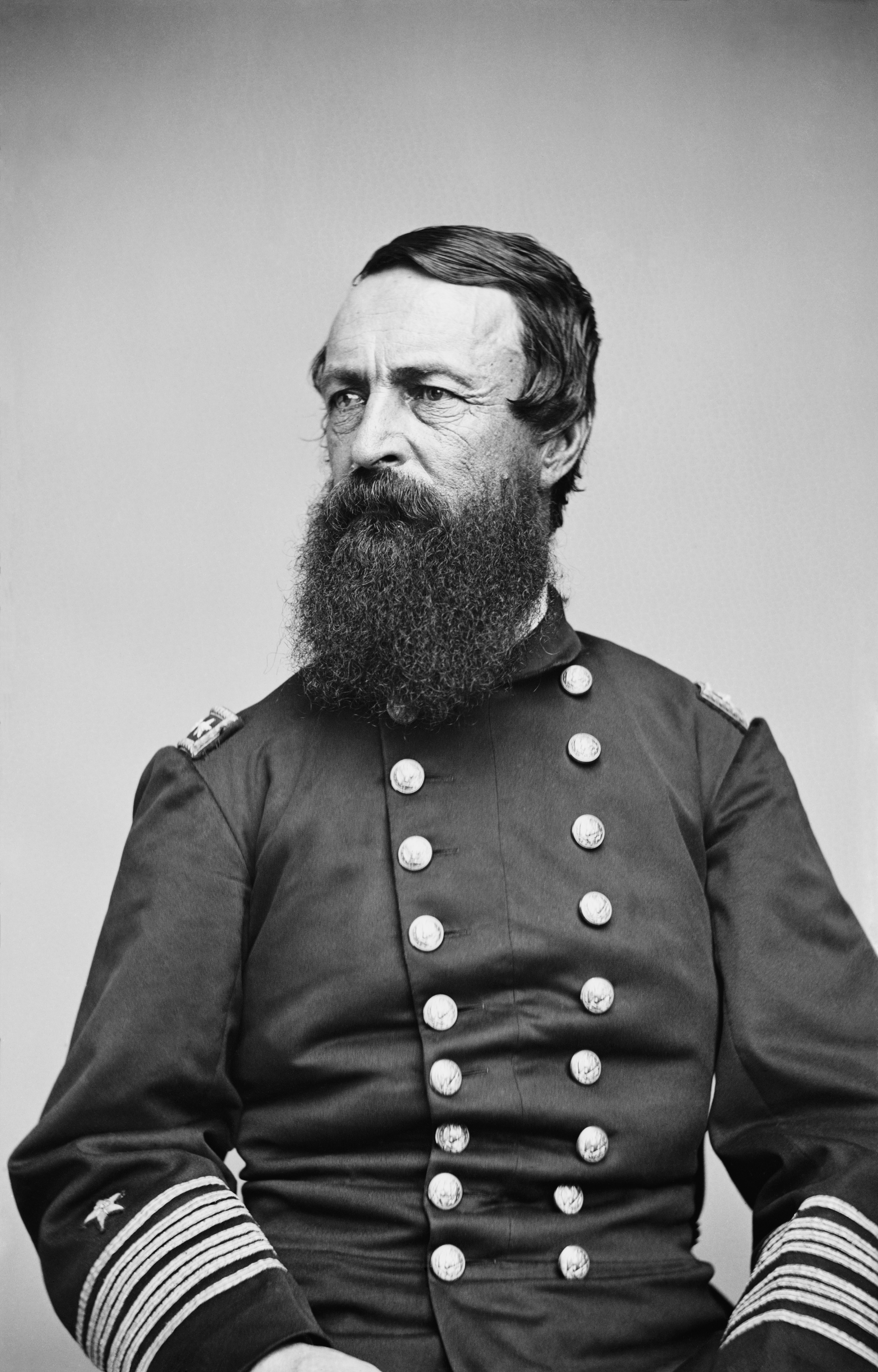
Konteradmiral David Dixon Porter, USA
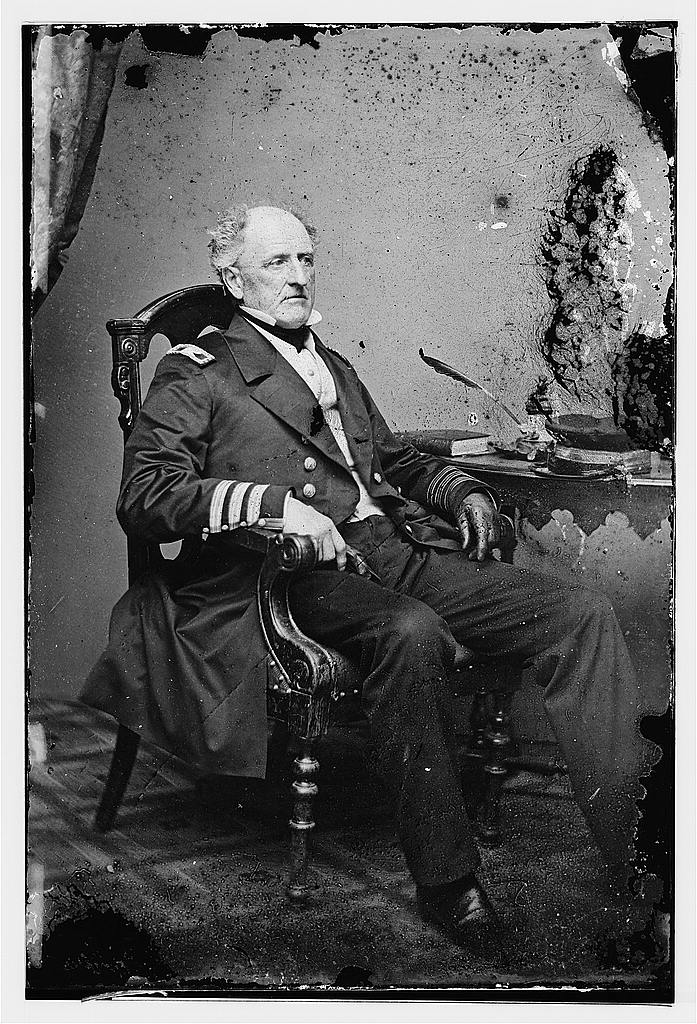
Admiral Franklin Buchanan, CSA
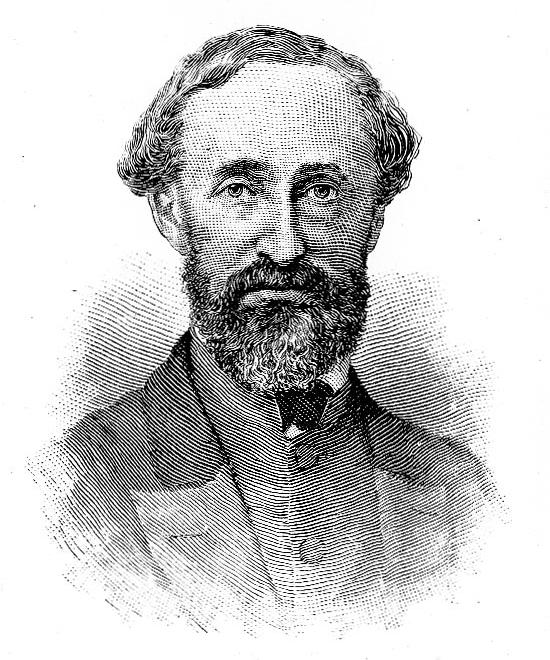
Kapitän zur See James W. Cooke, CSA, Kommandant der CSS Albemarle

| Florida-Expedition                                           |
| ------------------------------------------------------------ |
| Olustee                                                      |
| Operationen gegen New Bern und Plymouth                      |
| New Bern - Plymouth – Albemarle Sound                        |
| Operationen in der Mobile Bay                                |
| Mobile Bay                                                   |
| Expedition gegen Fort Fisher                                 |
| Fort Fisher blau: Sieg der Union rot: Sieg der Konföderation |

Nach zwei fehlgeschlagenen Versuchen mit dem Versuchsunterseeboot H. L. Hunley gelang den Konföderierten im Februar 1864 der erste erfolgreiche U-Boot-Angriff der Geschichte. Die Hunley attackierte die Housatonic mit einem Spierentorpedo und versenkte sie. Das Unterseeboot ging bei dem Angriff auch verloren. Vermutlich wurde die Mannschaft durch die Schockwelle getötet.
Im April stellten die Konföderierten das Panzerschiff Albemarle in Dienst, das wesentlich an der Rückeroberung von Plymouth, North Carolina beteiligt war. Die Albemarle sicherte in der Folgezeit den Roanoke effektiv ab. Erst die Versenkung des Schiffs im Oktober durch einen Angriff mit Spierentorpedos ermöglichte den Nordstaaten die Rückeroberung Plymouths.

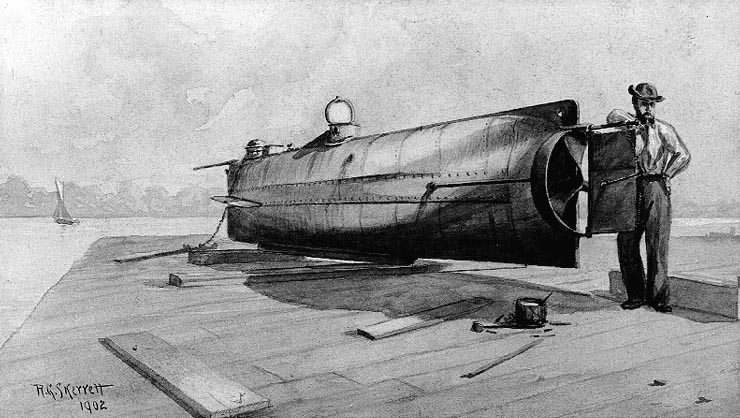
Die Hunley (Illustration von R. G. Skerrett, 1902)

Im August 1864 attackierte eine Flotte unter Admiral Farragut die konföderierten Befestigungen und Schiffe vor Mobile. Die Schlacht in der Mobile Bay wurde zu einem großen Sieg der Nordstaaten: Die Forts Morgan und Gaines am Eingang der Bucht wurden von Landtruppen besetzt, und die Schiffe der konföderierten Flottille in der Bucht, darunter das Panzerschiff Tennessee, wurden allesamt versenkt, erbeutet oder zur Flucht gezwungen. Der Kommandeur der konföderierten Schiffe, Admiral Franklin Buchanan, wurde verwundet und gefangen genommen. Mobile selbst blieb zwar bis April 1865 in konföderierter Hand, war aber von nun an blockiert. Farragut wurde für seine Verdienste zum neu geschaffenen Rang des Vizeadmirals befördert.
Ende 1864 war Wilmington, North Carolina der wichtigste verbliebene Hafen der Konföderierten an der Ostküste. Die Nordstaaten unternahmen im Dezember einen Angriff auf das die Stadt bewachende Fort Fisher, wurden jedoch zurückgeschlagen. Weitere Erfolge errang die Marine der Nordstaaten dagegen auf offener See: Am 19. Juni versenkte die Fregatte USS Kearsarge die gefürchtete CSS Alabama vor Cherbourg, und die CSS Florida wurde am 7. Oktober in den Gewässern von Bahia, Brasilien, von der USS Wachusett erobert. Die Angriffe konföderierter Kreuzer gingen dennoch weiter: Im August 1864 griff die CSS Tallahassee nordstaatliche Handelsschiffe an, und am 19. Oktober stellten die Konföderierten die in England gebaute CSS Shenandoah in Dienst.

### 1865

#### Strategische und politische Entwicklung
Die militärische Lage der Konföderation war verzweifelt. Die Armeen im Westen waren geschlagen, im Osten verteidigte die Nord-Virginia-Armee das Gebiet rund um Petersburg gegen die mehr als doppelt so starke Potomac-Armee, das Shenandoahtal war unter Kontrolle der Bundestruppen und von Süden wurden die Carolinas und Virginia durch die Truppen Shermans bedroht. Am 31. Januar wurde General Lee Oberbefehlshaber des Heeres der Konföderation.
Die wirtschaftliche Lage war gleichermaßen desolat. Die Konföderation verfügte mit Wilmington, North Carolina nur noch über einen Seehafen, im Westen waren die Südstaaten nach dem Fall von Atlanta geteilt und die Versorgungswege mit dem Westen waren zusammengebrochen, die Landwirtschaft im Shenandoahtal, früher der Brotkorb des Südens, weitgehend zerstört und die wenigen nutzbaren Eisenbahnlinien verliefen von Osten nach Westen über Petersburg nach Richmond in den Westen Virginias. Die Menschen hungerten und die Soldaten mussten mit allem haushalten.
Präsident Lincoln beabsichtigte den 13. Verfassungszusatz Anfang Januar in Kraft zu setzen. Gegen erbitterten Widerstand des Repräsentantenhauses gelang das erst am 31. Januar. Die Abschaffung der Sklaverei wurde erst jetzt zum offiziellen Kriegsziel. Obwohl jedem in den Südstaaten nach der Wiederwahl Lincolns klar war, dass ein Verhandlungsfrieden unmöglich geworden war, führte die Einführung des 13. Verfassungszusatzes zu der Erkenntnis, dass das Wirtschaftssystem des Südens nach dem Sieg der Nordstaaten am Ende war. Dies führte zu zwei gegensätzlichen Reaktionen: Viele Soldaten desertierten, weil es nichts mehr zu gewinnen gab, und andere kämpften nach dem Motto „jetzt erst recht“ weiter.
Der letzte Seehafen Wilmington fiel am 22. Februar. Gleichzeitig begann Sherman, Virginia durch die Carolinas anzugreifen. Der Kongress der Südstaaten stimmte am 10. Februar mit einem Bundesgesetz Lees Forderung zu, Sklaven zum Militärdienst einzuberufen. Das Gesetz trat am 13. März gegen heftigen Widerstand in Kraft und kam zu spät; kein „Farbigenregiment“ kam mehr zum Einsatz. Die Wähler in Tennessee, obwohl bereits lange von den US-Truppen besetzt immer noch Mitgliedsstaat der Konföderation, stimmten für die Abschaffung der Sklaverei. Lincoln versprach den Südstaaten in seiner Rede zum Beginn der zweiten Amtsperiode, sie mit Nachsicht zu behandeln.
Die Potomac-Armee trat Ende März zur letzten Offensive mit bis zu fünffacher Überlegenheit an. Lee entschloss sich, um einer Einkesselung zu entgehen, Petersburg und Richmond aufzugeben und sich mit General Johnston im westlichen Virginia zu vereinigen. Von der Potomac-Armee bei Appomattox Court House gestellt, kapitulierte die Nord-Virginia-Armee am 9. April. Johnston ergab sich am 20. April, in Alabama kapitulierten die Generale Taylor und Forrest am 8. und 9. Mai und im Westen General Kirby Smith am 2. Juni und Brigadegeneral Stand Watie am 23. Juni. Das letzte Kriegsschiff der Konföderation ergab sich am 4. November in Liverpool, Großbritannien.
Präsident Lincoln wurde am 14. April Opfer eines Attentats durch John Wilkes Booth. Sein Nachfolger wurde Vizepräsident Andrew Johnson, der die Politik Lincolns fortsetzte. Die Nordstaaten feierten den Sieg mit einer Truppenparade mehrerer Armeen auf der Pennsylvania Avenue in Washington am 23. und 24. Mai. Präsident Jefferson Davis, der mit der konföderierten Regierung am 5. April aus Richmond geflohen war, hoffte, die Regierung in Texas neu bilden und den Krieg von dort aus bis zum Sieg weiterführen zu können. Er wurde am 10. Mai auf der Flucht gefangen genommen und für zwei Jahre inhaftiert. Präsident Johnson ordnete die Entlassung der Kriegsgefangenen an. Ein Kriegsgericht verurteilte im November den Kommandanten des Kriegsgefangenenlagers Andersonville als einzigen Soldaten des Südens als Kriegsverbrecher zum Tode: Henry Wirz wurde am 10. November gehängt.

#### Kriegsschauplatz Trans-Mississippi
Die Unionstruppen richteten ihr Hauptaugenmerk auf die Bekämpfung der konföderierten Freischärler und Grenzbanditen. Dabei kam es nach Lees Kapitulation zu einer Reihe von Scharmützeln und Schießereien, teilweise auch mit regulären Kräften der Konföderation. Befehlshaber des Wehrbereichs Missouri war seit dem 31. Januar Generalmajor John Pope.
| Expedition aus Brazos Santiago            |
| ----------------------------------------- |
| Palmito Ranch rot: Sieg der Konföderation |

Das letzte Gefecht des Bürgerkrieges fand im Mai am Rio Grande in Texas statt. Beide Seiten hatten sich dort im März auf einen Nichtangriffspakt verständigt. Der US-Kommandeur griff trotzdem die Außenposten der Konföderierten an. Augenzeugen berichteten, dass mexikanische Regierungstruppen den Rio Grande überquert, sich aber nicht an den Schießereien beteiligt hatten. Es ist nicht sicher, ob bei den Aktionen am Rio Grande Konföderierte vom mexikanischen Ufer des Rio Grande die US-Einheiten beschossen haben oder ob mexikanische Regierungstruppen sich von dort am Gefecht beteiligt haben. Der Oberbefehlshaber der konföderierten Truppen westlich des Mississippi, General Edmund Kirby Smith, kapitulierte am 2. Juni in Galveston, Texas. Als letzter Kommandeur der Konföderierten ergab sich am 23. Juni Brigadegeneral Stand Watie, ein Cherokee-Indianer.

#### Westlicher Kriegsschauplatz

Befehlshaber der Union und der Konföderation
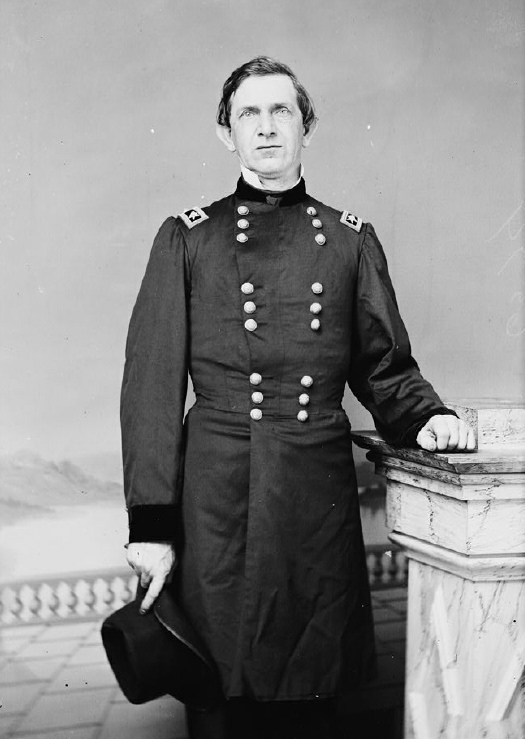
Generalmajor Edward R. S. Canby, USA
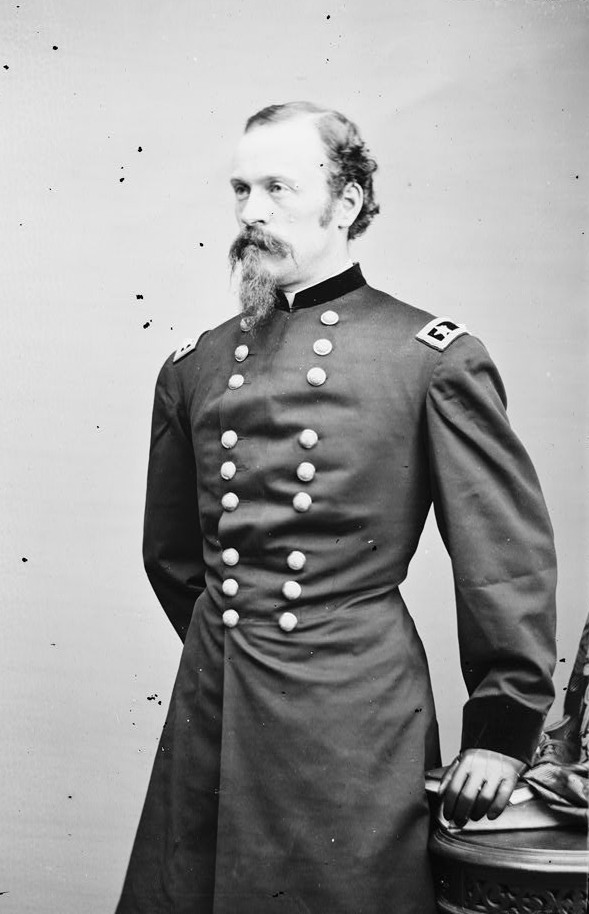
Brevet Generalmajor James Harrison Wilson, USA
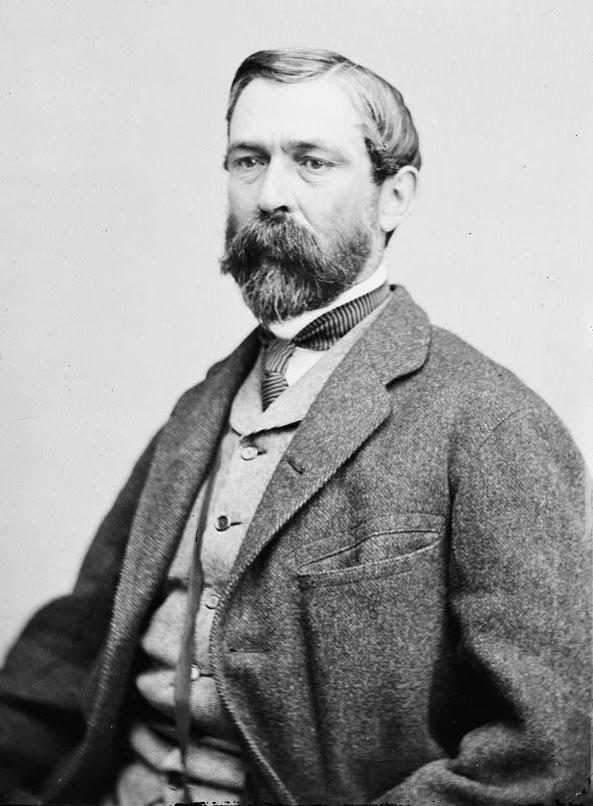
Generalleutnant Richard Taylor, CSA
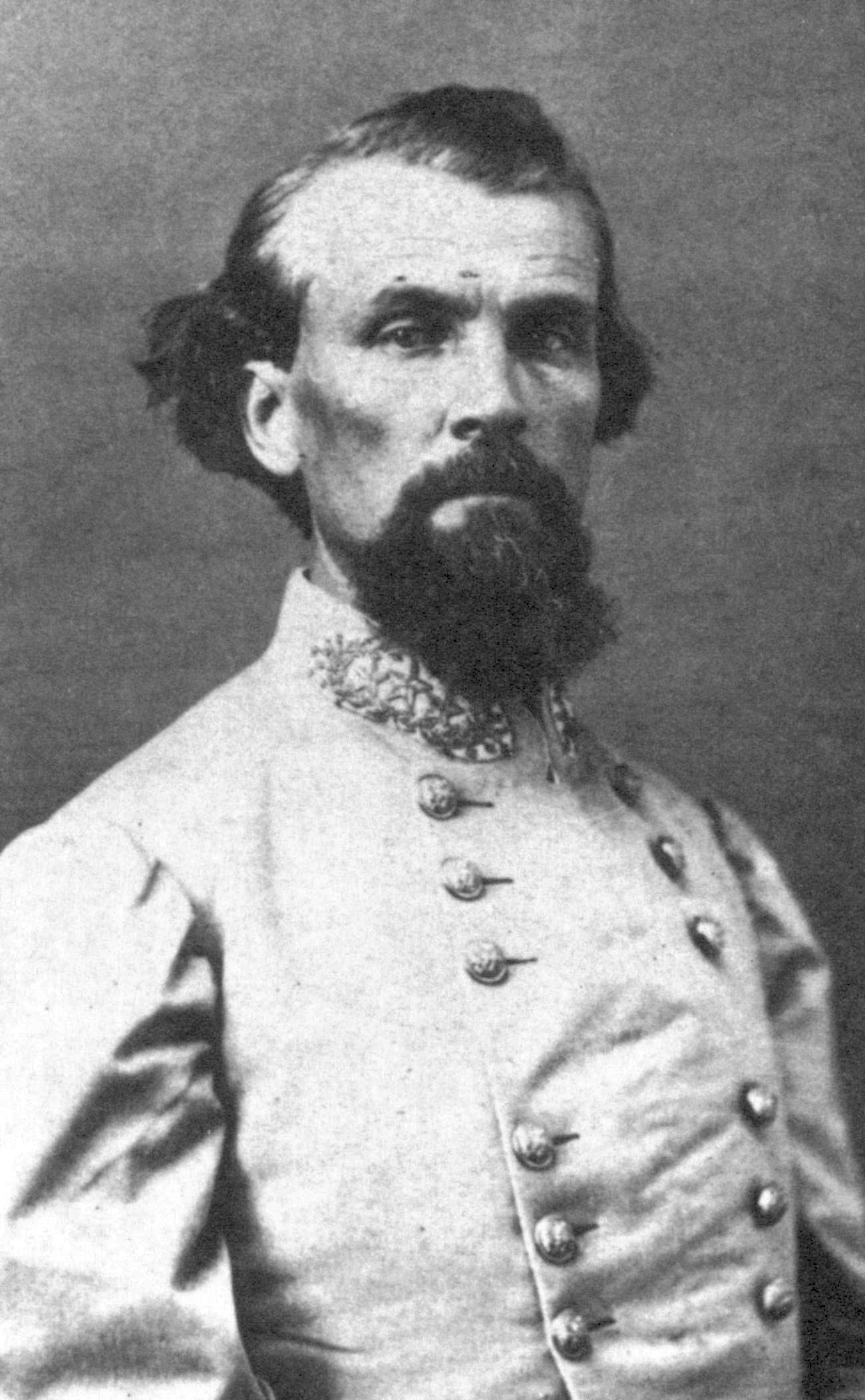
Generalleutnant Nathan Bedford Forrest, CSA

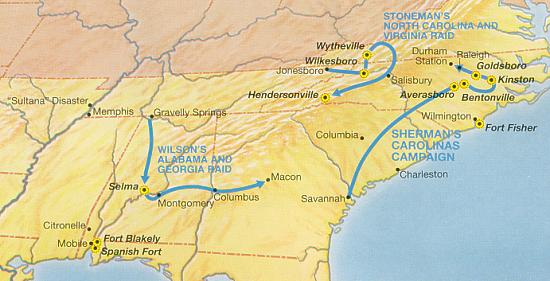
Westlicher Kriegsschauplatz 1865

Die Tennessee-Armee war der letzte Großverband der Konföderation auf dem Kriegsschauplatz. Die Armee hatte in den Kämpfen der letzten zwei Monate ca. 20.000 Mann verloren. Der neue Oberbefehlshaber, Generalleutnant Richard Taylor, erhielt den Auftrag, die Carolinas gegen Generalmajor Sherman zu verteidigen. Dort übernahm General Johnston den Oberbefehl, Taylor verblieb im Westen.
| Mobile-Feldzug                      |
| ----------------------------------- |
| Spanish Fort – Fort Blakely         |
| Wilsons Raid in Alabama und Georgia |
| Selma blau: Sieg der Union          |

Wie in Trans-Mississippi gab es besonders in Tennessee viele kleine Gefechte, Scharmützel und örtliche Raids. Die letzte größere Stadt, die noch nicht in der Hand der Union war, war Mobile, Alabama. Der Angriff begann Mitte März aus Norden und Osten und führte am 11. April zum Fall der Stadt. Der nach Richmond, Virginia der Konföderation verbliebene wichtigste Industriestandort war Selma, Alabama. Die Stadt sollte durch einen Raid zerstört werden, der am 22. März begann. Der als unbesiegbar geltende Generalleutnant Forrest verteidigte die Stadt. Die Unionstruppen unter dem Befehl von Brevet Generalmajor James Harrison Wilson besiegten Forrest in der Schlacht um Selma und zerstörten Selma zu großen Teilen. Am 12. April besetzten sie die erste Hauptstadt der Konföderation, Montgomery, Alabama.
Die Generalleutnante Richard Taylor und Nathan Bedford Forrest kapitulierten am 8. und 9. Mai 1865.

#### Östlicher Kriegsschauplatz

Befehlshaber der Union und der Konföderation
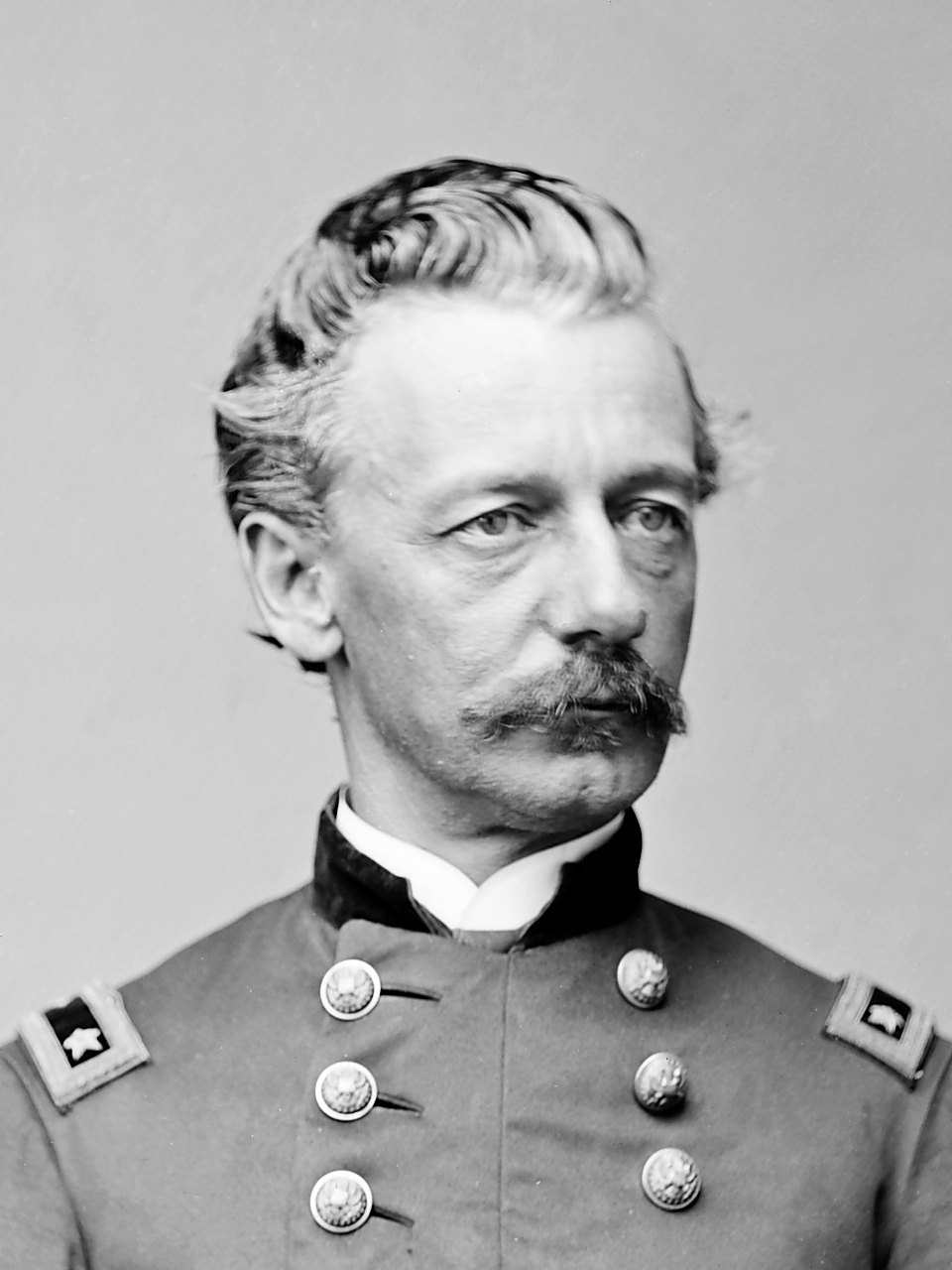
Generalmajor Henry W. Slocum, USA
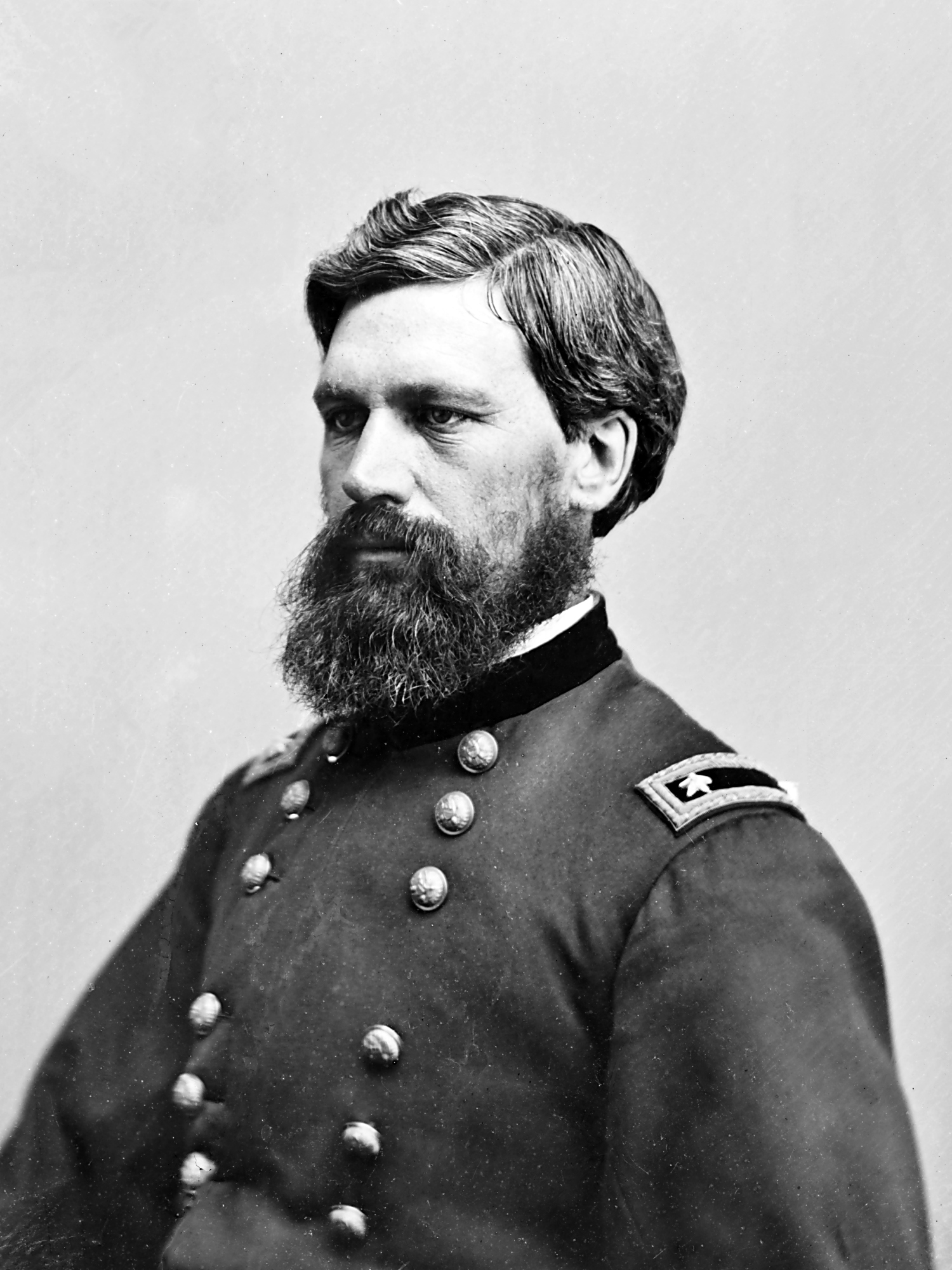
Generalmajor Oliver Otis Howard, USA
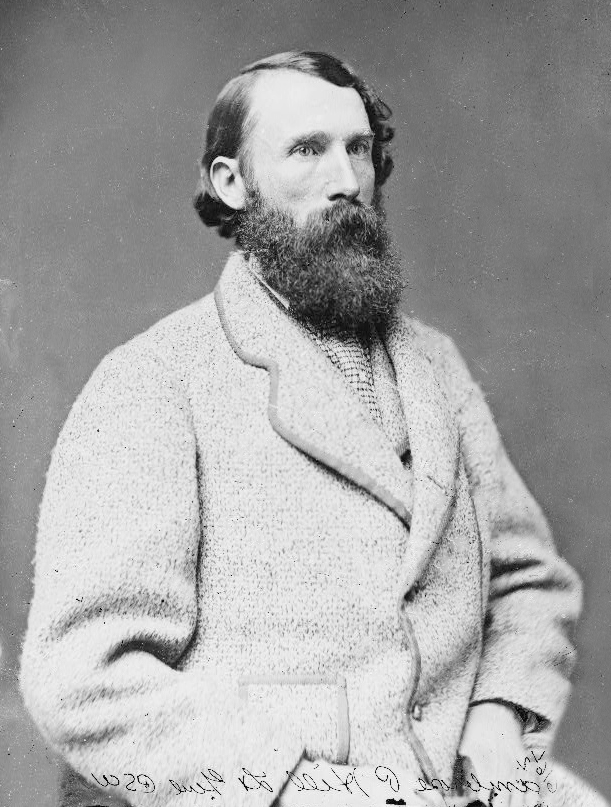
Generalleutnant A.P. Hill, CSA
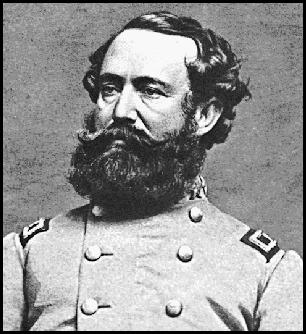
Generalleutnant Wade Hampton III., CSA

| Fortsetzung des Richmond-Petersburg-Feldzuges |
| --- |
| Hatchers Run – Fort Stedman |
| Carolina-Feldzug |
| Rivers’ Bridge – Wyse Fork – Monroe’s Crossroads – Averasborough – Bentonville |
| Sheridans Expedition nach Petersburg |
| Waynesboro |
| Appomattox-Feldzug |
| Lewis’ Farm – White Oak Road – Dinwiddie Court House – Five Forks – Petersburg III – Sutherlands Station – Namozine Church – Amelia Springs – Saylor’s Creek – Cumberland Church – High Bridge – Appomattox Station – Appomattox Court House blau: Sieg der Union rot: Sieg der Konföderation |

Der Krieg endete in dem Staat, in dem die erste große Schlacht vor drei dreiviertel Jahren stattgefunden hatte – in Virginia. Die Nord-Virginia- und die Potomac-Armee lagen sich bei Petersburg in ausgebauten Stellungen gegenüber. Generalleutnant Grant versuchte, wie schon während des Überland-Feldzuges, die Stellungen der Südstaatler links zu überflügeln und deren Versorgungslinien zu unterbrechen. Die Stellungen dehnten sich im Januar über dreißig Meilen rund um Petersburg aus. General Lee hatte bis März alle Versuche, die Nord-Virginia-Armee zu umgehen, abwehren können. Die Schwierigkeiten, die Stellungen zu bemannen, wuchsen jedoch immer mehr. Der letzte Versuch der Nord-Virginia-Armee, Grants Linien zu durchbrechen und das Versorgungsdepot der Union zu zerstören, scheiterte in den tief gestaffelten Schützengräben der Union am 25. März.
Die Tennessee-Armee erreichte im Februar das Gebiet im nördlichen South Carolina. General Johnston übernahm den Oberbefehl über alle Truppen in den Carolinas und bildete mit ihnen die Süd-Armee. Die Personalstärke betrug Mitte März ca. 10.000 und Mitte April ca. 15.000 Soldaten.
Grant hatte Sherman zunächst befohlen, dessen Armee einzuschiffen und die Potomac-Armee vor Petersburg zu verstärken. Sherman überzeugte Grant davon, dass ein Feldzug durch die Carolinas, ähnlich dem Marsch zum Meer, die Konföderation empfindlicher träfe. Sherman beabsichtigte, die kleinen Garnisonen an der Carolina-Küste zu umgehen und die Hauptstadt South Carolinas, Columbia, zu erobern. Im Anschluss daran wollte er nach Virginia marschieren und die Nord-Virginia-Armee im Rücken bedrohen. Während des Feldzuges sollte das Prinzip der verbrannten Erde erneut angewendet werden. Die Stärke der Streitkräfte Shermans betrug am 1. Februar ca. 60.000 und am 1. April ca. 90.000 Soldaten.
Generalmajor Sherman begann mit den drei Armeen – Tennessee-, Ohio- und Georgia-Armee – Ende Januar den Vormarsch von Savannah, Georgia durch die Carolinas. Den vordringenden Verbänden stellten sich immer wieder Teile der Süd-Armee, kurzfristig erfolgreich, aber hoffnungslos unterlegen, gegenüber. Columbia, South Carolina fiel am 17. Februar. Johnston gelang es am 19. März, seine gesamten Streitkräfte bei Bentonville, North Carolina zusammenzuziehen und Shermans Vormarsch erneut zu verlangsamen.
Im Süden des Shenandoahtals behauptete sich bis Februar Generalleutnant Earlys kleine Streitmacht von ca. 1.600 Mann und versperrte den Kavalleriedivisionen Generalmajor Sheridans den Weg über die Pässe der Blue Ridge Mountains. Sheridan griff die Konföderierten am 2. März bei Waynesboro, Virginia an und zerschlug Earlys Kräfte. Sheridan erreichte die Potomac-Armee am 26. März und nahm entscheidend am Appomattox-Feldzug teil.
General Lee sah sich nach dem Angriff auf Fort Stedman nicht mehr in der Lage, die Stellungen zu verteidigen, und entschloss sich, Petersburg und das in der Zwischenzeit zum Industriezentrum entwickelte Richmond aufzugeben. Er beabsichtigte, nach Lynchburg, Virginia auszuweichen und die Nord-Virginia-Armee mit dort lagernden Versorgungsgütern aufzufrischen. Danach wollte Lee sich mit General Johnston im Norden Nord-Carolinas vereinen und anschließend mit vereinten Kräften zunächst Sherman und danach Grant schlagen.
Generalleutnant Grant begann am 29. März mit dem Appomattox-Feldzug. Zunächst versuchte er erneut, die Nord-Virginia-Armee links zu überflügeln. In der entscheidenden Schlacht am Five Forks am 1. April gelang es Grant, die Southern Eisenbahnlinie, Hauptversorgungslinie der Nord-Virginia-Armee, zu unterbrechen. Am 2. April gelang Generalmajor Meade der Durchbruch in Petersburg. Lee evakuierte Richmond und die Stellungen um Petersburg über den Appomattox nach Westen. Grant verfolgte die ausweichende Nord-Virginia-Armee teilweise überholend und zwang ihr täglich Gefechte auf. In den Gefechten am Saylor’s Creek verlor die Nord-Virginia-Armee am 6. April ein Viertel ihres Personalbestandes. Brevet-Generalmajor Custers Division verlegte am 8. April Lees Armee den Rückzugsweg. General Lee kapitulierte am 9. April. Grant entließ die Soldaten der Nord-Virginia-Armee auf Ehrenwort.
General Johnston war es nicht gelungen, Shermans Vormarsch nachhaltig zu verlangsamen. Johnston stimmte am 18. April in der Nähe von Raleigh, North Carolina einem Waffenstillstand zu und kapitulierte am 26. April mit allen Truppen der Carolinas, Georgias und Floridas.
Der Krieg auf dem östlichen Kriegsschauplatz war beendet.

#### Seekrieg
| Operationen gegen Fort Fisher und Wilmington                    |
| --------------------------------------------------------------- |
| Fort Fisher – Wilmington                                        |
| Operation bei St. Marks, Florida                                |
| Natural Bridge blau: Sieg der Union rot: Sieg der Konföderation |

Anfang Januar 1865 ging ein amphibisches Expeditionskorps erneut gegen Fort Fisher vor, das dieses Mal erobert wurde. Wilmington, einer der wichtigsten Häfen an der Ostküste der Südstaaten, war ebenfalls blockiert und wurde einen Monat später von den Nordstaaten besetzt. Vier Tage vor Wilmington, am 18. Februar 1865, war das lang umkämpfte Charleston im Zuge von Shermans Carolina-Feldzug geräumt worden. Die letzte amphibische Operation des Krieges führten die Unionsstreitkräfte im Panhandle Floridas am St. Marks am 6. März durch. Galveston in Texas fiel mit der Kapitulation von E. Kirby Smith am 2. Juni.

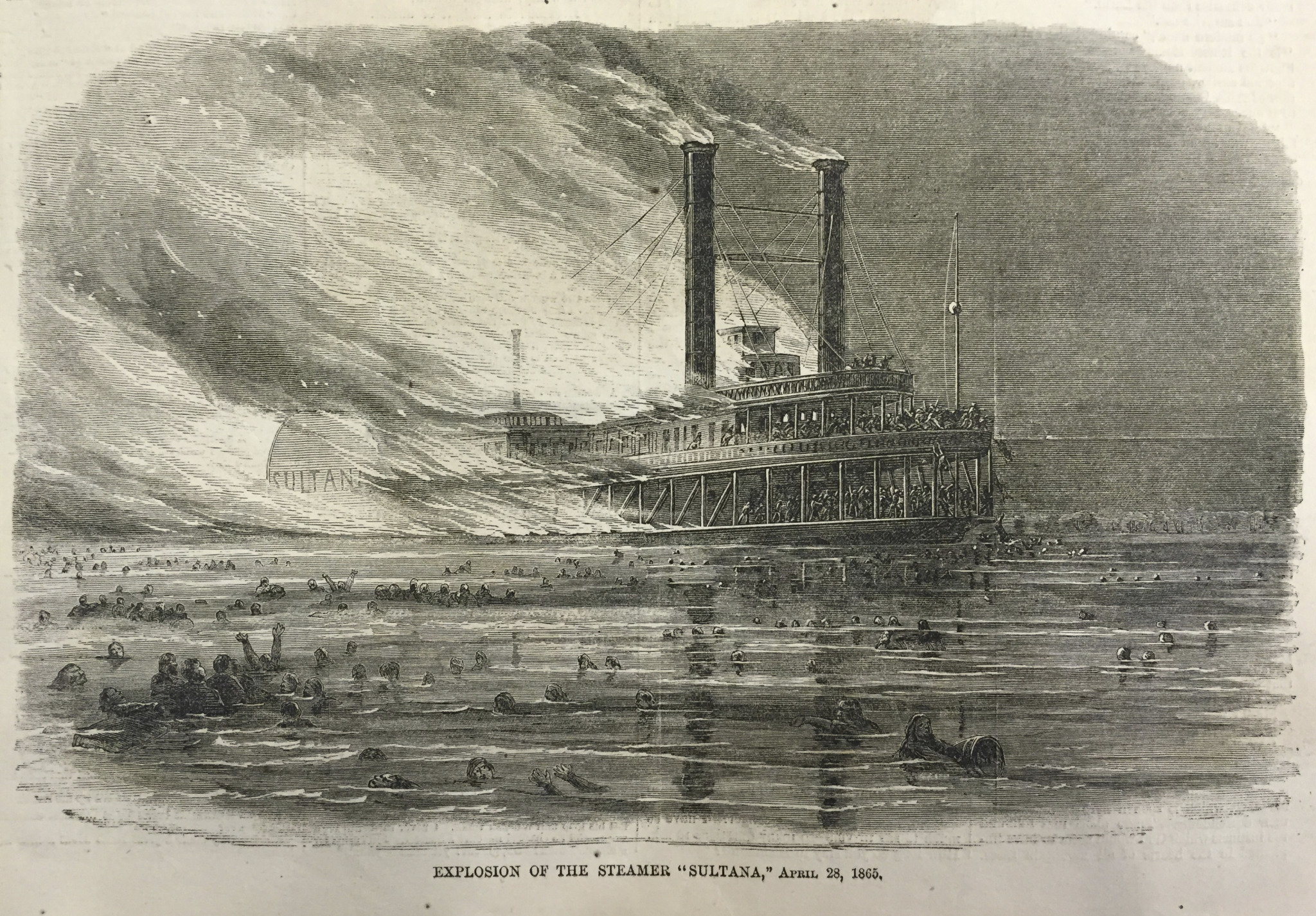
Die Sultana

Auf dem offenen Meer machte die CSS Shenandoah jedoch noch weiter Jagd auf Handelsschiffe der Union. Das Schiff unter dem Kommando von James I. Waddell attackierte im Sommer die US-Walfangflotte im Pazifik und feuerte dabei die letzten Schüsse des Krieges ab. Von einem britischen Schiff erfuhr Waddell im August von der Kapitulation der Konföderierten. Er entschied, nach England zu fahren. In Liverpool senkte die Shenandoah als letztes Schiff der Konföderierten Marine am 6. November 1865 ihre Flagge und gab auf.
Auf dem Mississippi kam es kurz nach dem Ende der Feindseligkeiten zur bis heute schwersten Schiffskatastrophe in der Geschichte der US-Seefahrt: Der mit ausgetauschten US-Gefangenen überladene Raddampfer Sultana ging am 27. April infolge einer Explosion seiner Kessel unter. Schätzungsweise 1700 Menschen kamen dabei um. Es konnte nie geklärt werden, ob es sich um einen Unfall oder einen Anschlag handelte.

## Auswirkungen

### Kriegsopfer und Zerstörungen

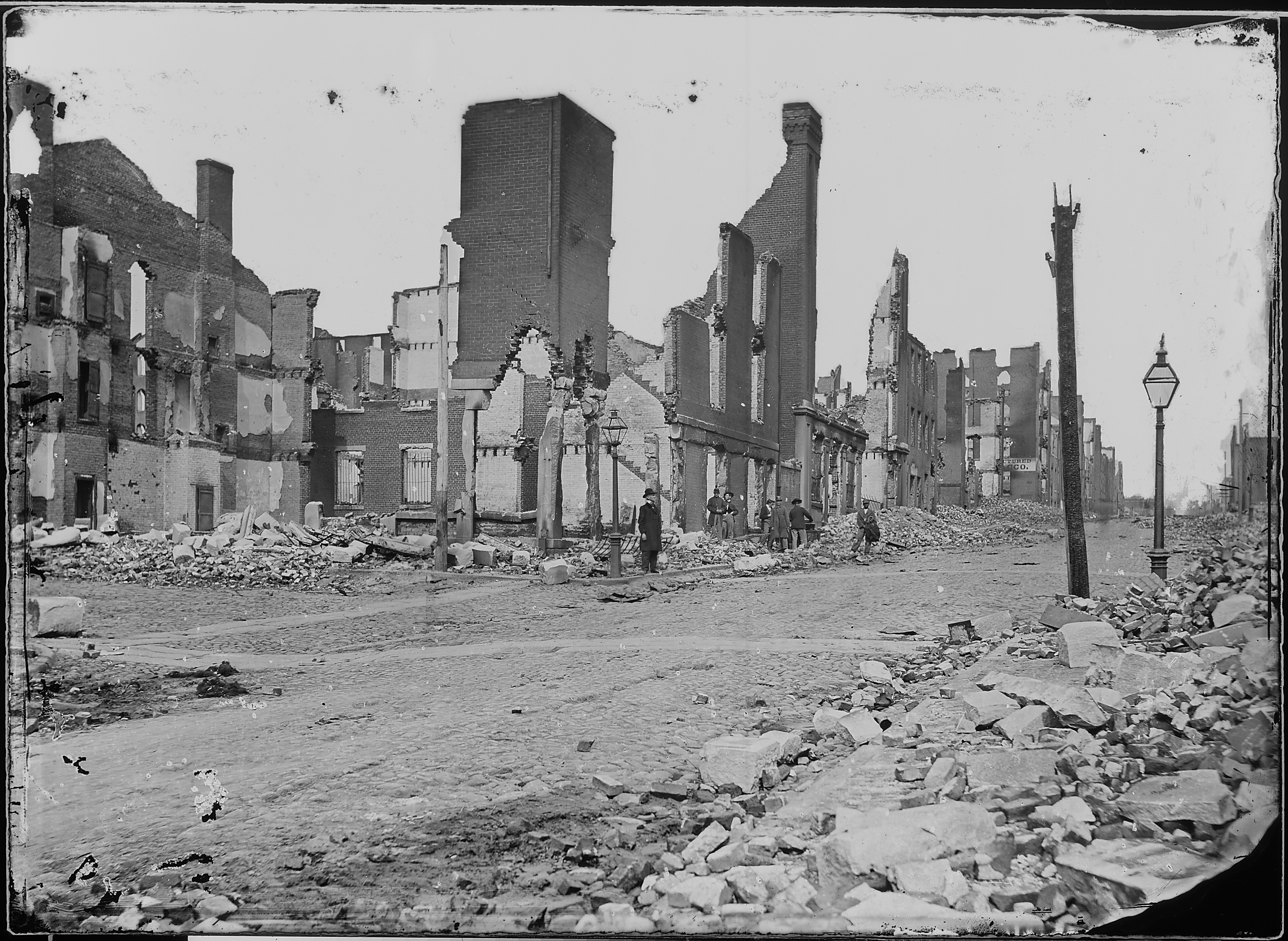
Ruinen von Richmond, 1865. Fotografie von Mathew Brady.

Im Amerikanischen Bürgerkrieg kamen mindestens 620.000 Soldaten ums Leben, 360.000 aus den Nordstaaten und 260.000 aus den Südstaaten. Diese Zahlen beruhen auf Zählungen auf Basis von Verlustberichten, Ausmusterungsbögen und Anträgen auf Witwen- und Waisenrenten. Für die Südstaaten fehlten diese Angaben jedoch oft, sodass die Zahl der 260.000 ums Leben Gekommenen nur eine grobe Näherung ist. Eine alternative Berechnungsweise schätzt die Todeszahlen statistisch, indem aus Zensusdaten die Abweichung der Todesrate von Männern im wehrfähigen Alter gegenüber der Norm berechnet wird. Diese Berechnungsmethode legt für wehrfähige Männer ein Intervall von 650.000–850.000 Opfern nahe, wobei 750.000 das wahrscheinlichste Szenario ist. Die Anzahl der Opfer in der Zivilbevölkerung wird auf rund 50.000 geschätzt, die überwiegende Mehrheit davon im Süden.
Im Süden, wo die Hauptlast der Kämpfe ausgetragen wurde, wurden elf Städte zerstört oder schwer beschädigt. Dies entsprach rund 7 % der konföderierten Städte, allerdings gehörten dazu wichtige Bevölkerungszentren wie Charleston und Columbia in South Carolina und Richmond in Virginia. Darüber hinaus wurden 45 Courthouses in der Konföderation als Folge von Kriegshandlungen zerstört. Der Wert landwirtschaftlicher Maschinen und Geräte im Süden sank zwischen 1860 und 1870 um 43 %. Auch die Eisenbahnlinien wurden während des Krieges stark in Mitleidenschaft gezogen, erholten sich aber nach Kriegsende relativ schnell.

### Sanitätswesen
Der Bürgerkrieg änderte das Sanitätswesen auf beiden Seiten grundlegend. Eine dieser Änderungen war die Aufstellung von Ambulanz-Diensten, die Erste Hilfe leisteten und Verwundete vom Schlachtfeld in die Feldlazarette transportierten. Diese Organisation wurde zum Vorbild für europäische Heere bis zum Ersten Weltkrieg, Deutsche und Franzosen übernahmen das Modell im Deutsch-Französischen Krieg.
Der Bürgerkrieg fiel aus Sicht der Medizin in das ausgehende Mittelalter. In Europa wurden beginnend mit den 1860er Jahren bahnbrechende Entdeckungen gemacht. Die Ärzte im Bürgerkrieg wussten nichts von den Zusammenhängen zwischen Wasser und Typhus, nicht sterilisierten Instrumenten und Infektionen oder Stechmücken und Malaria. Begriffe wie Asepsis und Antisepsis waren unbekannt. Das große Kaliber der Infanteriewaffen und die niedrige Fluggeschwindigkeit führten dazu, dass die Geschosse meist im Körper steckenblieben. Um Wundbrand, Knochenmarkentzündungen oder Blutvergiftungen zu vermeiden, blieb den Chirurgen meist nur eine Amputation des getroffenen Körperteils übrig. Schusswunden im Bauchbereich führten fast immer zum Tode. Für die Anästhesie wurden Chloroform und Äther verwendet, waren aber im Süden manchmal so knapp, dass die Verwundeten mit Whiskey betäubt werden mussten.
Krankheiten waren für die Soldaten häufig eine größere Gefahr als die Waffen des Gegners. Die durch Krankheit bedingte Sterblichkeit war zwar bedeutend geringer als in allen früheren Heeren (auf zwei durch Krankheit verstorbene Soldaten kam nur ein durch Kampfhandlungen Getöteter, nach Maßstäben des 20. Jahrhunderts immer noch ein hoher Wert), aber Krankheiten waren dennoch ein Feldzüge hemmender Faktor: So erkrankten beispielsweise in den Zeltlagern, in denen die Soldaten vor Beginn des Feldzuges untergebracht waren, häufig bis zur Hälfte aller Angehörigen von Regimentern an Infektionskrankheiten wie Masern oder Mumps. Im Halbinsel-Feldzug erkrankten viele Soldaten im feuchtwarmen Klima der Niederungen an Malaria und Typhus und während der Belagerung von Corinth mehr als die Hälfte an Diarrhoe.

### Reconstruction

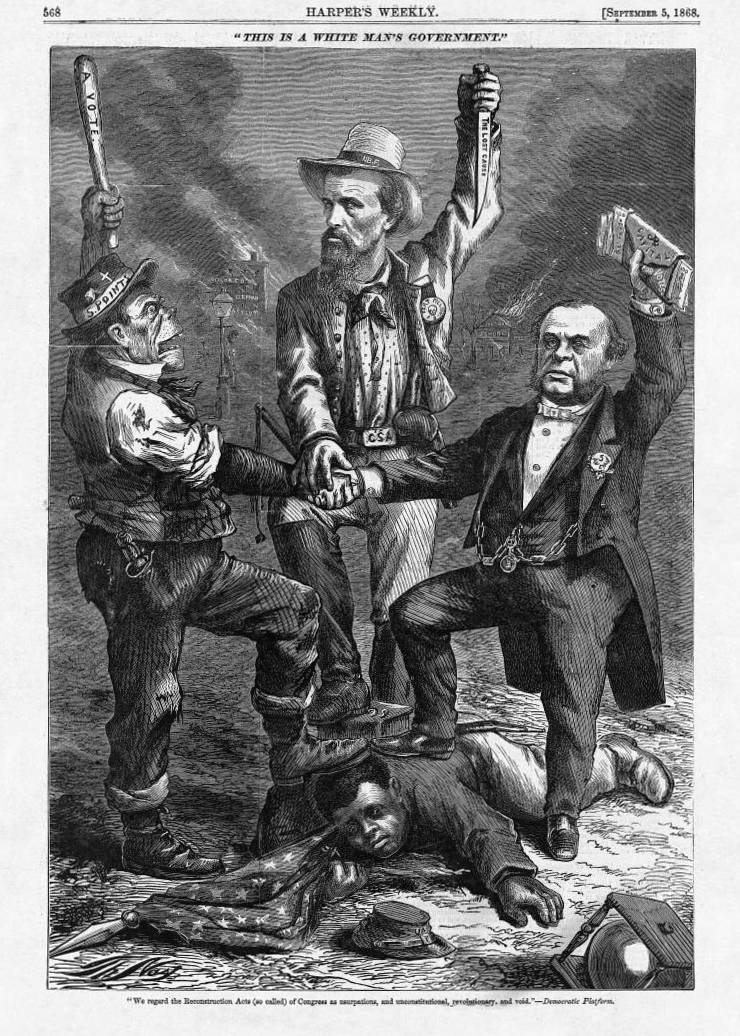
Dies ist die Regierung des Weißen Mannes, Karikatur Thomas Nast, 1868. Darstellung: Drei Männer halten einen Afroamerikaner am Boden und verhindern, dass er die Wahlurne erreicht. Es handelt sich um einen stereotypen Iren aus New York, den ehemaligen konföderierten General Nathan Bedford Forrest (Anführer des Ku Klux Klan) sowie den demokratischen Politiker August Belmont. Auf dem Messer in Forrests Hand steht The Lost Cause.

Als Reconstruction wird in den USA die Phase der Wiedereingliederung der Südstaaten in die Union der Vereinigten Staaten von Amerika nach dem Bürgerkrieg bezeichnet. Sie begann bereits während des Krieges 1863 und dauerte bis 1877. Den Begriff „Reconstruction“ mit „Wiederherstellung des ursprünglichen Zustandes“ zu übersetzen, erscheint nicht ausreichend. Er umfasst sowohl die Inhalte Wiederaufbau und Umformung als auch den technischen Begriff „Neukonstruktion“. Die „Reconstruction“ umfasste unter anderem die politische und wirtschaftliche Wiedereingliederung der aus der Union ausgetretenen Staaten in die Union, die strafrechtliche und gesellschaftliche Behandlung der Führer der Konföderation sowie den verfassungsmäßigen und gesetzlichen Status der aus der Sklaverei Befreiten. Die Behandlung dieser Themen führte zu gewalttätigen Kontroversen.
Die erste Phase der Reconstruction wird als Presidential Reconstruction bezeichnet, da sie maßgeblich von Präsident Andrew Johnson geprägt war. Johnson, selbst ein Südstaatler, der der Union treu geblieben war, verfolgte zunächst eine nachsichtige Strategie mit dem Süden. Er demobilisierte die Armee schnell, gab konfisziertes Land an seine Eigner zurück und ließ dem Süden freie Hand bei der Behandlung der früheren Sklaven. Die Südstaaten weigerten sich, befreiten männlichen Sklaven das Wahlrecht zu geben, und die weißen Wähler stimmten bei den ersten Nachkriegswahlen im Sommer und Herbst 1865 vor allem für frühere Konföderierte. Die Staatsparlamente der besiegten Südstaaten verabschiedeten die ersten Black codes, und als Reaktion auf die Forderungen der befreiten Sklaven nach dem Wahlrecht und Land kam es zu Gewalttaten. Die öffentliche Stimmung, die Johnsons Kurs zunächst unterstützt hatte, wandte sich nun gegen den Präsidenten. Radikale Republikaner wie Thaddeus Stevens und Charles Sumner argumentierten, dass die Reconstruction unvollständig sei, solange Schwarze nicht das Wahlrecht hatten. Stevens forderte sogar, das Land von illoyalen Pflanzern zu konfiszieren und an befreite Sklaven zu verteilen, um damit die Grundstruktur der südstaatlichen Gesellschaft zu zerstören.
Als Reaktion auf Johnsons Politik verabschiedete der Kongress 1867 den Reconstruction Act und läutete damit die zweite Phase der Reconstruction, die Congressional Reconstruction ein. Der Süden wurde in fünf Militärbezirke eingeteilt, und die Staaten durften nicht wieder in die Union aufgenommen werden, bevor sie allen schwarzen Bürgern das Wahlrecht gegeben hatten. Diese Bestimmungen verhalfen den Republikanern in den folgenden Jahren dazu, die Wahlen im Süden zu gewinnen, und ermöglichten Schwarzen zum ersten Mal, öffentliche Ämter zu bekleiden. Die Südstaaten erhielten neue Verfassungen, die die Gleichheit vor dem Gesetz vorschrieben und dem Staat eine aktivere Rolle zum Beispiel in der Schulpolitik zuschrieben. In Texas beispielsweise wurde in dieser Zeit ein State Board of Education und eine Polizeibehörde eingerichtet. Diese verstärkte Bereitstellung öffentlicher Güter durch den Staat war in den Südstaaten sehr kontrovers. Die dafür benötigten Steuern wurden vor allem von weißen Landbesitzern erhoben, und die weiße Bevölkerung war der Meinung, dass Schwarze überproportional davon profitierten. Als Reaktion hierauf kam es zu politischem Widerstand, aber auch zu verstärkter Gewalt gegen Schwarze, zum Beispiel durch den Ku Klux Klan. Die 1869 ins Amt gekommene Regierung Ulysses S. Grants ging hiergegen zunächst energisch und mit Erfolg vor. Diese Erfolge blieben jedoch nur von kurzer Dauer, und in mehreren Südstaaten wurden schwarze Wähler systematisch eingeschüchtert, was der Demokratischen Partei unter anderem in Alabama 1874 und Mississippi 1875 zurück an die Macht half. Dies wurde auch dadurch ermöglicht, dass das öffentliche Interesse in den Vereinigten Staaten sich nach der Panik von 1873 vom Süden abwandte. Der Süden fiel damit nach und nach wieder an die Demokratische Partei, die weite Teile der zuvor verabschiedeten Maßnahmen wieder rückgängig machte.
Im Zuge der umstrittenen Präsidentschaftswahl von 1876 kam es zu einem Kompromiss zwischen Demokraten und Republikanern, mit dem die Reconstruction endgültig endete: Die Demokraten akzeptierten die Wahl des Republikaners Hayes zum Präsidenten, im Gegenzug wurden die letzten Bundestruppen aus dem Süden abgezogen.
Die am längsten anhaltende Wirkung erzielten die drei „Reconstruction“-Verfassungszusätze. Der 13. hob die Sklaverei auf, der 14. erweiterte den Schutz der Bürger auf alle Rassen und der 15. schaffte Rassenbeschränkungen bei den Wahlen ab. Letzterer wurde allerdings vor allem ab der Jahrhundertwende in den Südstaaten durch Wahlbeschränkungen unterlaufen, die das Wahlrecht an Alphabetismus (literacy tests) oder das Bezahlen von Kopfsteuern (poll taxes) knüpften. De facto schlossen diese Maßnahmen vor allem Schwarze und arme Weiße von der Wahl aus und zementierten dadurch das lokale Machtmonopol der Demokratischen Partei. Erst die Bürgerrechtsbewegung nach dem Zweiten Weltkrieg und die Verabschiedung des Voting Rights Act 1965 machten solche Wahlrechtsbeschränkungen illegal.
Der Reconstruction gelang es insgesamt nicht, die Macht der südstaatlichen Elite auf Staatsebene zu brechen. Die landbesitzende Pflanzerelite wurde nicht enteignet, Plantagen blieben weitgehend intakt und beruhten nun auf der billigen Arbeitskraft der landlosen ehemaligen Sklaven. Mit dem Ende der Reconstruction wurden die Pflanzer auch politisch wieder tonangebend. In Texas, zum Beispiel, waren noch in den späten 1890er Jahren mehr als die Hälfte der Abgeordneten in der State Legislature frühere Sklavenhalter oder deren Nachkommen. Die Gesetzgebung der Südstaaten reflektierte dies: Der Süden blieb eine Niedriglohnwirtschaft, die auf arbeitsintensiver Landwirtschaft beruhte. In der Folge investierte die Region wenig in allgemeine Bildung und versuchte eher, die Mobilität der landwirtschaftlichen Arbeitskräfte zu behindern. Als Ergebnis blieb der Süden bis weit ins 20. Jahrhundert hinein im Vergleich zum Rest der Vereinigten Staaten wirtschaftlich unterentwickelt.

### Nationale Politik
Mit dem Sieg des Nordens änderten sich Wesen und Politik der Vereinigten Staaten entscheidend. Die alten jeffersonschen Ideale, wonach die Verfassung möglichst eng ausgelegt werden und die Zentralregierung möglichst wenig Macht haben sollte, wurden nicht länger hochgehalten. Stattdessen wurde die Macht des Bundes weiter ausgeweitet: Hatten elf der ersten zwölf Verfassungszusätze (vgl. auch Bill of Rights) die Zentralregierung geschwächt, wurde ihre Stellung durch sechs der nächsten sieben Verfassungszusätze gestärkt. Der Sezessionskrieg brachte die erste nationale Einkommensteuer, die erste allgemeine Wehrpflicht (ironischerweise auf der Seite des Südens) und eine erweiterte Zuständigkeit der Bundesgerichte. Dieser Wandel zeigte sich auch in der Sprache: Vor dem Bürgerkrieg sprachen die Amerikaner von den Vereinigten Staaten im Plural (the United States are…), nach dem Krieg änderte sich dies zum Singular (the United States is…). Auf nationaler Ebene änderte der Sieg der Union auch die Machtverhältnisse drastisch. Vor dem Krieg hatte der Süden ein deutliches politisches Übergewicht, das sich unter anderem darin äußerte, dass die Mehrheit der Präsidenten, Sprecher des Repräsentantenhauses der Vereinigten Staaten und Richter am Supreme Court aus den Sklavenhalterstaaten stammte. Nach dem Krieg bekleidete fünfzig Jahre lang kein Südstaatler das Amt des Präsidenten. Auf nationaler Ebene konnte außerdem die republikanische Partei profitieren: Der nächste demokratische Präsident nach James Buchanan (vor Abraham Lincoln) war Grover Cleveland. Er wurde 1884, also fast 20 Jahre nach dem Ende des Bürgerkriegs, zum Präsidenten gewählt. Gleichzeitig blieb der Süden nach Ende der Reconstruction als Solid South bis in die 1960er Jahre die Hochburg der Demokraten.
Mit dem 13. Verfassungszusatz hatten die Sklaven ihre Freiheit erlangt, die Verfassungszusätze 14 und 15 gaben ihnen das Bürger- und Wahlrecht. Dennoch sahen sich die Afroamerikaner im Süden weiterhin Diskriminierungen und Rassentrennung ausgesetzt, was durch das Urteil des Obersten Gerichtshofs im Fall Plessy v. Ferguson (Separate but equal) de facto bestätigt wurde.

### Veteranen
Im Norden wie im Süden hielten Veteranenverbände die Erinnerung an den Bürgerkrieg wach. Zu gemeinsamen Treffen von ehemaligen Kriegsteilnehmern aus Nord und Süd kam es unter anderem 1913 und 1938 in Gettysburg anlässlich des 50. und des 75. Jahrestags der dortigen Schlacht. Am letzten Treffen der Bürgerkriegsveteranen, das am 28. August 1949 in Indianapolis stattfand, nahmen noch sechs Überlebende teil. Der letzte Soldat, der nachweislich aktiv am Amerikanischen Bürgerkrieg teilgenommen hatte, war James Hard, der am 12. März 1953 im Alter von 111 Jahren starb.

## The Lost Cause
Mit dem Ausdruck The Lost Cause (wörtl. „Die Verlorene Sache“) wird ein revisionistisches Geschichtsverständnis bezeichnet, das sich unter der weißen Bevölkerung der Südstaaten im Anschluss an die Niederlage entwickelte. Mit dem Lost Cause konnten viele weiße Südstaatler die Niederlage als außerhalb ihrer Kontrolle und als Verrat an ihren Helden darstellen. Der Begriff des Lost Cause für diese Geisteshaltung geht auf das 1866 von Edward Pollard veröffentlichte Buch The Lost Cause: A New Southern History of the War of the Confederates zurück. Die wesentlichen Grundsätze des Lost Cause waren:
1. Nicht die Beibehaltung der Sklaverei, sondern die Verteidigung der Rechte des Einzelstaates seien der Hauptgrund für die Sezession gewesen.
2. Die Sezession sei die verfassungs- und rechtmäßige Antwort auf die kulturellen und wirtschaftlichen Angriffe des Nordens auf den „Southern way of life“ gewesen.
3. Konföderierte Generale wie Lee oder Jackson verkörperten die Tugenden der südstaatlichen Aristokratie gegenüber den meisten Unionsgeneralen, deren niedriges moralisches Niveau zu entwürdigenden Taten wie Shermans Marsch zur See oder Sheridans Zerstörungen im Shenandoahtal geführt hätten.
4. Die Niederlagen auf dem Schlachtfeld seien eine zwangsläufige Folge der Überlegenheit des Nordens an Kräften und Mitteln gewesen.
5. Niederlagen seien aber auch die Folge von Verrat und Inkompetenz einzelner Untergebener General Lees gewesen.

In der Erinnerung vieler Menschen blieb Lee der Führer, dessen Soldaten für ihn durchs Feuer gingen. Gleichzeitig stellte Lee das Idealbild eines Südstaaten-Gentlemans dar, eines Mannes, der selbstlos und gottesfürchtig Virginia und der Konföderation diente. Lees taktische Brillanz am Bull Run und bei Chancellorsville und seine Erklärung, er allein trage die Schuld an der Niederlage bei Gettysburg, erhoben Lee in den Stand einer lebenden Legende. Lee galt lange Zeit als unantastbar und Historiker sparten ihn bei kritischen Äußerungen aus.
Generalleutnant Jubal A. Early schrieb in den 1870ern viele Artikel für die Southern Historical Society. Der Lost Cause wurde dadurch ein langlebiges literarisches und kulturelles Phänomen. Early hatte als Hauptverräter Generalleutnant James Longstreet ausgemacht, dessen Verhalten entgegen den Anweisungen Lees am zweiten und dritten Tag der Schlacht von Gettysburg die Niederlage herbeigeführt hatte. Dabei hatte Lee nie seine Unzufriedenheit mit dem Verhalten Longstreets ausgedrückt. Longstreet war auch deshalb der geeignete Verräter, weil er nach dem Krieg mit Präsident Grant zusammenarbeitete und der Republikanischen Partei beitrat. Grant akzeptierte den politischen Mythos, weil er vermeiden wollte, dass wieder und wieder die Argumente breitgetreten würden, die schon vor Beginn des Krieges die Gemüter erhitzt hatten.
Das Erscheinen der Lee-Biographie Douglas Southall Freemans im Jahre 1934 erweckte die Lost Cause-Mentalität erneut. Freeman schob in dem vierbändigen Werk die Schuld an Niederlagen auch anderen Untergebenen Lees wie Richard Ewell, J.E.B. Stuart, A. P. Hill, George Pickett und sogar Jubal Early zu. Freeman stützte sich dabei auf „bisher unbekannte Daten“ aus der „Southern Historical Society“. Die Sicht aus der Lost Cause-Perspektive beeinflusste ebenfalls Margaret Mitchells Roman Vom Winde verweht von 1936 oder D.W. Griffiths Film The Birth of a Nation von 1915. Die Thesen des Lost Cause fanden neue Beachtung durch die „Neu-konföderierte Bewegung“ des späten 20. Jahrhunderts.
In der heutigen Geschichtsschreibung gilt der Lost Cause als überholt. In der weißen Bevölkerung besonders des Südens beeinflusst er aber weiterhin erheblich die Wahrnehmung des Bürgerkrieges. Die rechtsextremen Demonstrationen in Charlottesville 2017 gegen die Entfernung eines Reiterstandbildes für Robert E. Lee zeigten die starken Emotionen, die sich mit Hilfe des Lost Cause auch über 150 Jahre nach Ende des Krieges noch mobilisieren lassen.

## Rezeption
Bereits unmittelbar nach dem Ende des Sezessionskrieges begann in der Literaturszene des Südens eine Phase der romantischen Verklärung des „alten Südens“; Dichter wie Thomas Nelson Page oder (posthum) auch Henry Timrod fanden hier ein großes Publikum und trugen zur Stilisierung des Lost Cause bei. Beginnend am Ende des 19. Jahrhunderts wurde der Sezessionskrieg schließlich auch allgemein ein populäres Thema in Musik, Romanen und Filmen; später wurde der Sezessionskrieg zudem auch als Stoff für Comics und Video-Spiele verwendet. Jules Verne machte den Sezessionskrieg 1887 zum Thema seines Romans Nord gegen Süd. Der offen rassistische Stummfilm Die Geburt einer Nation von 1915 verherrlichte den Ku-Klux-Klan. Nachfolgend wurde der Sezessionskrieg auch ein gängiger Hintergrundstoff für Western. Ebenso wie Margaret Mitchell in ihrem 1937 erschienenen Roman Vom Winde verweht (1939 verfilmt) setzte sich William Faulkner als wichtigster Vertreter eines Southern Renaissance genannten Stils in seinen Werken immer wieder mit der untergegangenen Kultur des alten (Vorkriegs-)Südens und dem Einfluss des verlorenen Bürgerkrieges auf den Süden und seine Gesellschaft auseinander.

### Verfilmungen
Folgende Filme handeln vom Sezessionskrieg (Auswahl):
- Die Geburt einer Nation (1915)
- Der General mit Buster Keaton (1926)
- Vom Winde verweht (1939)
- Die rote Tapferkeitsmedaille (1951)
- Unter zwei Flaggen (1954)
- Der letzte Befehl (1959)
- Fackeln im Sturm (North & South) (1985, 1986, 1994)
- Die Blauen und die Grauen (The Blue and the Gray) (1982, 1985; Kurzserie)
- Glory (1989)
- PBS-Dokumentation The Civil War von Ken Burns (1990)
- Gettysburg (1993)
- Ride with the Devil (USA 1999)
- Gods and Generals (2003)
- Unterwegs nach Cold Mountain (Cold Mountain) (2003)
- Lincoln (2012)
- Free State of Jones (2016)

### Musik
- Songs of the Civil War: The Cumberland Three, Konzeptalbum mit historischen Liedern (1960)
- New And Original Folk Songs of the Civil War, Don Reno & Red Smily, Konzeptalbum mit neuen und historischen Liedern (1961)
- Songs of Billy Yank and Johnny Reb, Jimmie Driftwood, 1961
- Tennessee Ernie Ford sings Songs of Civil War, Konzeptalbum mit historischen Liedern (1961)
- The Civil War: Its Music And Its Sounds, Musikkompilation (1962)
- Songs of the Civil War, Kompilation zu Ken Burns’ Dokumentation Der Amerikanische Bürgerkrieg
- The Night They Drove Old Dixie Down von The Band, 1969

### Computerspiele
- North & South (1989, FR)
- Wargame Construction Set III: Age of Rifles 1846-1905 (1996, US)
- Sid Meier's Gettysburg! (1997, US)
- Sid Meier's Antietam! (1999, US)
- American Conqest: Divided Nation (2006, US)
- Forge of Freedom: The American Civil War (2006, US)
- The History Channel: Civil War – A Nation Divided (2006, US)
- Ageod's American Civil War (2007, US/FR)
- History Civil War: Secret Missions (2008, US)
- Call of Juarez: Bound in Blood (2009, US)
- Darkest of Days (2009, US)
- Victoria II: A House Divided (2011, US)
- Ageod's American Civil War II (2013, US/FR)
- Ultimate General: Gettysburg (2014, UKR)
- Ultimate General: Civil War (2016, UKR)
- War of Rights (2018, US)
- Strategic Command American Civil War (2022, UK)